# Expresionismo

Fränzi ante una silla tallada (1910), de Ernst Ludwig Kirchner, Museo Thyssen-Bornemisza, Madrid.

El expresionismo fue un movimiento cultural surgido en Alemania a principios del siglo XX, que se plasmó en un gran número de campos: artes plásticas, arquitectura, literatura, música, cine, teatro, danza, fotografía, etc. Su primera manifestación fue en el terreno de la pintura, coincidiendo en el tiempo con la aparición del fauvismo francés, hecho que convirtió a ambos movimientos artísticos en los primeros exponentes de las llamadas «vanguardias históricas». Más que un estilo con características propias comunes, fue un movimiento heterogéneo, una actitud y una forma de entender el arte que aglutinó a artistas de tendencias muy diversas, así como de diferente formación y nivel intelectual. Surgido como reacción al impresionismo, frente al naturalismo y el carácter positivista de este movimiento de finales del siglo XIX, los expresionistas defendían un arte más personal e intuitivo, donde predominase la visión interior del artista —la «expresión»— frente a la plasmación de la realidad —la «impresión»—.
El expresionismo suele ser entendido como la deformación de la realidad para expresar de forma más subjetiva la naturaleza y el ser humano, dando primacía a la expresión de los sentimientos más que a la descripción objetiva de la realidad. Entendido de esta forma, el expresionismo es extrapolable a cualquier época y espacio geográfico. Así, a menudo se ha calificado de expresionista la obra de diversos autores como Matthias Grünewald, Pieter Brueghel el Viejo, El Greco o Francisco de Goya. Algunos historiadores, para distinguirlo, escriben «expresionismo» –en minúsculas– como término genérico y «Expresionismo» –en mayúsculas– para el movimiento alemán.
Con sus colores violentos y su temática de soledad y de miseria, el expresionismo reflejó la amargura que invadió a los círculos artísticos e intelectuales de la Alemania prebélica, así como de la Primera Guerra Mundial (1914-1918) y del período de entreguerras (1918-1939). Esa amargura provocó un deseo vehemente de cambiar la vida, de buscar nuevas dimensiones a la imaginación y de renovar los lenguajes artísticos. El expresionismo defendía la libertad individual, la primacía de la expresión subjetiva, el irracionalismo, el apasionamiento y los temas prohibidos –lo morboso, demoníaco, sexual, fantástico o pervertido–. Intentó reflejar una visión subjetiva, una deformación emocional de la realidad, a través del carácter expresivo de los medios plásticos, que cobraron una significación metafísica, abriendo los sentidos al mundo interior. Entendido como una genuina expresión del alma alemana, su carácter existencialista, su anhelo metafísico y la visión trágica del ser humano en el mundo le hicieron reflejo de una concepción existencial liberada al mundo del espíritu y a la preocupación por la vida y la muerte, concepción que se suele calificar de "nórdica" por asociarse al temperamento que tópicamente se identifica con el estereotipo de los países del norte de Europa. Fiel reflejo de las circunstancias históricas en que se desarrolló, el expresionismo reveló el lado pesimista de la vida, la angustia existencial del individuo, que en la sociedad moderna, industrializada, se ve alienado, aislado. Así, mediante la distorsión de la realidad pretendían impactar al espectador, llegar a su lado más emotivo e interior.
El expresionismo no fue un movimiento homogéneo, sino de gran diversidad estilística: hay un expresionismo modernista (Munch), fauvista (Rouault), cubista y futurista (Die Brücke), surrealista (Klee), abstracto (Kandinski), etc. Aunque su mayor centro de difusión se dio en Alemania, también se percibe en otros artistas europeos (Modigliani, Chagall, Soutine, Permeke) y americanos (Orozco, Rivera, Siqueiros, Portinari). En Alemania se organizó principalmente en torno a dos grupos: Die Brücke (fundado en 1905), y Der Blaue Reiter (fundado en 1911), aunque hubo algunos artistas no adscritos a ningún grupo. Después de la Primera Guerra Mundial apareció la llamada Nueva Objetividad, que si bien surgió como rechazo al individualismo expresionista defendiendo un carácter más social del arte, su distorsión formal y su colorido intenso les hacen herederos directos de la primera generación expresionista.

## Definición

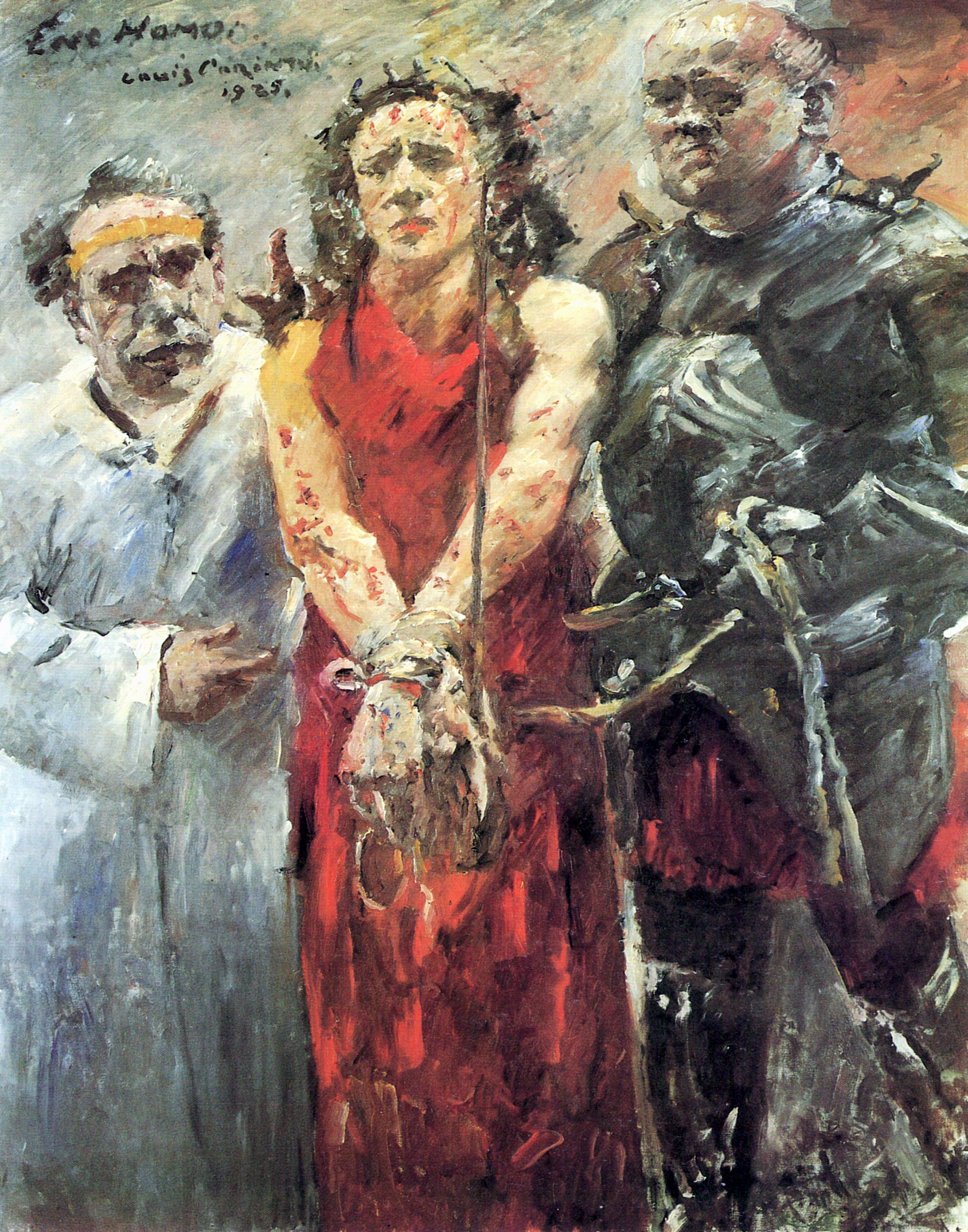
Ecce homo (1925), de Lovis Corinth, Pinacoteca de Basilea.

La transición del siglo XIX al XX comportó numerosos cambios políticos, sociales y culturales. Por una parte, el auge político y económico de la burguesía, que vivió en las últimas décadas del siglo XIX (la Belle Époque) un momento de gran esplendor, reflejado en el modernismo, movimiento artístico puesto al servicio del lujo y la ostentación desplegados por la nueva clase dirigente. Sin embargo, los procesos revolucionarios efectuados desde la Revolución francesa (el último, en 1871, la fracasada Comuna de París) y el temor a que se repitiesen llevaron a las clases políticas a hacer una serie de concesiones, como las reformas laborales, los seguros sociales y la enseñanza básica obligatoria. Así, el descenso del analfabetismo comportó un aumento de los medios de comunicación y una mayor difusión de los fenómenos culturales, que adquirieron mayor alcance y mayor rapidez de difusión, surgiendo la “cultura de masas”.
Por otro lado, los avances técnicos, especialmente en el terreno del arte la aparición de la fotografía y el cine, llevaron al artista a plantearse la función de su trabajo, que ya no consistía en imitar a la realidad, pues las nuevas técnicas lo hacían de forma más objetiva, fácil y reproducible. Igualmente, las nuevas teorías científicas llevaron a los artistas a cuestionarse la objetividad del mundo que percibimos: la teoría de la relatividad de Einstein, el psicoanálisis de Freud y la subjetividad del tiempo de Bergson provocaron que el artista se alejase cada vez más de la realidad. Así, la búsqueda de nuevos lenguajes artísticos y nuevas formas de expresión comportó la aparición de los movimientos de vanguardia, que supusieron una nueva relación del artista con el espectador: los artistas vanguardistas buscaban integrar el arte con la vida, con la sociedad, hacer de su obra una expresión del inconsciente colectivo de la sociedad que representa. A la vez, la interacción con el espectador provoca que este se involucre en la percepción y comprensión de la obra, así como en su difusión y mercantilización, factor que llevará a un mayor auge de las galerías de arte y de los museos.
El expresionismo forma parte de las llamadas “vanguardias históricas”, es decir, las producidas desde los primeros años del siglo XX, en el ambiente previo a la Primera Guerra Mundial, hasta el final de la Segunda Guerra Mundial (1945). Esta denominación incluye, además, al fauvismo, el cubismo, el futurismo, el constructivismo, el neoplasticismo, el dadaísmo, el surrealismo, etc. La vanguardia está íntimamente ligada al concepto de modernidad, caracterizado por el fin del determinismo y de la supremacía de la religión, sustituidos por la razón y la ciencia, el objetivismo y el individualismo, la confianza en la tecnología y el progreso, en las propias capacidades del ser humano. Así, los artistas pretenden ponerse al frente del progreso social, expresar mediante su obra la evolución del ser humano contemporáneo.
El término «expresionismo» fue utilizado por primera vez por el pintor francés Julien-Auguste Hervé, que utilizó la palabra “expressionisme” para designar una serie de cuadros presentados en el Salón de los Independientes de París en 1901, en contraposición al impresionismo. El término alemán «Expressionismus» fue adaptado directamente del francés –ya que la expresión en alemán es ‘Ausdruck’–, empleándose por primera vez en el catálogo de la XXII Exposición de la Secesión de Berlín en 1911, que incluía tanto obras de artistas alemanes como franceses. En literatura, fue aplicado por primera vez en 1911 por el crítico Kurt Hiller. Posteriormente, el término expresionismo fue difundido por el escritor Herwarth Walden, editor de la revista Der Sturm (La tormenta), que se convirtió en el principal centro difusor del expresionismo alemán. Walden aplicó inicialmente el término a todas las vanguardias surgidas entre 1910 y 1920. En cambio, la aplicación del término expresionismo ligado exclusivamente al arte alemán de vanguardia fue idea de Paul Fechter en su libro Der Expressionismus (1914), que siguiendo las teorías de Worringer relacionó las nuevas manifestaciones artísticas como una expresión del alma colectiva alemana.

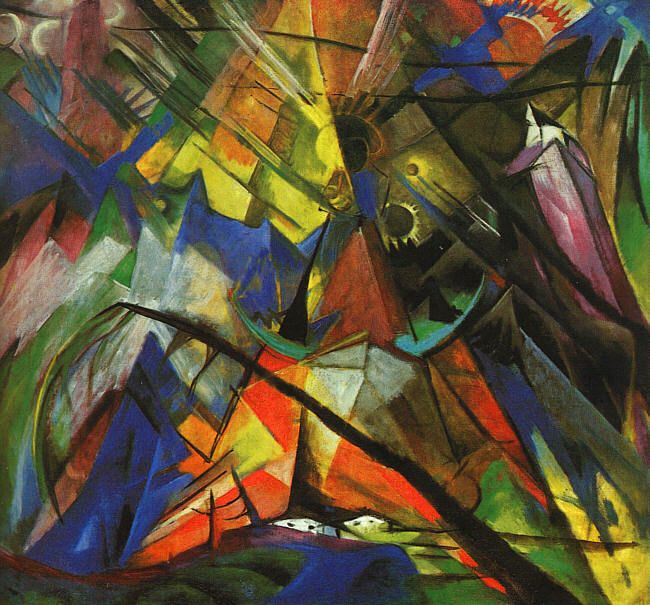
Tirol (1914), de Franz Marc, Staatsgalerie Moderner Kunst, Múnich.

El expresionismo surgió como reacción al impresionismo: así como los impresionistas plasmaban en el lienzo una “impresión” del mundo circundante, un simple reflejo de los sentidos, los expresionistas pretendían reflejar su mundo interior, una “expresión” de sus propios sentimientos. Así, los expresionistas emplearon la línea y el color de un modo temperamental y emotivo, de fuerte contenido simbólico. Esta reacción frente al impresionismo supuso una fuerte ruptura con el arte elaborado por la generación precedente, convirtiendo al expresionismo en un sinónimo del arte moderno durante los primeros años del siglo XX. El expresionismo supuso un nuevo concepto del arte, entendido como una forma de captar la existencia, de traslucir en imágenes el sustrato que subyace bajo la realidad aparente, de reflejar lo inmutable y eterno del ser humano y la naturaleza. Así, el expresionismo fue el punto de partida de un proceso de transmutación de la realidad que cristalizó en el expresionismo abstracto y el informalismo. Los expresionistas utilizaban el arte como una forma de reflejar sus sentimientos, su estado anímico, propenso por lo general a la melancolía, a la evocación, a un decadentismo de corte neorromántico. Así, el arte era una experiencia catártica, donde se purificaban los desahogos espirituales, la angustia vital del artista.
En la génesis del expresionismo un factor fundamental fue el rechazo al positivismo, al progreso cientificista, a la creencia en las posibilidades ilimitadas del ser humano basadas en la ciencia y la técnica. En cambio, se empezó a generar un nuevo clima de pesimismo, de escepticismo, de descontento, de crítica, de pérdida de valores. Se vislumbraba una crisis en el desarrollo humano, que efectivamente se vio confirmada con el estallido de la Primera Guerra Mundial. También cabe destacar en Alemania el rechazo al régimen imperialista de Guillermo II por parte de una minoría intelectual, ahogada por el militarismo pangermanista del káiser. Estos factores propiciaron un caldo de cultivo en el que progresivamente se fue gestando el expresionismo, cuyas primeras manifestaciones se produjeron en el terreno de la literatura: Frank Wedekind denunció en sus obras la moral burguesa, frente a la que oponía la libertad pasional de los instintos; Georg Trakl se evadió de la realidad refugiándose en un mundo espiritual creado por el artista; Heinrich Mann fue quien más directamente denunció la sociedad guillermina.
La aparición del expresionismo en un país como Alemania no fue un hecho aleatorio, sino que se explica por el profundo estudio dedicado al arte durante el siglo XIX por los filósofos, artistas y teóricos alemanes, desde el romanticismo y las múltiples aportaciones al campo de la estética de personajes como Wagner y Nietzsche, hasta la estética cultural y la obra de autores como Konrad Fiedler (Para enjuiciar obras de arte visual, 1876), Theodor Lipps (Estética, 1903-1906) y Wilhelm Worringer (Abstracción y empatía, 1908). Esta corriente teórica dejó una profunda huella en los artistas alemanes de finales del siglo XIX y principios del xx, centrada sobre todo en la necesidad de expresarse del artista (la “innerer Drang” o necesidad interior, principio que asumió posteriormente Kandinski), así como la constatación de una ruptura entre el artista y el mundo exterior, el ambiente que lo envuelve, hecho que lo convierte en un ser introvertido y alienado de la sociedad. También influyó el cambio producido en el ambiente cultural de la época, que se alejó del gusto clásico grecorromano para admirar el arte popular, primitivo y exótico –sobre todo de África, Oceanía y Extremo Oriente–, así como el arte medieval y la obra de artistas como Grünewald, Brueghel y El Greco.

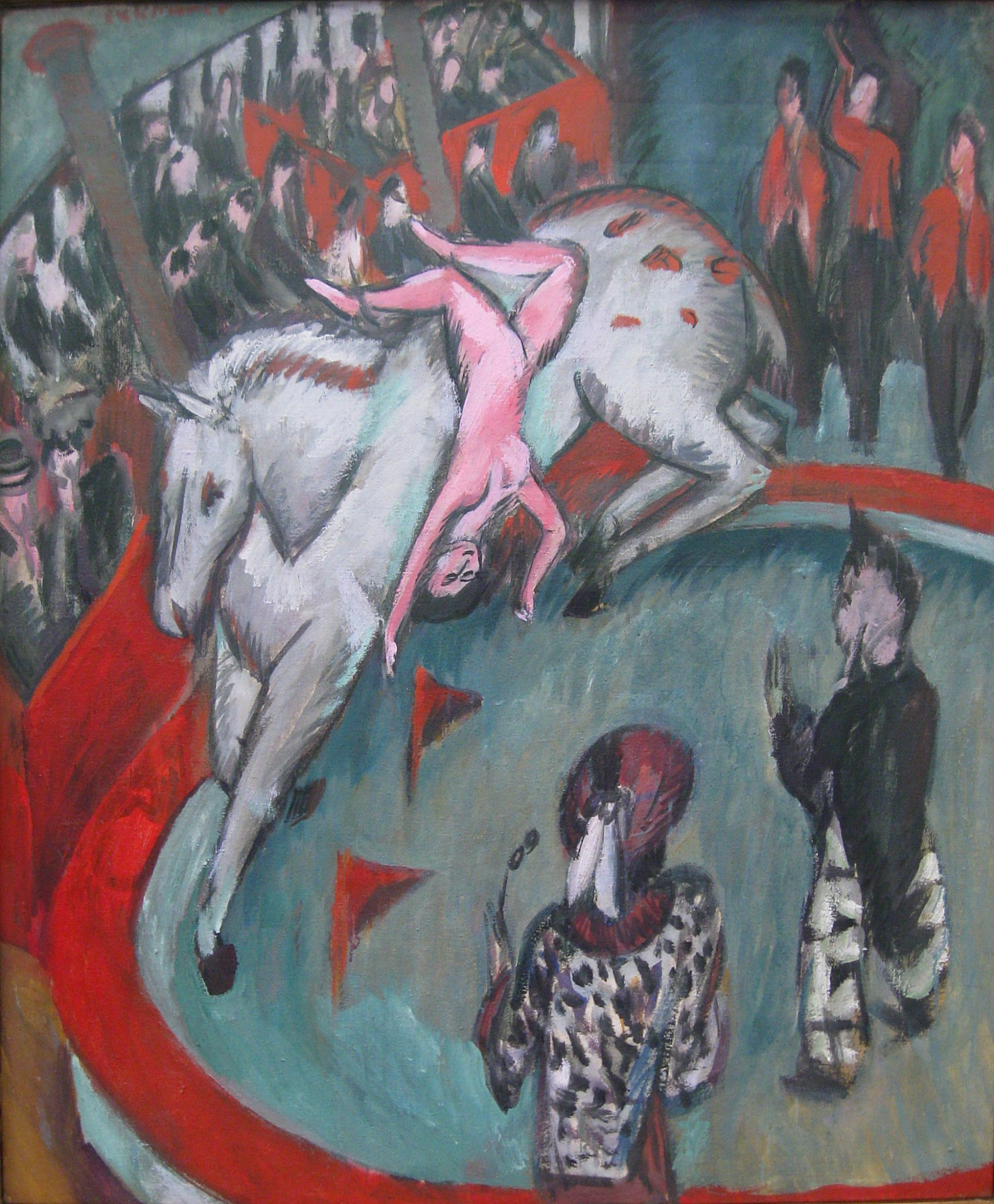
El jinete circense (1913), de Ernst Ludwig Kirchner, Pinakothek der Moderne, Múnich.

En Alemania, el expresionismo fue más un concepto teórico, una propuesta ideológica, que no un programa artístico colectivo, si bien se aprecia un sello estilístico común a todos sus miembros. Frente al academicismo imperante en los centros artísticos oficiales, los expresionistas se agruparon en torno a diversos centros de difusión del nuevo arte, especialmente en ciudades como Berlín, Colonia, Múnich, Hannover y Dresde. Asimismo, su labor difusora a través de publicaciones, galerías y exposiciones ayudaron a extender el nuevo estilo por toda Alemania y, más tarde, toda Europa. Fue un movimiento heterogéneo que, aparte de la diversidad de sus manifestaciones, realizadas en diversos lenguajes y medios artísticos, presentó numerosas diferencias e incluso contradicciones en su seno, con gran divergencia estilística y temática entre los diversos grupos que surgieron a lo largo del tiempo, e incluso entre los propios artistas que los integraban. Incluso los límites cronológicos y geográficos de esta corriente son imprecisos: si bien la primera generación expresionista (Die Brücke, Der Blaue Reiter) fue la más emblemática, la Nueva Objetividad y la exportación del movimiento a otros países supuso su continuidad en el tiempo al menos hasta la Segunda Guerra Mundial; geográficamente, si bien el centro neurálgico de este estilo se situó en Alemania, pronto se extendió a otros países europeos e incluso del continente americano.
Después de la Primera Guerra Mundial el expresionismo pasó en Alemania de la pintura al cine y el teatro, que utilizaban el estilo expresionista en sus decorados, pero de forma puramente estética, desprovista de su significado original, de la subjetividad y el desgarramiento propios de los pintores expresionistas, que se convirtieron paradójicamente en artistas malditos. Con el advenimiento del nazismo, el expresionismo fue considerado como «arte degenerado» (Entartete Kunst), relacionándolo con el comunismo y tachándolo de inmoral y subversivo, al tiempo que consideraron que su fealdad e inferioridad artística eran un signo de la decadencia del arte moderno (el decadentismo, por su parte, había sido un movimiento artístico que tuvo cierto desarrollo). En 1937 se organizó una exposición en el Hofgarten de Múnich con el título precisamente de Arte degenerado, con el objetivo de denostarlo y mostrar al público la baja calidad del arte producido en la República de Weimar. Para tal fin fueron confiscadas unas 16.500 obras de diversos museos, no solo de artistas alemanes, sino de extranjeros como Gauguin, Van Gogh, Munch, Matisse, Picasso, Braque, Chagall, etc. La mayoría de esas obras fueron vendidas posteriormente a galeristas y marchantes, sobre todo en una gran subasta celebrada en Lucerna en 1939, aunque unas 5000 de esas obras fueron directamente destruidas en marzo de 1939, suponiendo un notable perjuicio para el arte alemán.
Tras la Segunda Guerra Mundial el expresionismo desapareció como estilo, si bien ejerció una poderosa influencia en muchas corrientes artísticas de la segunda mitad de siglo, como el expresionismo abstracto estadounidense (Jackson Pollock, Mark Rothko, Willem de Kooning), el informalismo (Jean Fautrier, Jean Dubuffet), el grupo CoBrA (Karel Appel, Asger Jorn, Corneille, Pierre Alechinsky) y el neoexpresionismo alemán –directamente heredero de los artistas de Die Brücke y Der Blaue Reiter, lo que queda patente en su nombre–, y artistas individuales como Francis Bacon, Antonio Saura, Bernard Buffet, Nicolas de Staël, Horst Antes, etc.

## Orígenes e influencias

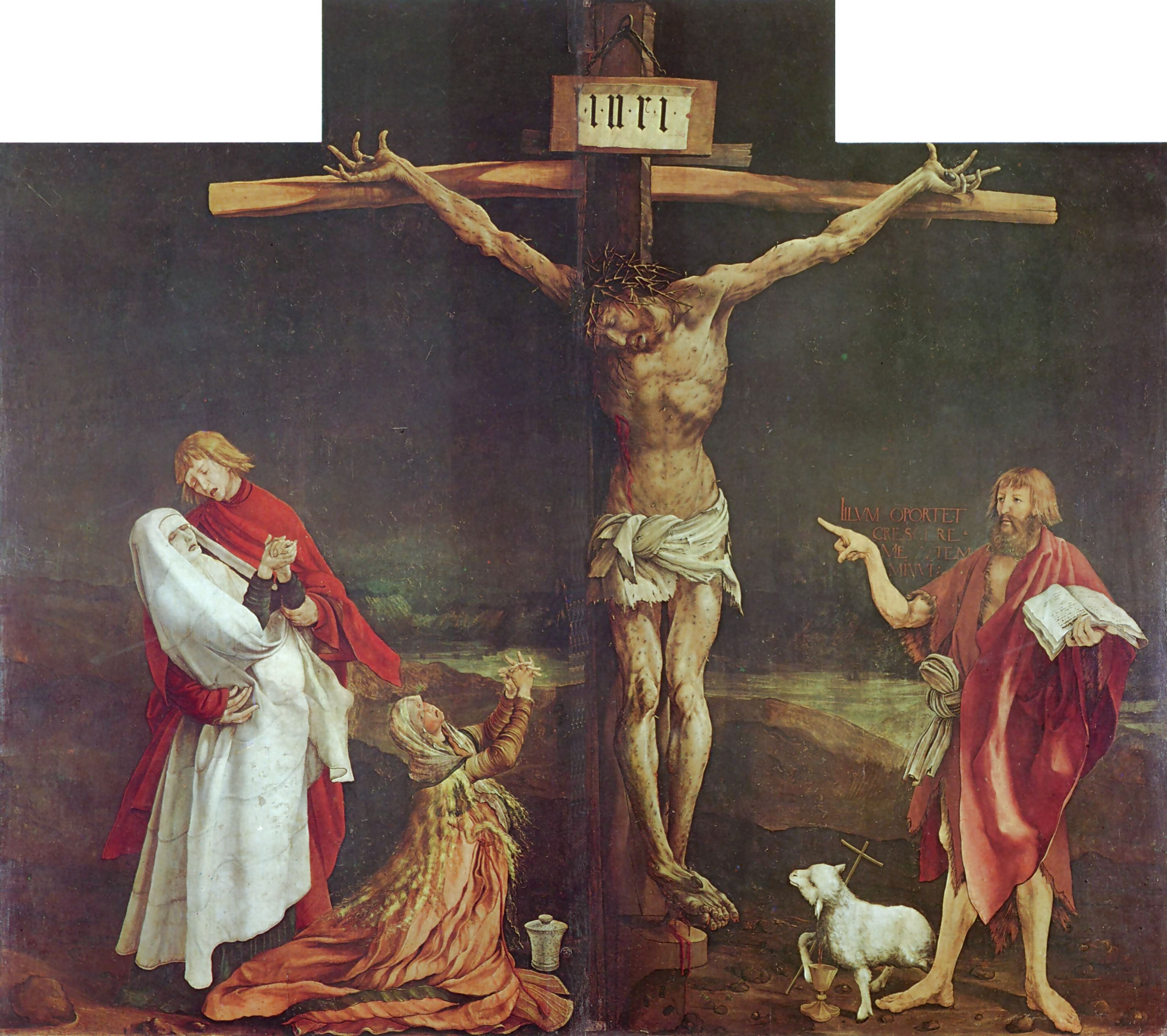
La Crucifixión, tabla central del Retablo de Isenheim (1512-1516), de Matthias Grünewald, Museo de Unterlinden, Colmar.

Aunque se conoce principalmente por expresionismo al movimiento artístico desarrollado en Alemania a principios del siglo XX, muchos historiadores y críticos de arte también emplean este término de forma más genérica para describir el estilo de gran variedad de artistas a lo largo de toda la Historia. Entendido como la deformación de la realidad para buscar una expresión más emocional y subjetiva de la naturaleza y del ser humano, el expresionismo es pues extrapolable a cualquier época y espacio geográfico. Así, a menudo se ha calificado de expresionista la obra de diversos autores como El Bosco, Matthias Grünewald, Quentin Metsys, Pieter Brueghel el Viejo, El Greco, Francisco de Goya, Honoré Daumier, etc.

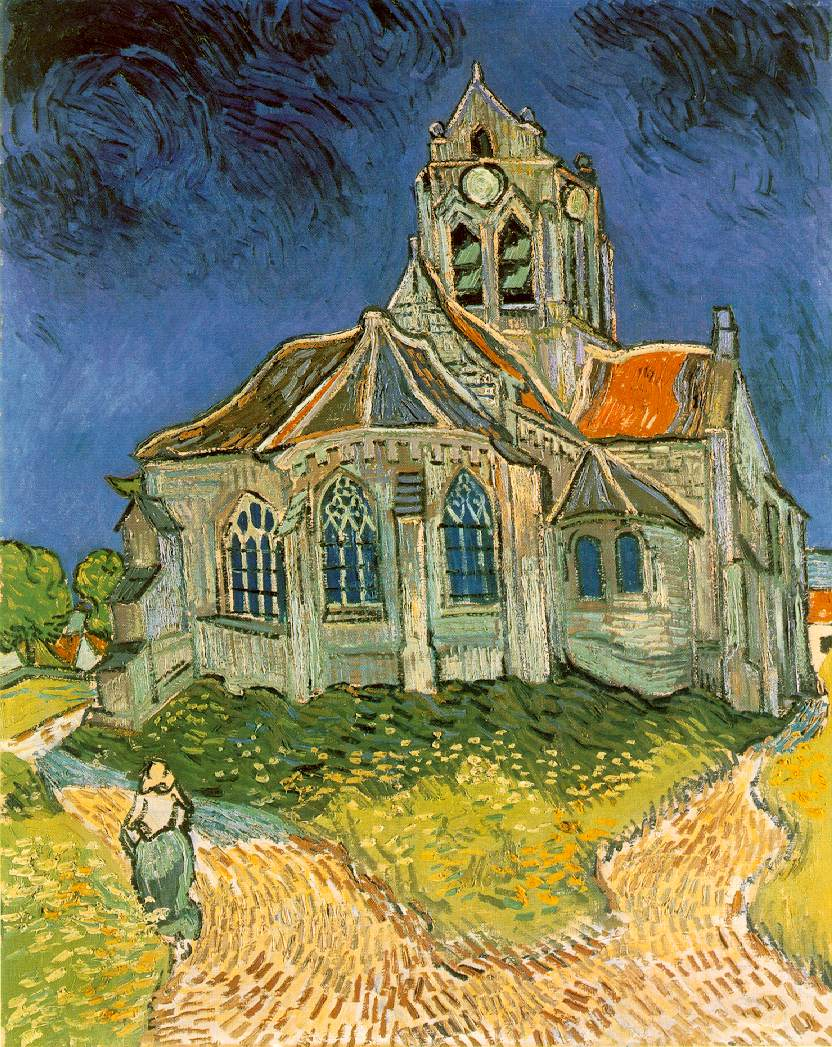
La iglesia de Auvers-sur-Oise (1890), de Vincent Van Gogh, Musée d'Orsay, París.

Las raíces del expresionismo se encuentran en estilos como el simbolismo y el postimpresionismo, así como en los nabis y en artistas como Paul Cézanne, Paul Gauguin y Vincent Van Gogh. Asimismo, tienen puntos de contacto con el neoimpresionismo y el fauvismo por su experimentación con el color. Los expresionistas recibieron numerosas influencias: en primer lugar la del arte medieval, especialmente el gótico alemán. De signo religioso y carácter trascendente, el arte medieval ponía énfasis en la expresión, no en las formas: las figuras tenían poca corporeidad, perdiendo interés por la realidad, las proporciones, la perspectiva. En cambio, acentuaba la expresión, sobre todo en la mirada: los personajes se simbolizaban más que se representaban. Así, los expresionistas se inspiraron en los principales artistas del gótico alemán, desarrollado a través de dos escuelas fundamentales: el estilo internacional (finales del siglo XIV-primera mitad del XV), representado por Conrad Soest y Stefan Lochner; y el estilo flamenco (segunda mitad del siglo XV), desarrollado por Konrad Witz, Martin Schongauer y Hans Holbein el Viejo. También se inspiraron en la escultura gótica alemana, que destacó por su gran expresividad, con nombres como Veit Stoss y Tilman Riemenschneider. Otro punto de referencia fue Matthias Grünewald, pintor tardomedieval que, aunque conoció las innovaciones del Renacimiento, siguió en una línea personal, caracterizada por la intensidad emocional, una expresiva distorsión formal y un intenso colorido incandescente, como en su obra maestra, el Retablo de Isenheim.

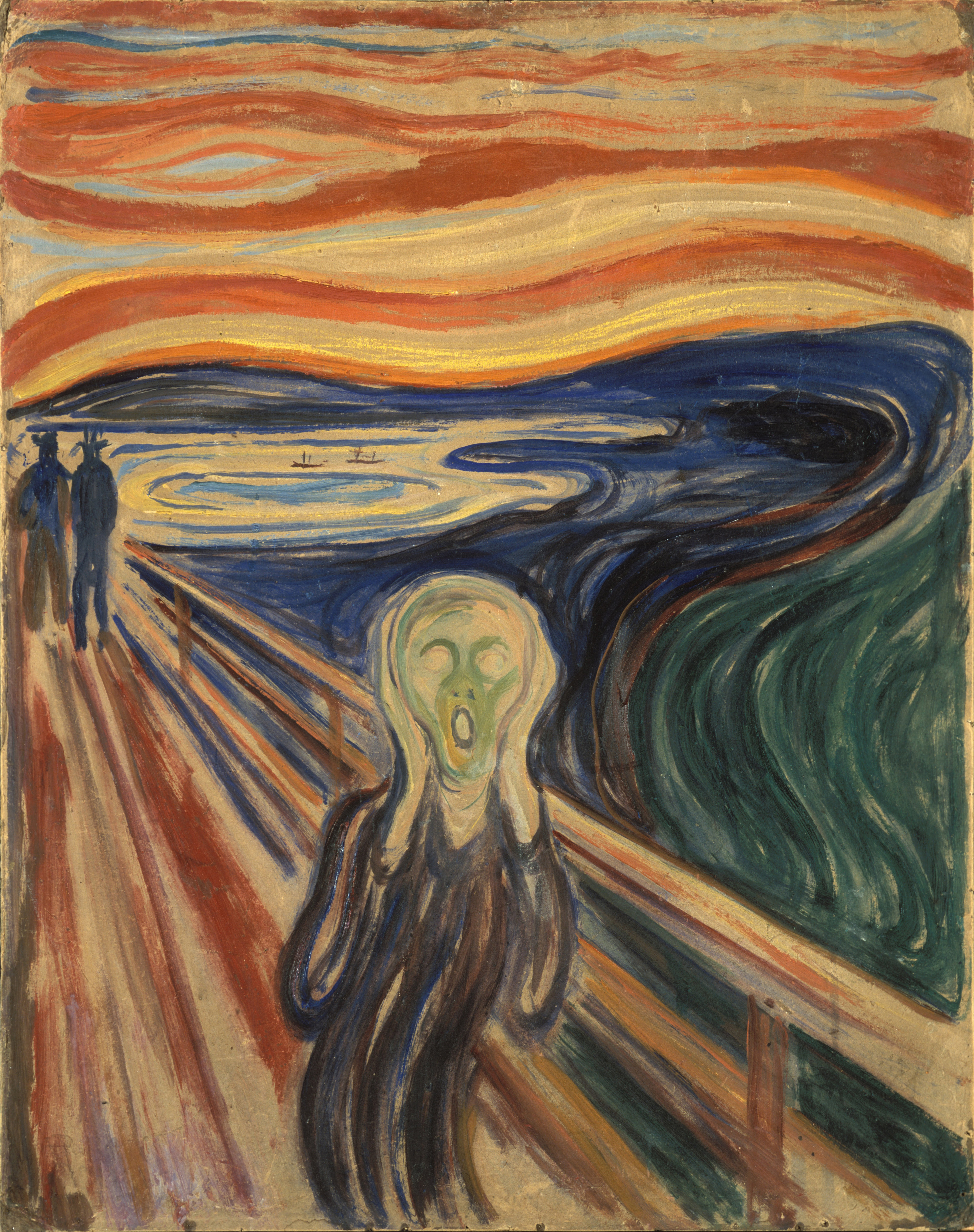
El grito (1893), de Edvard Munch, Galería Nacional de Noruega.

Otro de los referentes del arte expresionista fue el arte primitivo, especialmente el de África y Oceanía, difundido desde finales del siglo XIX por los museos etnográficos. Las vanguardias artísticas encontraron en el arte primitivo una mayor libertad de expresión, originalidad, nuevas formas y materiales, una nueva concepción del volumen y el color, así como una mayor trascendencia del objeto, ya que en estas culturas no eran simples obras de arte, sino que tenían una finalidad religiosa, mágica, totémica, votiva, suntuaria, etc. Son objetos que expresan una comunicación directa con la naturaleza, así como con las fuerzas espirituales, con cultos y rituales, sin ningún tipo de mediación o interpretación.

La entrada de Cristo a Bruselas (1889), de James Ensor, Museo Getty, Los Ángeles.

Pero su mayor inspiración provino del postimpresionismo, especialmente de la obra de tres artistas: Paul Cézanne, que comenzó un proceso de desfragmentación de la realidad en formas geométricas que desembocó en el cubismo, reduciendo las formas a cilindros, conos y esferas, y disolviendo el volumen a partir de los puntos más esenciales de la composición. Colocaba el color por capas, imbricando unos colores con otros, sin necesidad de líneas, trabajando con manchas. No utilizaba la perspectiva, sino que la superposición de tonos cálidos y fríos daban sensación de profundidad. En segundo lugar Paul Gauguin, que aportó una nueva concepción entre el plano pictórico y la profundidad del cuadro, a través de colores planos y arbitrarios, que tienen un valor simbólico y decorativo, con escenas de difícil clasificación, situadas entre la realidad y un mundo onírico y mágico. Su estancia en Tahití provocó que su obra derivase a un cierto primitivismo, con influencia del arte oceánico, reflejando el mundo interior del artista en vez de imitar la realidad. Por último, Vincent Van Gogh elaboraba su obra según criterios de exaltación anímica, caracterizándose por la falta de perspectiva, la inestabilidad de los objetos y colores, que rozan la arbitrariedad, sin imitar la realidad, sino que provienen del interior del artista. Debido a su frágil salud mental sus obras son reflejo de su estado de ánimo, depresivo y torturado, lo que se refleja en obras de pinceladas sinuosas y colores violentos.
En última instancia cabe remarcar la influencia de dos artistas que los expresionistas consideraron como precedentes inmediatos: el noruego Edvard Munch, influido en sus inicios por el impresionismo y el simbolismo, pronto derivó hacia un estilo personal que sería fiel reflejo de su interior obsesivo y torturado, con escenas de ambiente opresivo y enigmático –centradas en el sexo, la enfermedad y la muerte–, caracterizadas por la sinuosidad de la composición y un colorido fuerte y arbitrario. Las imágenes angustiosas y desesperadas de Munch –como en El grito (1893), paradigma de la soledad y la incomunicación– fueron uno de los principales puntos de arranque del expresionismo. Igual de influyente fue la obra del belga James Ensor, que recogió la gran tradición artística de su país –en especial Brueghel–, con preferencia por temas populares, traduciéndolo en escenas enigmáticas e irreverentes, de carácter absurdo y burlesco, con un sentido del humor ácido y corrosivo, centrado en figuras de vagabundos, borrachos, esqueletos, máscaras y escenas de carnaval. Así, La entrada de Cristo a Bruselas representa la Pasión de Jesús en medio de un desfile de carnaval, obra que causó un gran escándalo en su momento.

## Arquitectura

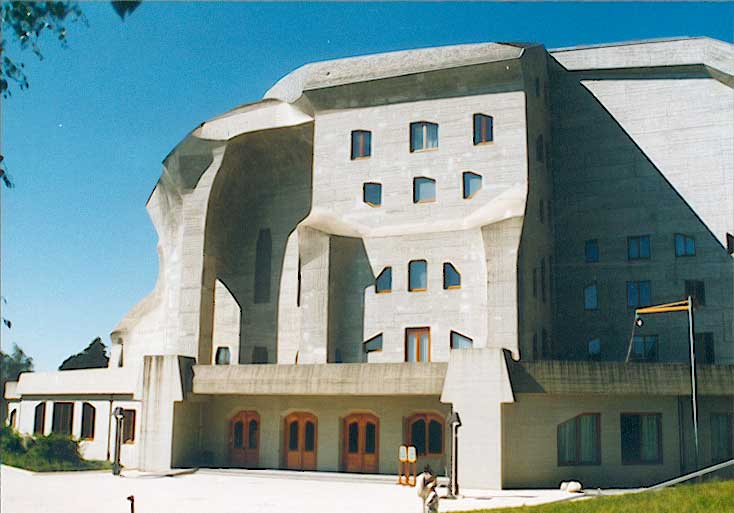
Goetheanum (1923), de Rudolf Steiner, Dornach.

La arquitectura expresionista se desarrolló principalmente en Alemania, Países Bajos, Austria, Checoslovaquia y Dinamarca. Se caracterizó por el uso de nuevos materiales, suscitado en ocasiones por el uso de formas biomórficas o por la ampliación de posibilidades ofrecida por la fabricación en masa de materiales de construcción como el ladrillo, el acero o el vidrio. Muchos arquitectos expresionistas combatieron en la Primera Guerra Mundial, y su experiencia, combinada con los cambios políticos y sociales producto de la Revolución alemana de 1918, desembocaron en perspectivas utópicas y un programa socialista romántico. La arquitectura expresionista recibió la influencia del modernismo, sobre todo de la obra de arquitectos como Henry van de Velde, Joseph Maria Olbrich y Antoni Gaudí. De carácter fuertemente experimental y utópico, las realizaciones de los expresionistas destacan por su monumentalidad, el empleo del ladrillo y la composición subjetiva, que otorga a sus obras cierto aire de excentricidad.
Un aporte teórico a la arquitectura expresionista fue el ensayo Arquitectura de cristal (1914) de Paul Scheerbart, donde ataca el funcionalismo por su falta de artisticidad y defiende la sustitución del ladrillo por el cristal. Vemos así, por ejemplo, el Pabellón de Cristal de la Exposición de Colonia de 1914, de Bruno Taut, autor que también plasmó su ideario por escrito (Arquitectura alpina, 1919). La arquitectura expresionista se desarrolló en diversos grupos, como la Deutscher Werkbund, Arbeitsrat für Kunst, Der Ring y Neues Bauen, vinculado este último a la Nueva Objetividad; también cabe destacar la Escuela de Ámsterdam. Los principales arquitectos expresionistas fueron: Bruno Taut, Walter Gropius, Erich Mendelsohn, Hans Poelzig, Hermann Finsterlin, Fritz Höger, Hans Scharoun y Rudolf Steiner. 

### Deutscher Werkbund

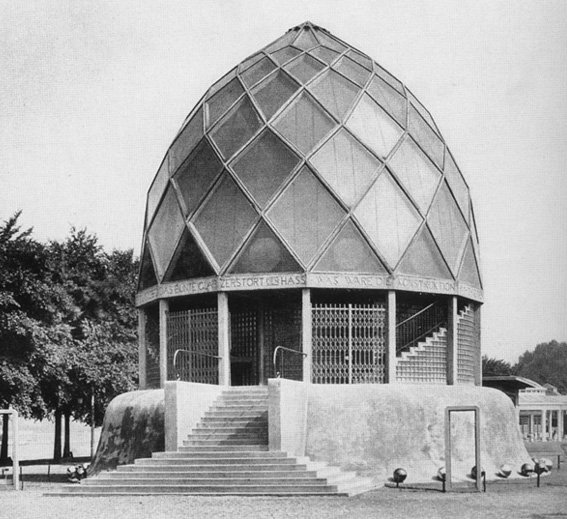
Pabellón de Cristal para la Exposición de Colonia de 1914, de Bruno Taut.

La Deutscher Werkbund (Federación alemana del trabajo) fue el primer movimiento arquitectónico relacionado con el expresionismo producido en Alemania. Fundada en Múnich el 9 de octubre de 1907 por Hermann Muthesius, Friedrich Naumann y Karl Schmidt, incorporó posteriormente a figuras como Walter Gropius, Bruno Taut, Hans Poelzig, Peter Behrens, Theodor Fischer, Josef Hoffmann, Wilhelm Kreis, Adelbert Niemeyer, Richard Riemerschmid y Bruno Paul. Heredera del Jugendstil y de la Sezession vienesa, e inspirada en el movimiento Arts and Crafts, su objetivo era la integración de arquitectura, industria y artesanía a través del trabajo profesional, la educación y la publicidad, así como introducir el diseño arquitectónico en la modernidad y conferirle un carácter industrial. Las principales características del movimiento fueron el uso de nuevos materiales como el vidrio y el acero, la importancia del diseño industrial y el funcionalismo decorativo.
La Deutscher Werkbund organizó diversas conferencias publicadas posteriormente en forma de anuarios, como El arte en la industria y el comercio (1913) y El transporte (1914). Asimismo, en 1914 celebraron una exposición en Colonia que obtuvo un gran éxito y difusión internacional, destacando el pabellón de vidrio y acero diseñado por Bruno Taut. El éxito de la exposición provocó un gran auge del movimiento, que pasó de tener 491 miembros en 1908 a 3000 en 1929. Durante la Primera Guerra Mundial estuvo a punto de desaparecer, pero resurgió en 1919 tras una convención en Stuttgart, donde fue elegido presidente Hans Poelzig –sustituido en 1921 por Riemerschmidt–. Durante esos años se produjeron varias controversias sobre si debía primar más el diseño industrial o el artístico, produciéndose diversas disensiones en el grupo. 
En los años 1920 el movimiento derivó del expresionismo y la artesanía al funcionalismo y la industria, incorporando nuevos miembros como Lilly Reich (primera mujer en el directorio) y Ludwig Mies van der Rohe. Se editó una nueva revista, Die Form (1922-1934), que difundió las nuevas ideas del grupo, centradas en el aspecto social de la arquitectura y en el desarrollo urbanístico. En 1927 celebraron una nueva exposición en Stuttgart, construyendo una gran colonia de viviendas, la Weissenhofsiedlung, con diseño de Mies van der Rohe y edificios construidos por Gropius, Behrens, Poelzig, Taut, etc., junto a arquitectos de fuera de Alemania como Jacobus Johannes Pieter Oud, Le Corbusier y Victor Bourgeois. Esta muestra fue uno de los puntos de partida del nuevo estilo arquitectónico que empezaba a surgir, conocido como estilo internacional o racionalismo. La Deutscher Werkbund se disolvió en 1934 debido principalmente a la crisis económica y al nazismo. Su espíritu influyó enormemente en la Bauhaus, e inspiró la fundación de organismos parecidos en otros países, como Suiza, Austria, Suecia y Gran Bretaña.

### Escuela de Ámsterdam
Paralelamente a la Deutscher Werkbund alemana, entre 1915 y 1930 se desarrolló una notable escuela arquitectónica de carácter expresionista en Ámsterdam (Países Bajos). Influidos por el modernismo (principalmente Henry van de Velde y Antoni Gaudí) y por Hendrik Petrus Berlage, se inspiraron en las formas naturales, con edificios de diseño imaginativo donde predomina el uso del ladrillo y el hormigón. Sus principales miembros fueron Michel de Klerk, Piet Kramer y Johan van der Mey, que trabajaron de forma conjunta infinidad de veces, contribuyendo en gran manera al desarrollo urbanístico de Ámsterdam, con un estilo orgánico inspirado en la arquitectura tradicional neerlandesa, destacando las superficies onduladas. Sus principales obras fueron el Scheepvaarthuis (Van der Mey, 1911-1916) y el Eigen Haard Estate (De Klerk, 1913-1920).

### Arbeitsrat für Kunst

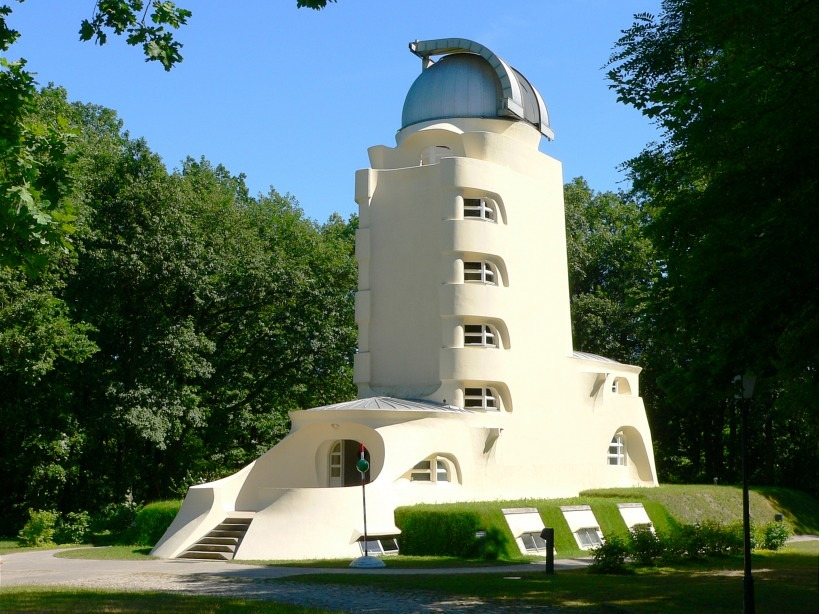
Torre Einstein (1919-22), de Erich Mendelsohn, Potsdam.

El Arbeitsrat für Kunst (Consejo de trabajadores del arte) fue fundado en 1918 en Berlín por el arquitecto Bruno Taut y el crítico Adolf Behne. Surgido tras el fin de la Primera Guerra Mundial, su objetivo era la creación de un grupo de artistas que pudiese influir en el nuevo gobierno alemán, con vistas a la regeneración de la arquitectura nacional, con un claro componente utópico. Sus obras destacan por el uso del vidrio y el acero, así como por las formas imaginativas y cargadas de un intenso misticismo. Enseguida captaron miembros provenientes de la Deutscher Werkbund, como Walter Gropius, Erich Mendelsohn, Otto Bartning y Ludwig Hilberseimer, y contaron con la colaboración de otros artistas, como los pintores Lyonel Feininger, Erich Heckel, Karl Schmidt-Rottluff, Emil Nolde y Max Pechstein, y los escultores Georg Kolbe, Rudolf Belling y Gerhard Marcks. Esta variedad se explica porque las aspiraciones del grupo eran más políticas que artísticas, pretendiendo influir en las decisiones del nuevo gobierno en torno al arte y la arquitectura. Sin embargo, tras los sucesos de enero de 1919 relacionados con la Liga Espartaquista, el grupo renunció a sus fines políticos, dedicándose a organizar exposiciones. Taut dimitió como presidente, siendo sustituido por Gropius, aunque finalmente se disolvieron el 30 de mayo de 1921.

### Der Ring

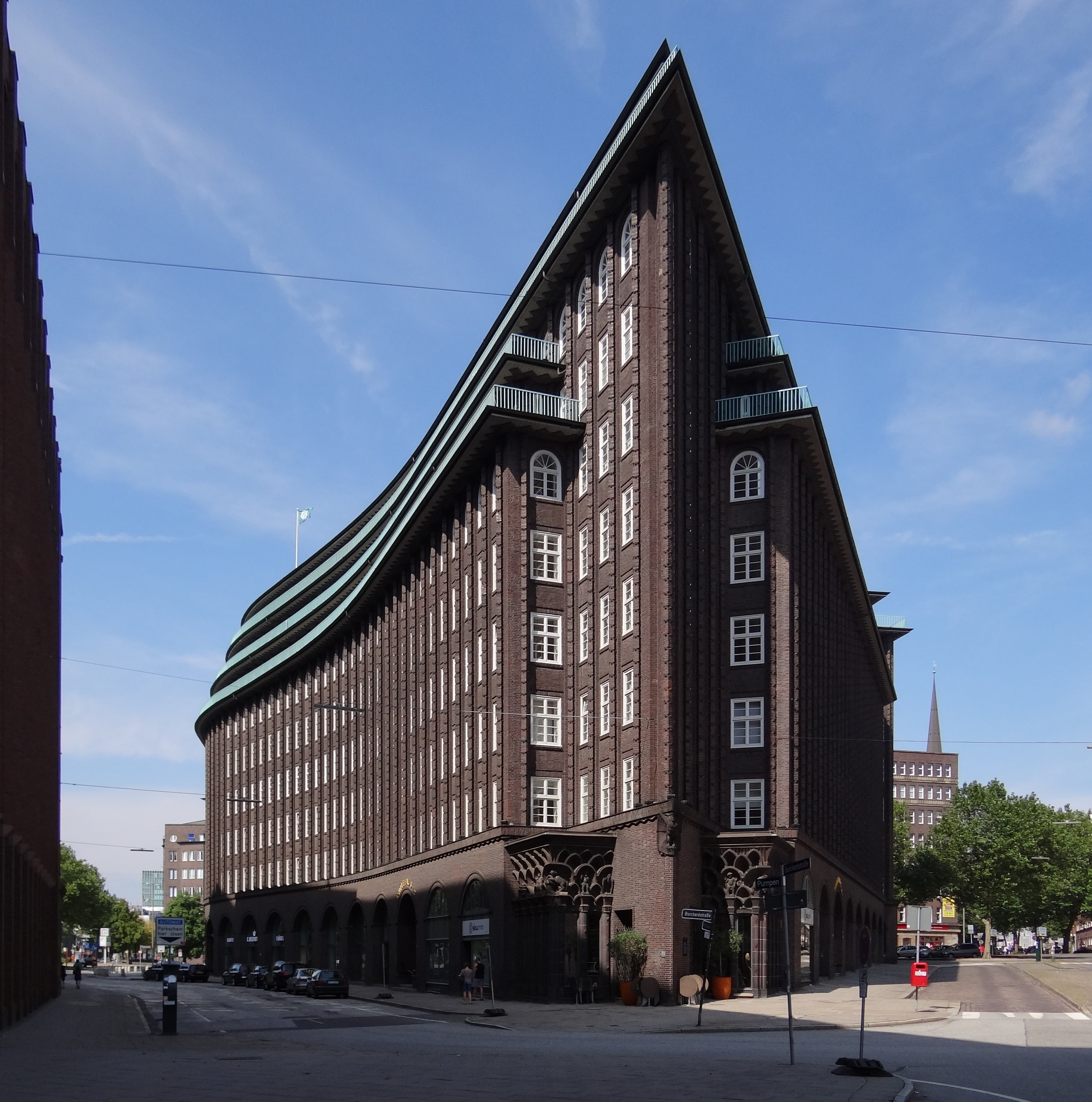
Chilehaus (1923), de Fritz Höger, Hamburgo.

El grupo Der Ring (El círculo) fue fundado en Berlín en 1923 por Bruno Taut, Ludwig Mies van der Rohe, Peter Behrens, Erich Mendelsohn, Otto Bartning, Hugo Häring y varios arquitectos más, a los que pronto se añadieron Walter Gropius, Ludwig Hilberseimer, Hans Scharoun, Ernst May, Hans y Wassili Luckhardt, Adolf Meyer, Martin Wagner, etc. Su objetivo era, al igual que en los movimientos precedentes, renovar la arquitectura de su época, poniendo especial énfasis en los aspectos sociales y urbanísticos, así como en la investigación en nuevos materiales y técnicas de construcción. Entre 1926 y 1930 desarrollaron una notable labor de construcción de viviendas sociales en Berlín, con casas que destacan por el aprovechamiento de la luz natural y su ubicación en zonas verdes, destacando la Hufeisensiedlung (Colonia de la Herradura, 1925-1930), de Taut y Wagner. Der Ring desapareció en 1933 tras el advenimiento del nazismo.

### Neues Bauen
Neues Bauen (Nueva construcción) fue el nombre que se dio en arquitectura a la Nueva Objetividad, reacción directa a los excesos estilísticos de la arquitectura expresionista y el cambio en el estado de ánimo nacional, en el que predominaba el componente social sobre el individual. Arquitectos como Bruno Taut, Erich Mendelsohn y Hans Poelzig se volvieron hacia el enfoque sencillo, funcional y práctico de la Nueva Objetividad. La Neues Bauen floreció en el breve período entre la adopción del plan Dawes y el auge del nazismo, abarcando exposiciones públicas como el Weißenhofsiedlung, el amplio planeamiento urbano y proyectos de promociones públicas de Taut y Ernst May, y los influyentes experimentos de la Bauhaus.

## Escultura

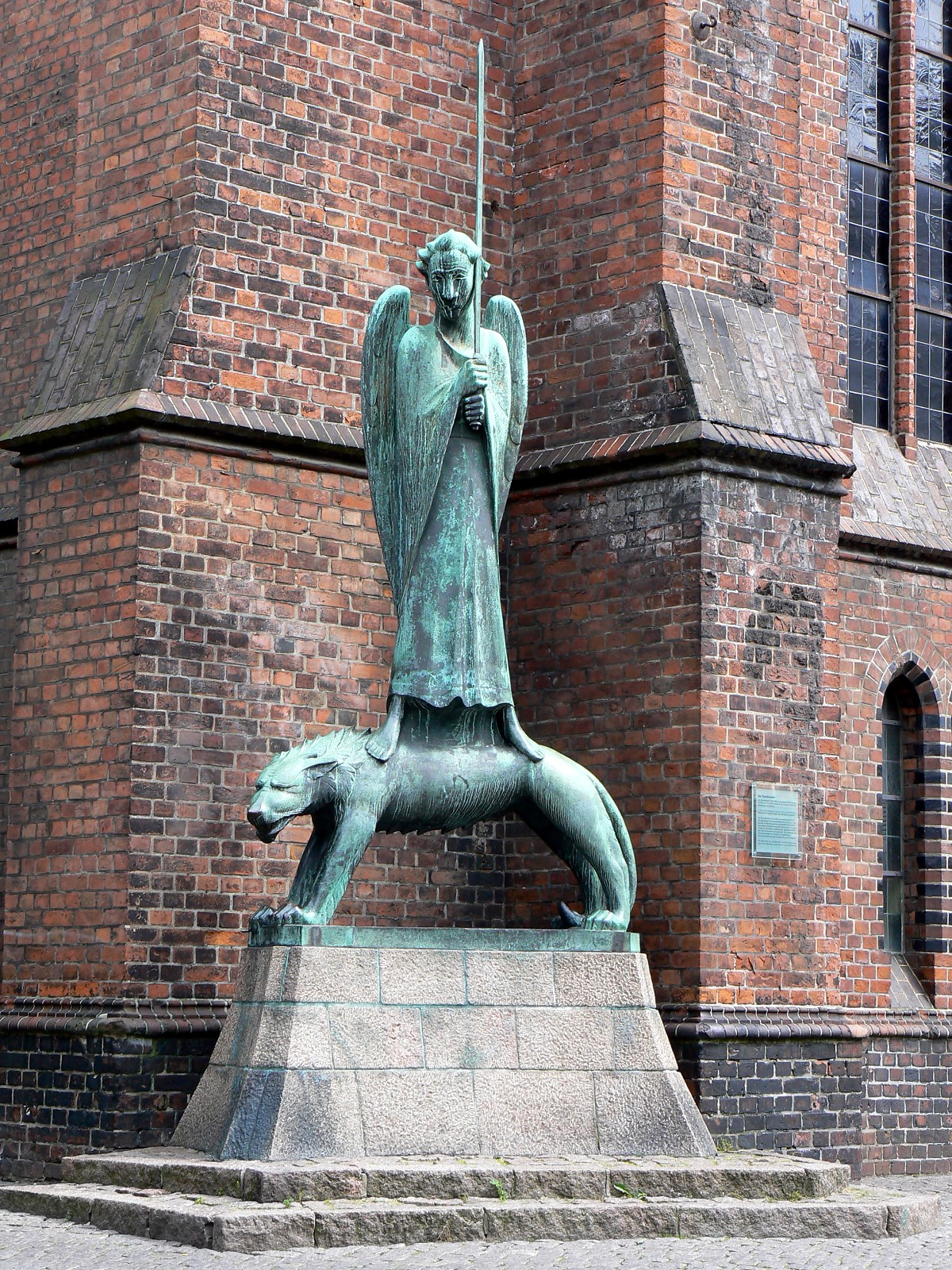
El espíritu guerrero (1928), de Ernst Barlach, St. Nikolai Kiel.

La escultura expresionista no tuvo un sello estilístico común, siendo el producto individual de varios artistas que reflejaron en su obra o bien la temática o bien la distorsión formal propias del expresionismo. Destacan especialmente tres nombres: 
- Ernst Barlach: inspirado en el arte popular ruso –tras un viaje al país eslavo en 1906– y la escultura medieval alemana, así como en Brueghel y El Bosco, sus obras tienen cierto aire caricaturesco, trabajando mucho el volumen, la profundidad y la articulación del movimiento. Desarrolló dos temáticas principales: lo popular (costumbres cotidianas, escenas campesinas) y –sobre todo después de la guerra– el miedo, la angustia, el terror. No imitaba la realidad, sino que creaba una realidad nueva, jugando con las líneas quebradas y los ángulos, con anatomías distanciadas del naturalismo, tendiendo a la geometrización. Trabajó preferentemente en madera y yeso, que en ocasiones pasaba posteriormente al bronce. Entre sus obras destacan: El fugitivo (1920-1925), El vengador (1922), La muerte en la vida (1926), El flautista (1928), El bebedor (1933), Vieja friolera (1939), etc.[31]

- Wilhelm Lehmbruck: educado en París, su obra tiene un marcado carácter clasicista, si bien deformado y estilizado, y con una fuerte carga introspectiva y emocional. Durante su formación en Düsseldorf evolucionó desde un naturalismo de corte sentimental, pasando por un dramatismo barroco con influencia de Rodin, hasta un realismo influido por Meunier. En 1910 se instaló en París, donde acusó la influencia de Maillol. Por último, tras un viaje a Italia en 1912 comenzó una mayor geometrización y estilización de la anatomía, con cierta influencia medieval en el alargamiento de sus figuras (Mujer arrodillada, 1911; Joven de pie, 1913).[32]

- Käthe Kollwitz: esposa de un médico de un barrio pobre de Berlín, conoció de cerca la miseria humana, hecho que la marcó profundamente. Socialista y feminista, su obra tiene un marcado componente de reivindicación social, con esculturas, litografías y aguafuertes que destacan por su crudeza: La revuelta de los tejedores (1907-1908), La guerra de los campesinos (1902-1908), Homenaje a Karl Liebknecht (1919-1920).[33]

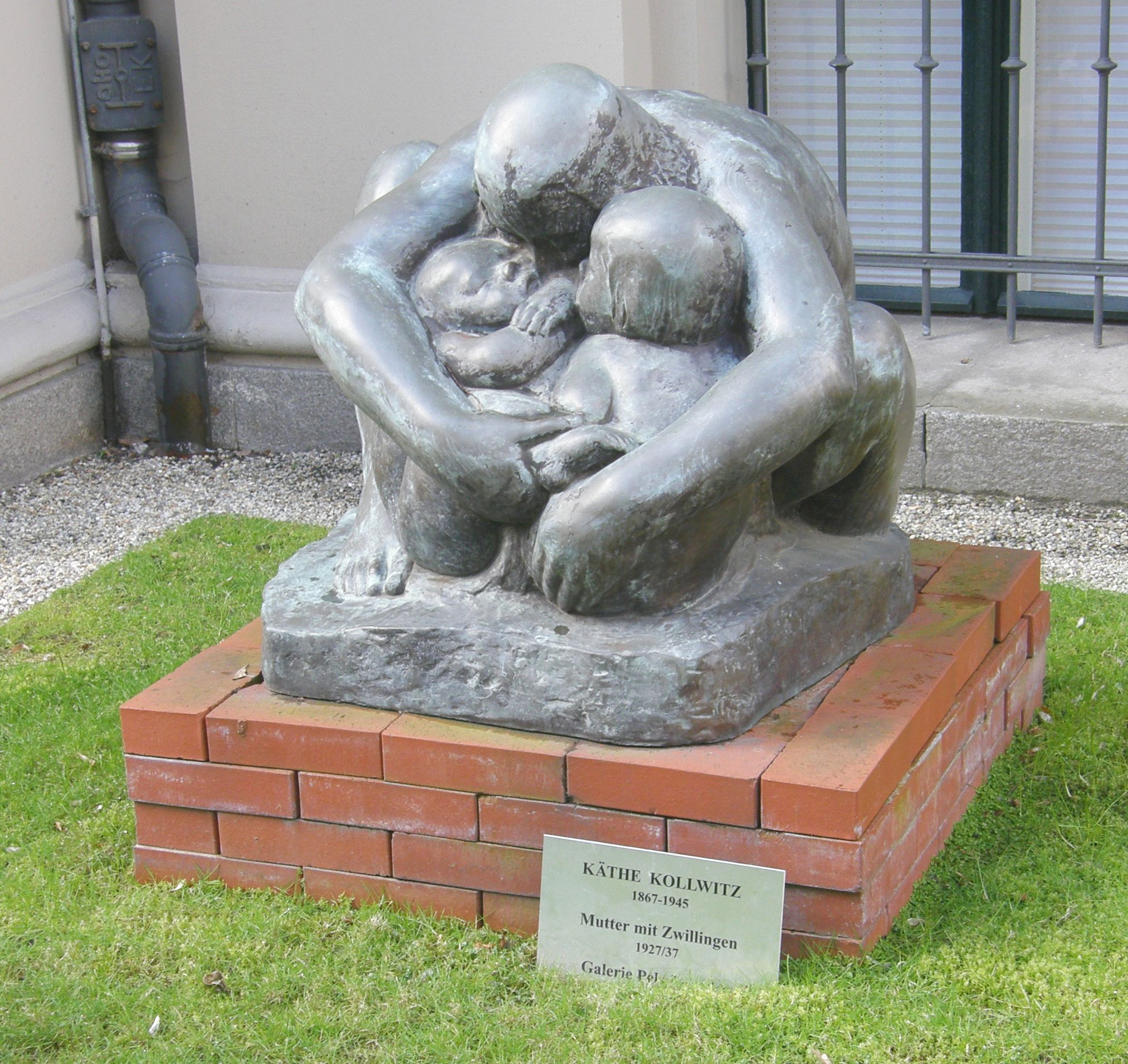
Madre con gemelos (1927), de Käthe Kollwitz, Käthe-Kollwitz-Museum, Berlín.

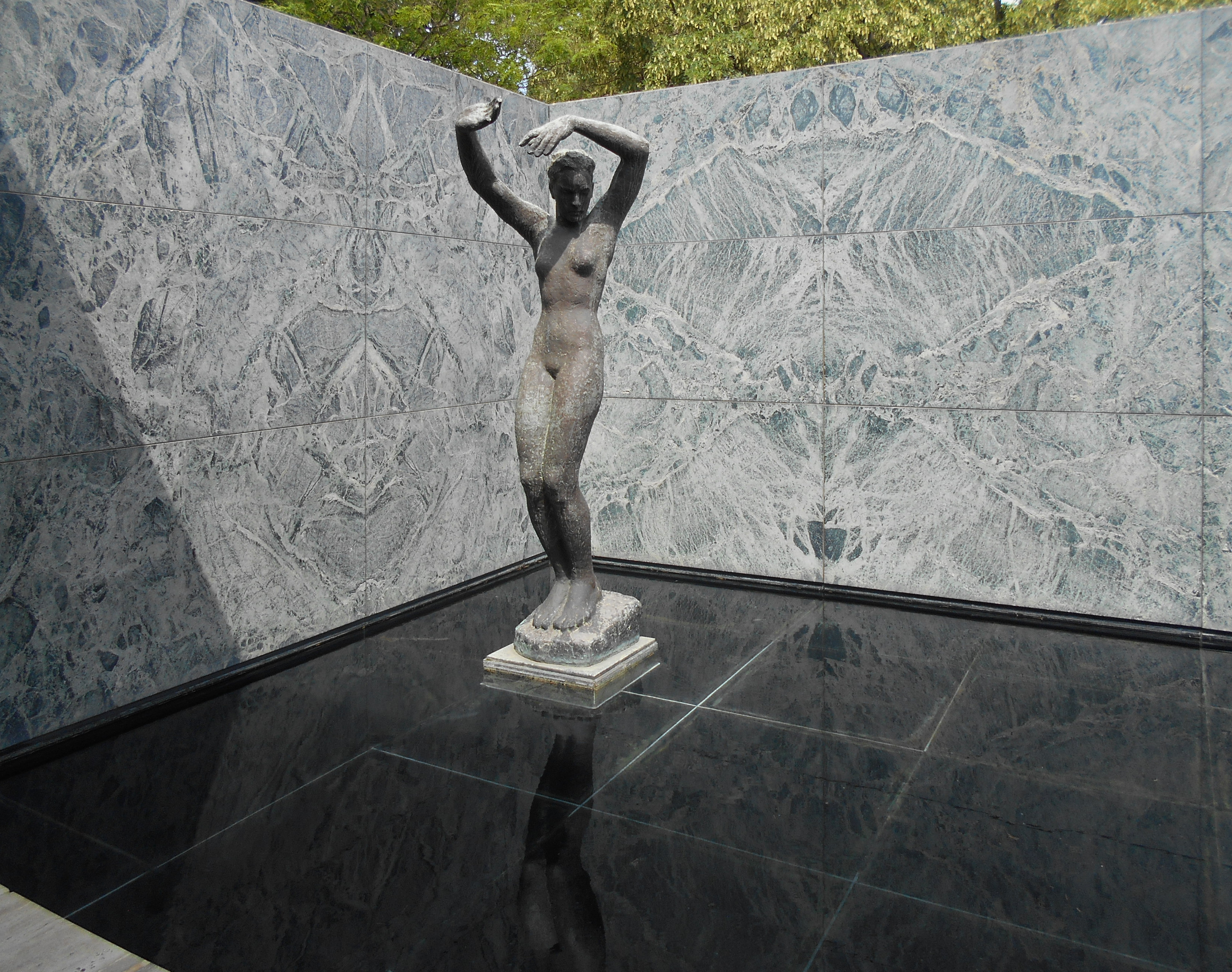
Mañana, de Georg Kolbe.

Los miembros de Die Brücke (Kirchner, Heckel, Schmidt-Rottluff) también practicaron la escultura, ya que su experimentación con la xilografía les permitió fácilmente pasar a la talla de madera, material que les resultaba muy conveniente para su expresión intimista de la realidad, ya que la tosquedad y el aspecto irregular de ese material, su aspecto bruto e inacabado, incluso primitivo, suponían la perfecta expresión de su concepto del ser humano y la naturaleza. Se percibe en estas obras la influencia del arte africano y oceánico, del que alababan su simplicidad y su aspecto totémico, que trasciende el arte para ser objeto de comunicación trascendental.
En la década de 1920, la escultura derivó hacia la abstracción, siguiendo el rumbo de las últimas obras de Lehmbruck, de marcada estilización geométrica tendente a la abstracción. Así, la obra de escultores como Rudolf Belling, Oskar Schlemmer y Otto Freundlich se caracterizó por el abandono de la figuración en aras de una liberación formal y temática de la escultura. Sin embargo, perduró un cierto clasicismo, influido por Maillol, en la obra de Georg Kolbe, dedicado especialmente al desnudo, con figuras dinámicas, en movimientos rítmicos cercanos al ballet, con una actitud vitalista, alegre y saludable que fue bien recibida por los nazis. Su obra más famosa fue La Mañana, expuesta en el Pabellón de Alemania construido por Ludwig Mies van der Rohe para la Exposición Internacional de Barcelona de 1929. Gerhard Marcks realizó una obra igualmente figurativa, pero más estática y de temática más expresiva y compleja, con figuras de aspecto arcaico, inspiradas en las tallas medievales. Ewald Mataré se dedicó principalmente a los animales, de formas casi abstractas, siguiendo el camino iniciado por Marc en Der Blaue Reiter. Otros escultores expresionistas fueron Bernhard Hoetger, Ernst Oldenburg y Renée Sintenis, mientras que fuera de Alemania cabría citar al francés Antoine Bourdelle, el británico Jacob Epstein, el croata Ivan Meštrović, el español Victorio Macho, el neerlandés Lambertus Zijl, el polaco August Zamoyski y el finlandés Wäinö Aaltonen.

## Pintura

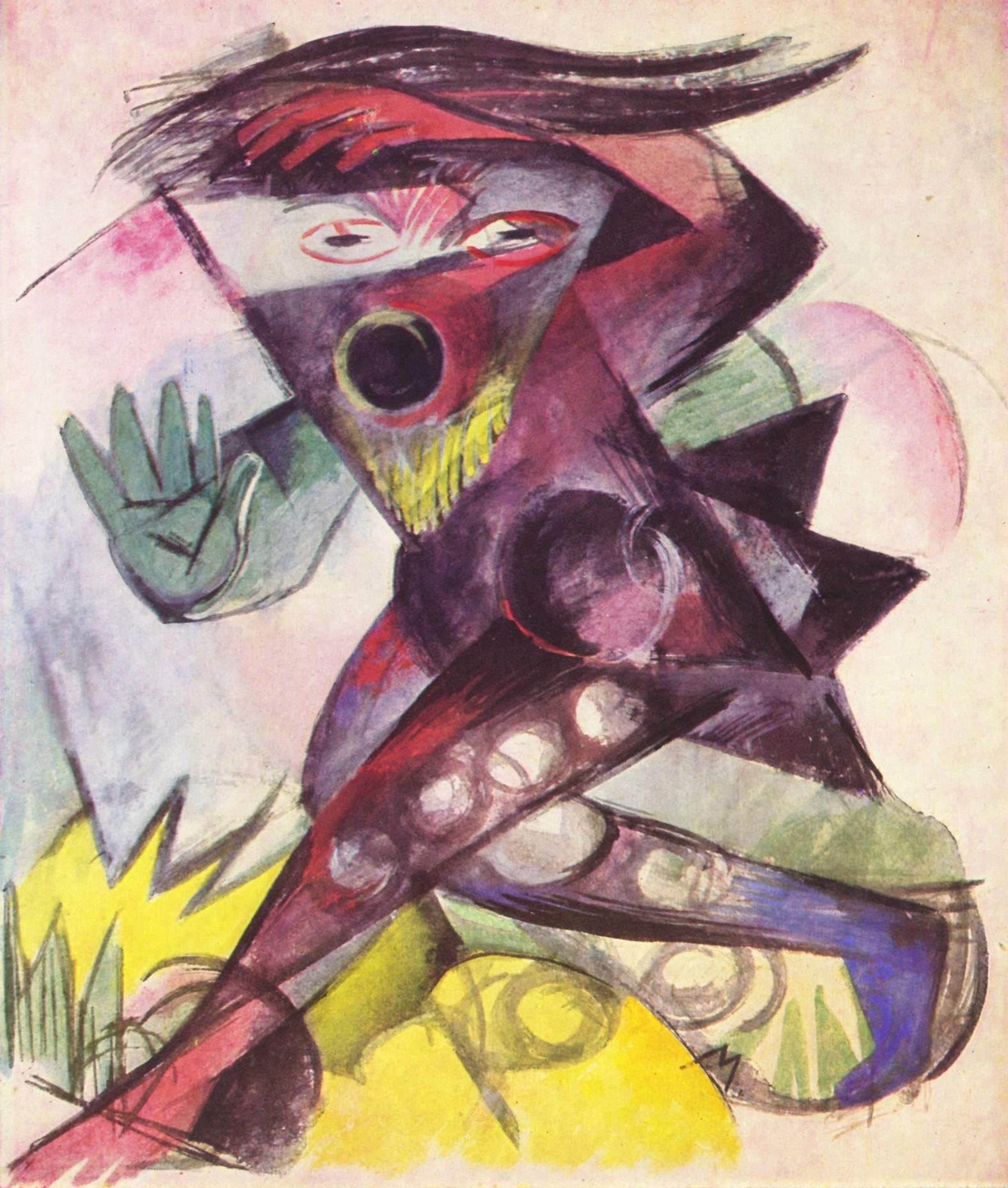
Caliban, personaje de “La Tempestad” de Shakespeare (1914), de Franz Marc, Kunstmuseum, Basilea.

La pintura se desarrolló principalmente en torno a dos grupos artísticos: Die Brücke, fundado en Dresde en 1905, y Der Blaue Reiter, fundado en Múnich en 1911. En la posguerra, el movimiento Nueva Objetividad surgió como contrapeso al individualismo expresionista defendiendo una actitud más comprometida socialmente, aunque técnica y formalmente fue un movimiento heredero del expresionismo. Los elementos más característicos de las obras de arte expresionistas son el color, el dinamismo y el sentimiento. Lo fundamental para los pintores de principios de siglo no era reflejar el mundo de manera realista y fiel –justo al contrario que los impresionistas– sino, sobre todo, expresar su mundo interior. El objetivo primordial de los expresionistas era transmitir sus emociones y sentimientos más profundos. 
En Alemania, el primer expresionismo fue heredero del idealismo posromántico de Arnold Böcklin y Hans von Marées, incidiendo principalmente en el significado de la obra, y dando mayor relevancia al dibujo frente a la pincelada, así como a la composición y a la estructura del cuadro. Asimismo, fue primordial la influencia de artistas extranjeros como Munch, Gauguin, Cézanne y Van Gogh, plasmada en diversas exposiciones organizadas en Berlín (1903), Múnich (1904) y Dresde (1905).
El expresionismo destacó por la gran cantidad de agrupaciones artísticas que surgieron en su seno, así como por la multitud de exposiciones celebradas en todo el territorio alemán entre los años 1910 y 1920: en 1911 se fundó en Berlín la Nueva Secesión, escisión de la Secesión berlinesa fundada en 1898 y que presidía Max Liebermann. Su primer presidente fue Max Pechstein, e incluía a Emil Nolde y Christian Rohlfs. Más tarde, en 1913, surgió la Libre Secesión, movimiento efímero que fue eclipsado por el Herbstsalon (Salón de Otoño) de 1913, promovido por Herwarth Walden, donde junto a los principales expresionistas alemanes expusieron diversos artistas cubistas y futuristas, destacando Chagall, Léger, Delaunay, Mondrian, Archipenko, Hans Arp, Max Ernst, etc. Sin embargo, pese a su calidad artística, la exposición fue un fracaso económico, por lo que la iniciativa no se volvió a repetir.
El expresionismo tuvo una notable presencia, además de en Berlín, Múnich y Dresde, en la región de Renania, de donde procedían Macke, Campendonk y Morgner, así como otros artistas como Heinrich Nauen, Franz Henseler, Paul Adolf Seehaus, etc. En 1902, el filántropo Karl Ernst Osthaus creó el Folkwang (Sala del Pueblo) de Hagen, con el objetivo de promover el arte moderno, adquiriendo numerosas obras de artistas expresionistas así como de Gauguin, Van Gogh, Cézanne, Matisse, Munch, etc. Asimismo, en Düsseldorf un grupo de jóvenes artistas fundaron la Sonderbund Westdeutscher Kunstfreunde und Künstler (Liga especial de aficionados al arte y artistas de Alemania occidental), que celebró diversas exposiciones de 1909 a 1911, trasladándose en 1912 a Colonia, donde, pese al éxito de esta última exposición, se disolvió la liga.
En la posguerra surgió el Novembergruppe (Grupo de Noviembre, por la revolución alemana de noviembre de 1918), fundado en Berlín el 3 de diciembre de 1918 por Max Pechstein y César Klein, con el objetivo de reorganizar el arte alemán tras la guerra. Entre sus miembros figuraron pintores y escultores como Vasili Kandinski, Paul Klee, Lyonel Feininger, Heinrich Campendonk, Otto Freundlich y Käthe Kollwitz; arquitectos como Walter Gropius, Erich Mendelsohn y Ludwig Mies van der Rohe; compositores como Alban Berg y Kurt Weill; y el dramaturgo Bertolt Brecht. Más que un grupo con un sello estilístico común, fue una asociación de artistas con el objetivo de exponer conjuntamente, cosa que hicieron hasta su disolución con la llegada del nazismo.

### Die Brücke

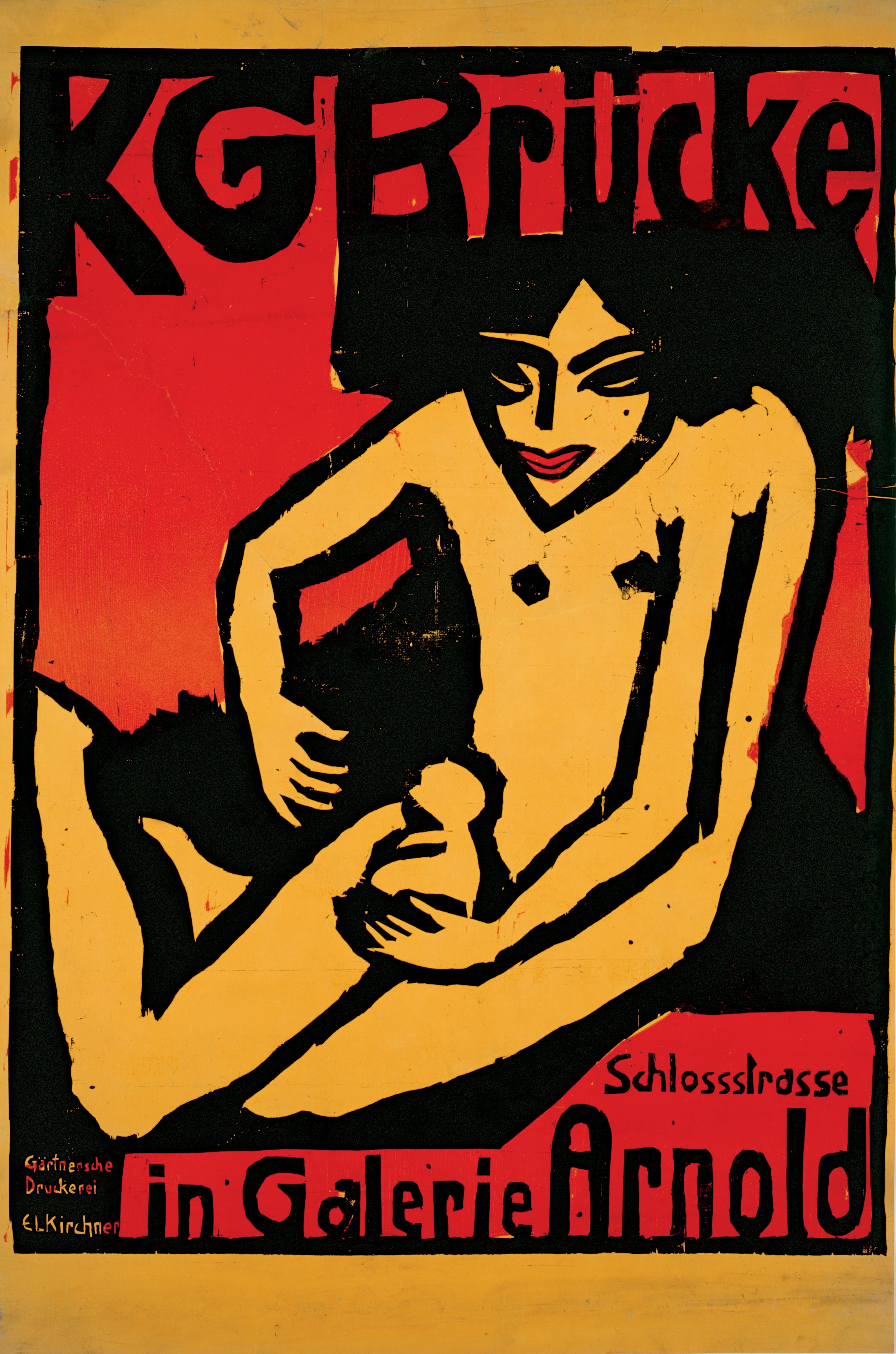
Cartel de presentación para una exposición de Die Brücke en la Galería Arnold de Dresde (1910), de Ernst Ludwig Kirchner.

Die Brücke (El puente) se fundó el 7 de junio de 1905 en Dresde, formado por cuatro estudiantes de arquitectura de la Escuela Técnica Superior de Dresde: Ernst Ludwig Kirchner, Fritz Bleyl, Erich Heckel y Karl Schmidt-Rottluff. El nombre fue ideado por Schmidt-Rottluff, simbolizando a través de un puente su pretensión de sentar las bases de un arte de futuro. Posiblemente la inspiración le vino de una frase de Así habló Zaratustra de Nietzsche: “La grandeza del hombre es que es un puente y no un fin”. En 1906 se unieron al grupo Emil Nolde y Max Pechstein, así como el suizo Cuno Amiet y el neerlandés Lambertus Zijl; en 1907, el finlandés Akseli Gallen-Kallela; en 1908, Franz Nölken y el neerlandés Kees Van Dongen; y, en 1910, Otto Mueller y el checo Bohumil Kubišta. Bleyl se separó del grupo en 1907, trasladándose a Silesia, donde fue profesor en la Escuela de Ingeniería Civil, abandonando la pintura. En sus inicios, los miembros de Die Brücke trabajaron en un pequeño taller situado en la calle Berliner Straße n.º 65 de Dresde, adquirido por Heckel en 1906, que ellos mismos decoraron y amueblaron siguiendo las directrices del grupo.
El grupo Die Brücke buscó conectar con el público en general, haciéndole partícipe de las actividades del grupo. Idearon la figura del “miembro pasivo”, que mediante una suscripción anual de doce marcos recibían periódicamente un boletín con las actividades del grupo, así como diversos grabados (los “Brücke-Mappen”). Con el tiempo el número de miembros pasivos ascendió a sesenta y ocho. En 1906 publicaron un manifiesto, Programm, donde Kirchner expresó su voluntad de convocar a la juventud para un proyecto de arte social que transformase el futuro. Pretendían a través del arte influir en la sociedad, considerándose unos profetas revolucionarios que lograrían cambiar la sociedad de su tiempo. La intención del grupo era atraer a todo elemento revolucionario que quisiera unirse; así lo expresaron en una carta dirigida a Nolde. Su mayor interés era destruir las viejas convenciones, al igual que se estaba haciendo en Francia. Según Kirchner, no podían ponerse reglas y la inspiración debía fluir libre y dar expresión inmediata a las presiones emocionales del artista. La carga de crítica social que imprimieron a su obra les valió los ataques de la crítica conservadora que los tachó de ser un peligro para la juventud alemana.
Los artistas de Die Brücke estaban influidos por el movimiento Arts and Crafts, así como por el Jugendstil y los Nabis, y artistas como Van Gogh, Gauguin y Munch. También se inspiraron en el gótico alemán y el arte africano, sobre todo tras los estudios realizados por Kirchner de las xilografías de Durero y del arte africano del Museo Etnológico de Dresde. También estaban interesados en la literatura rusa, especialmente Dostoyevski. En 1908, tras una exposición de Matisse en Berlín, expresaron igualmente su admiración por los fauvistas, con los que compartían la simplicidad de la composición, el manierismo de las formas y el intenso contraste de colores. Ambos partían del postimpresionismo, rechazando la imitación y destacando la autonomía del color. Sin embargo, varían los contenidos temáticos: los expresionistas eran más angustiosos, marginales, desagradables, y destacaban más el sexo que los fauvistas. Rechazaban el academicismo y aludían a la “libertad máxima de expresión”. Más que un programa estilístico propio, su nexo de unión era el rechazo al realismo y el impresionismo, y su búsqueda de un proyecto artístico que involucrase el arte con la vida, para lo que experimentaron con diversas técnicas artísticas como el mural, la xilografía y la ebanistería, aparte de la pintura y la escultura.

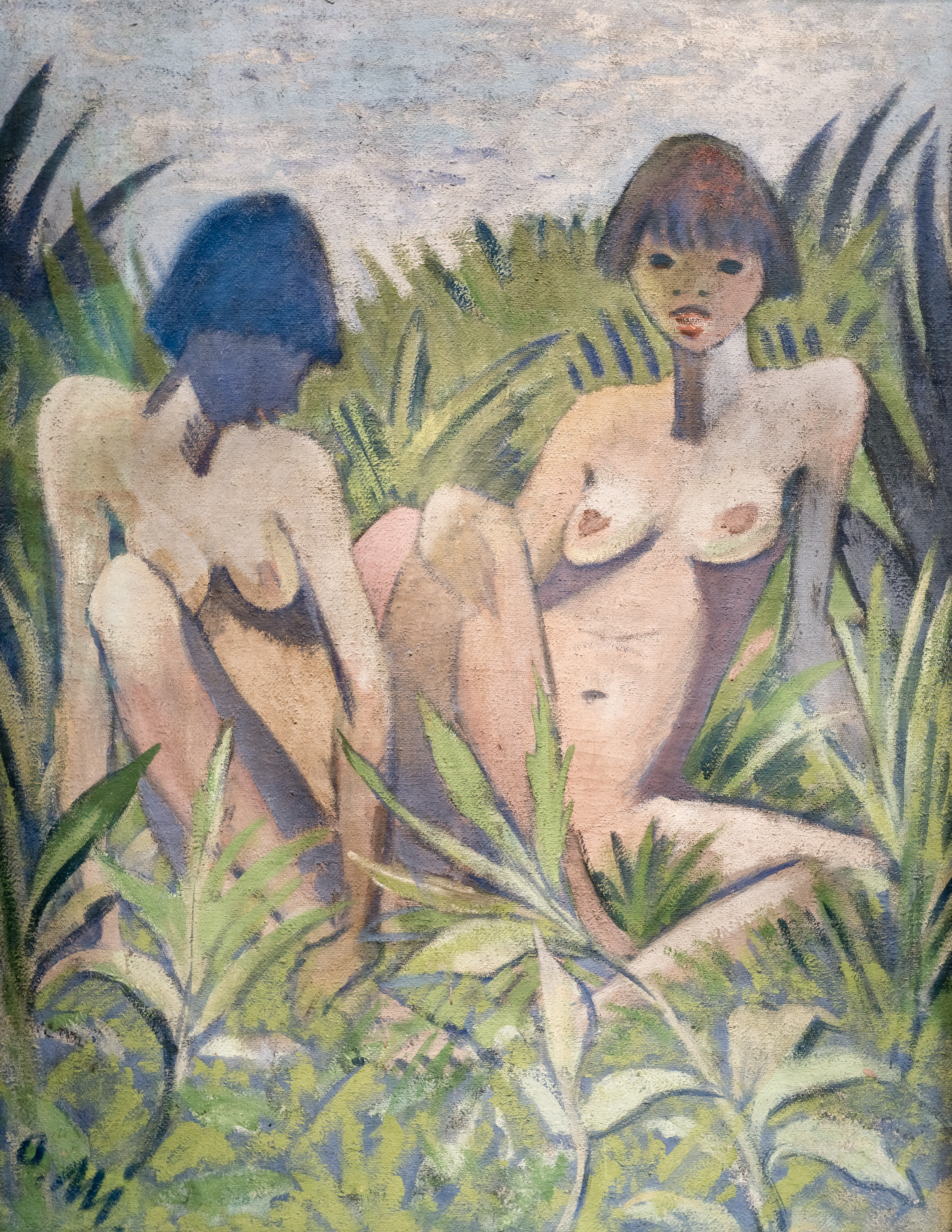
Dos muchachas en la hierba (1926), de Otto Mueller, Staatsgalerie Moderner Kunst, Múnich.

Die Brücke otorgó especial importancia a las obras gráficas: su principal medio de expresión fue la xilografía, técnica que les permitía plasmar su concepción del arte de una manera directa, dejando un aspecto inacabado, bruto, salvaje, cercano al primitivismo que tanto admiraban. Estos grabados en madera presentan superficies irregulares, que no disimulan y aprovechan de forma expresiva, aplicando manchas de color y destacando la sinuosidad de las formas. También utilizaron la litografía, la aguatinta y el aguafuerte, que suelen ser de un reducido cromatismo y simplificación estilística. Die Brücke defendía la expresión directa e instintiva del impulso creador del artista, sin normas ni reglas, rechazando totalmente cualquier tipo de reglamentación académica. Como dijo Kirchner: “el pintor transforma en obra de arte la concepción de su experiencia”.
A los miembros de Die Brücke les interesaba un tipo de temática centrada en la vida y la naturaleza, reflejada de forma espontánea e instintiva, por lo que sus principales temas son el desnudo –sea en interior o exterior–, así como escenas de circo y music-hall, donde encuentran la máxima intensidad que pueden extraer a la vida. Esta temática fue sintetizada en obras sobre bañistas que sus miembros realizaron preferentemente entre 1909 y 1911 en sus estancias en los lagos cercanos a Dresde: Alsen, Dangast, Nidden, Fehmarn, Hiddensee, Moritzburg, etc. Son obras donde expresan un naturismo sin tapujos, un sentimiento casi panteísta de comunión con la naturaleza, a la vez que técnicamente van depurando su paleta, en un proceso de deformación subjetiva de la forma y el color, que adquiere un significado simbólico.
En 1911 la mayoría de artistas del grupo se instalaron en Berlín, iniciando su carrera en solitario. En la capital alemana recibieron la influencia del cubismo y el futurismo, patente en la esquematización de las formas y en la utilización de tonos más fríos a partir de entonces. Su paleta se volvió más oscura y su temática más desolada, melancólica, pesimista, perdiendo el sello estilístico común que tenían en Dresde para correr caminos cada vez más divergentes, iniciando cada uno su andadura personal. Una de las mayores exposiciones donde participaron los miembros de Die Brücke fue la Sonderbund de Colonia de 1912, donde además Kirchner y Heckel recibieron el encargo de decorar una capilla, que recibió un gran éxito. Aun así, en 1913 se produjo la disolución formal del grupo, debido al rechazo que provocó en sus compañeros la publicación de la historia del grupo (Crónica de la sociedad artística de Die Brücke) por parte de Kirchner, donde se otorgaba a sí mismo una especial relevancia que no fue admitida por el resto de miembros.
Los principales miembros del grupo fueron:

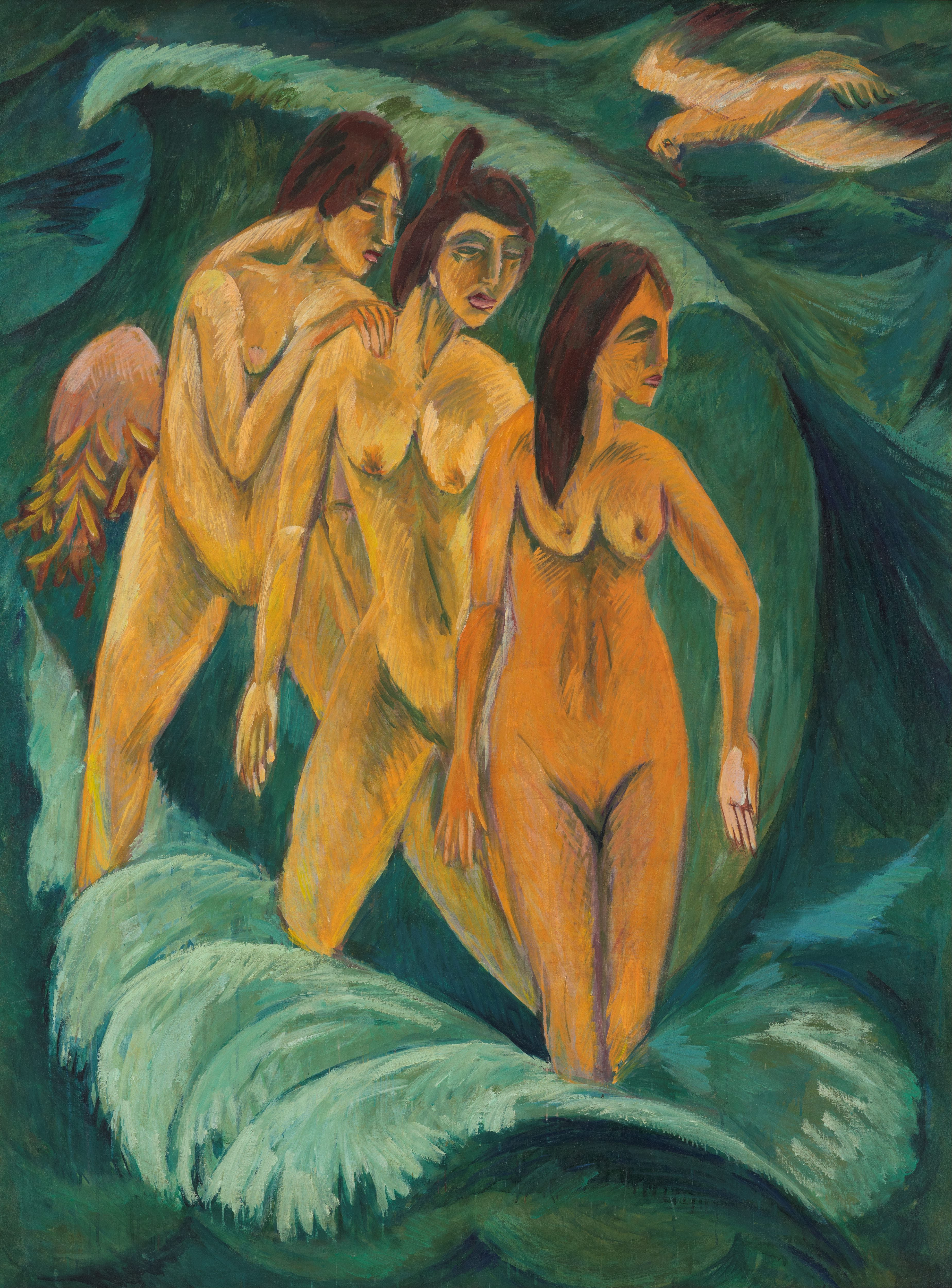
Tres bañistas (1913), de Ernst Ludwig Kirchner, Galería de Arte de Nueva Gales del Sur.

- Ernst Ludwig Kirchner: gran dibujante –su padre era profesor de dibujo–, desde su visita a una exposición de xilografía de Durero en 1898 comenzó a hacer grabados en madera, material en el que también realizó tallas de influencia africana, con un acabado irregular, sin pulir, destacando los componentes sexuales. Utilizaba colores primarios, como los fauvistas, con cierta influencia de Matisse, pero con líneas quebradas, violentas –al contrario que las redondeadas de Matisse–, en ángulos cerrados, agudos. Las figuras son estilizadas, con un alargamiento de influencia gótica. Desde su traslado a Berlín en 1910 realizó composiciones más esquemáticas, con líneas cortantes y zonas inacabadas, y cierta distorsión formal. Progresivamente su pincelada se volvió más nerviosa, agresiva, con líneas superpuestas, composición más geométrica, con formas angulosas inspiradas en la descomposición cubista. Desde 1914 empezó a padecer trastornos mentales y, durante la guerra, sufrió una enfermedad respiratoria, factores que influyeron en su obra. En 1937 sus trabajos fueron confiscados por los nazis, suicidándose al año siguiente.[52]

- Erich Heckel: su obra se nutrió de la influencia directa de Van Gogh, al que conoció en 1905 en la Galería Arnold de Dresde. Entre 1906 y 1907 realizó una serie de cuadros de composición vangoghiana, de pinceladas cortas y colores intensos –predominantemente el amarillo–, con pasta densa. Más tarde evolucionó a temáticas más expresionistas, como el sexo, la soledad, la incomunicación, etc. También trabajó con la madera, en obras lineales, sin perspectiva, con influencia gótica y cubista. Fue uno de los expresionistas más vinculados a la corriente romántica alemana, lo que se refleja en su visión utópica de las clases marginales, por las que expresa un sentimiento de solidaridad y reivindicación. Desde 1909 realizó una serie de viajes por toda Europa que le pusieron en contacto tanto con el arte antiguo como con el de las nuevas vanguardias, especialmente el fauvismo y el cubismo, de los que adopta la organización espacial y el colorido intenso y subjetivo. En sus obras tiende a descuidar el aspecto figurativo y descriptivo de sus composiciones para resaltar el contenido emotivo y simbólico, con pinceladas densas que hacen que el color ocupe todo el espacio, sin otorgar importancia al dibujo o la composición.[53]

- Karl Schmidt-Rottluff: en sus inicios practicó el macropuntillismo, para pasar a un expresionismo de figuras esquemáticas y rostros cortantes, de pincelada suelta y colores intensos. Recibió cierta influencia de Picasso en su etapa azul, así como de Munch y el arte africano y, desde 1911, del cubismo, palpable en la simplificación de las formas que aplicó a sus obras desde entonces. Dotado de una gran maestría para la acuarela, sabía dosificar muy bien los colores y distribuir los claroscuros, mientras que en pintura aplicaba pinceladas densas y espesas con claro precedente en Van Gogh. También realizó tallas en madera, a veces policromada, con influencia africana –rostros alargados, ojos almendrados–.[54]

- Emil Nolde: vinculado a Die Brücke durante 1906-1907, trabajó en solitario, desligado de tendencias –no se consideraba un expresionista, sino un “artista alemán”–. Dedicado en principio a la pintura de paisajes, temas florales y animales, sentía predilección por Rembrandt y Goya. A principios de siglo empleaba la técnica divisionista, con empaste muy grueso y pinceladas cortas, y con fuerte descarga cromática, de influencia postimpresionista. Durante su estancia en Die Brücke abandonó el proceso de imitación de la realidad, denotándose en su obra una inquietud interior, una tensión vital, una crispación que se refleja en el pulso interno de la obra. Comenzó entonces los temas religiosos, centrándose en la Pasión de Cristo, con influencia de Grünewald, Brueghel y El Bosco, con rostros desfigurados, un profundo sentimiento de angustia y una gran exaltación del color (La última cena, 1909; Pentecostés, 1909; Santa María Egipcíaca, 1912).[55]

- Otto Mueller: gran admirador del arte egipcio, realizó obras sobre paisajes y desnudos con formas esquemáticas y angulosas donde se percibe la influencia de Cézanne y Picasso. Sus desnudos suelen situarse en paisajes naturales, evidenciando la influencia de la naturaleza exótica de Gauguin. Su dibujo es limpio y fluido, alejado del estilo áspero y gestual de los otros expresionistas, con una composición de superficies planas y suaves líneas curvas, creando una atmósfera de ensoñación idílica. Sus figuras delgadas y esbeltas están inspiradas en Cranach, de cuya Venus tenía una reproducción en su estudio. Son desnudos de gran sencillez y naturalidad, sin rasgos de provocación o sensualidad, expresando una perfección ideal, la nostalgia de un paraíso perdido, en que el ser humano vivía en comunión con la naturaleza.[56]

- Max Pechstein: de formación académica, estudió Bellas Artes en Dresde. En un viaje a Italia en 1907 se entusiasmó con el arte etrusco y los mosaicos de Rávena, mientras que en su siguiente estancia en París entró en contacto con el fauvismo. En 1910 fue fundador con Nolde y Georg Tappert de la Nueva Secesión berlinesa, de la que fue su primer presidente. En 1914 realizó un viaje por Oceanía, recibiendo como tantos otros artistas de la época la influencia del arte primitivo y exótico. Sus obras suelen ser paisajes solitarios y agrestes, generalmente de Nidden, una población de la costa báltica que era su lugar de veraneo.[57]

### Der Blaue Reiter

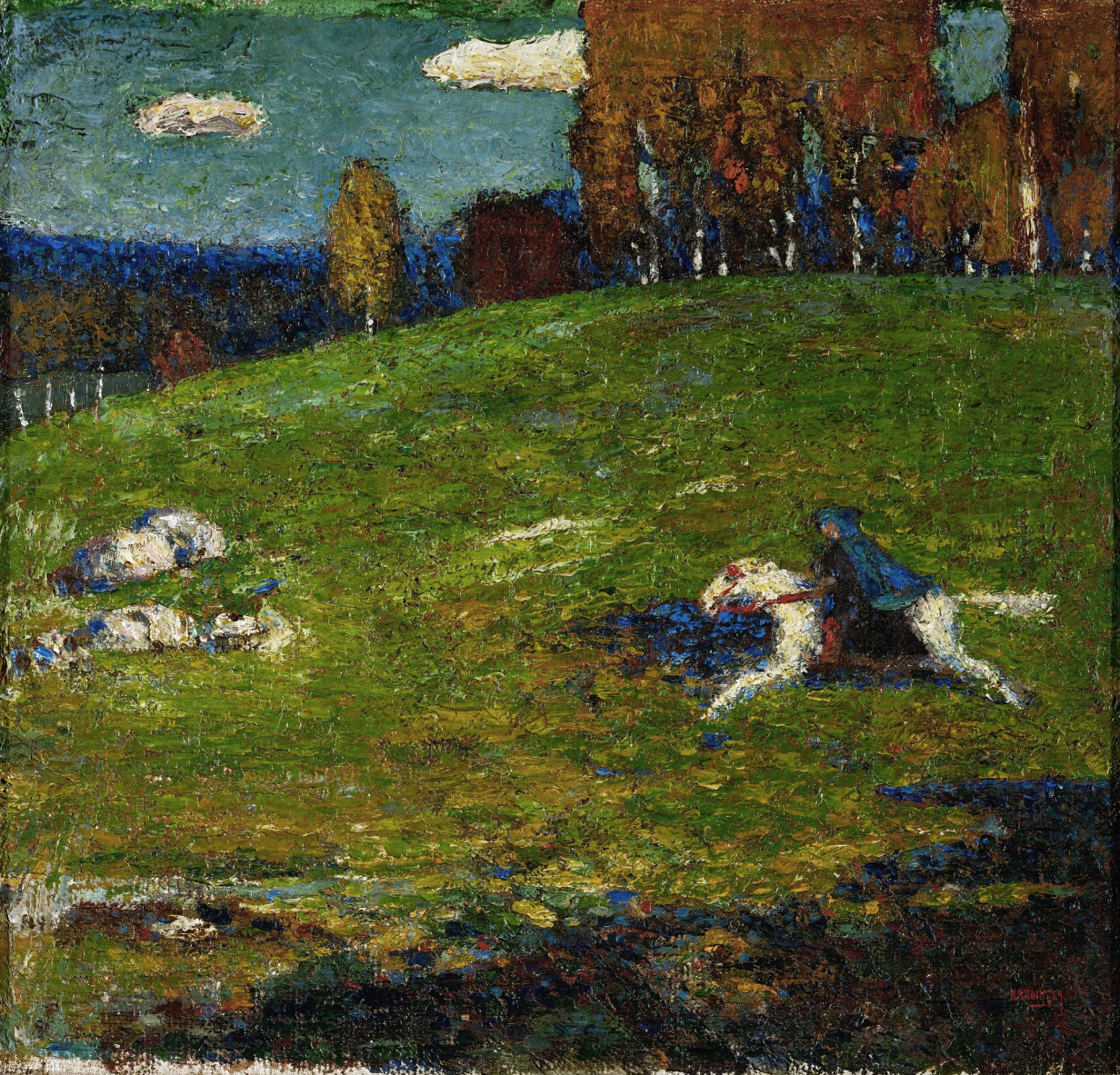
El jinete azul (1903), de Vasili Kandinski, Colección E.G. Bührle, Zúrich.

Der Blaue Reiter ("El jinete azul") surgió en Múnich en 1911, agrupando a Vasili Kandinski, Franz Marc, August Macke, Paul Klee, Gabriele Münter, Alfred Kubin, Alexej von Jawlensky, Lyonel Feininger, Heinrich Campendonk y Marianne von Werefkin. El nombre del grupo fue escogido por Marc y Kandinski tomando café en una terraza, tras una conversación donde coincidieron en su gusto por los caballos y por el color azul, aunque es de remarcar que Kandinski ya pintó un cuadro con el título El jinete azul en 1903 (Colección E.G. Bührle, Zúrich). De nuevo, más que un sello estilístico común compartían una determinada visión del arte, en la que imperaba la libertad creadora del artista y la expresión personal y subjetiva de sus obras. Der Blaue Reiter no fue una escuela ni un movimiento, sino una agrupación de artistas con inquietudes similares, centradas en un concepto de arte no como imitación, sino como expresión del interior del artista.
Der Blaue Reiter fue una escisión del grupo Neue Künstlervereinigung München (Nueva Asociación de Artistas de Múnich), fundada en 1909, de la que era presidente Kandinski, y que incluía además a Marc, Jawlensky, Werefkin, Kubin, Klee, Münter, los hermanos David y Vladímir Burliuk, Alexander Kanoldt, Adolf Erbslöh, Karl Hofer, etc. Sin embargo, divergencias estéticas originaron el abandono de Kandinski, Marc, Kubin y Münter, fundando el nuevo grupo. Der Blaue Reiter tenía pocos puntos en común con Die Brücke, coincidiendo básicamente en su oposición al impresionismo y al positivismo; sin embargo, frente a la actitud temperamental de Die Brücke, frente a su plasmación casi fisiológica de la emotividad, Der Blaue Reiter tenía una actitud más refinada y espiritual, pretendiendo captar la esencia de la realidad a través de la purificación de los instintos. Así, en vez de utilizar la deformación física, optan por su total depuración, llegando así a la abstracción. Su poética se definió como un expresionismo lírico, en el que la evasión no se encaminaba hacia el mundo salvaje sino hacia lo espiritual de la naturaleza y el mundo interior.

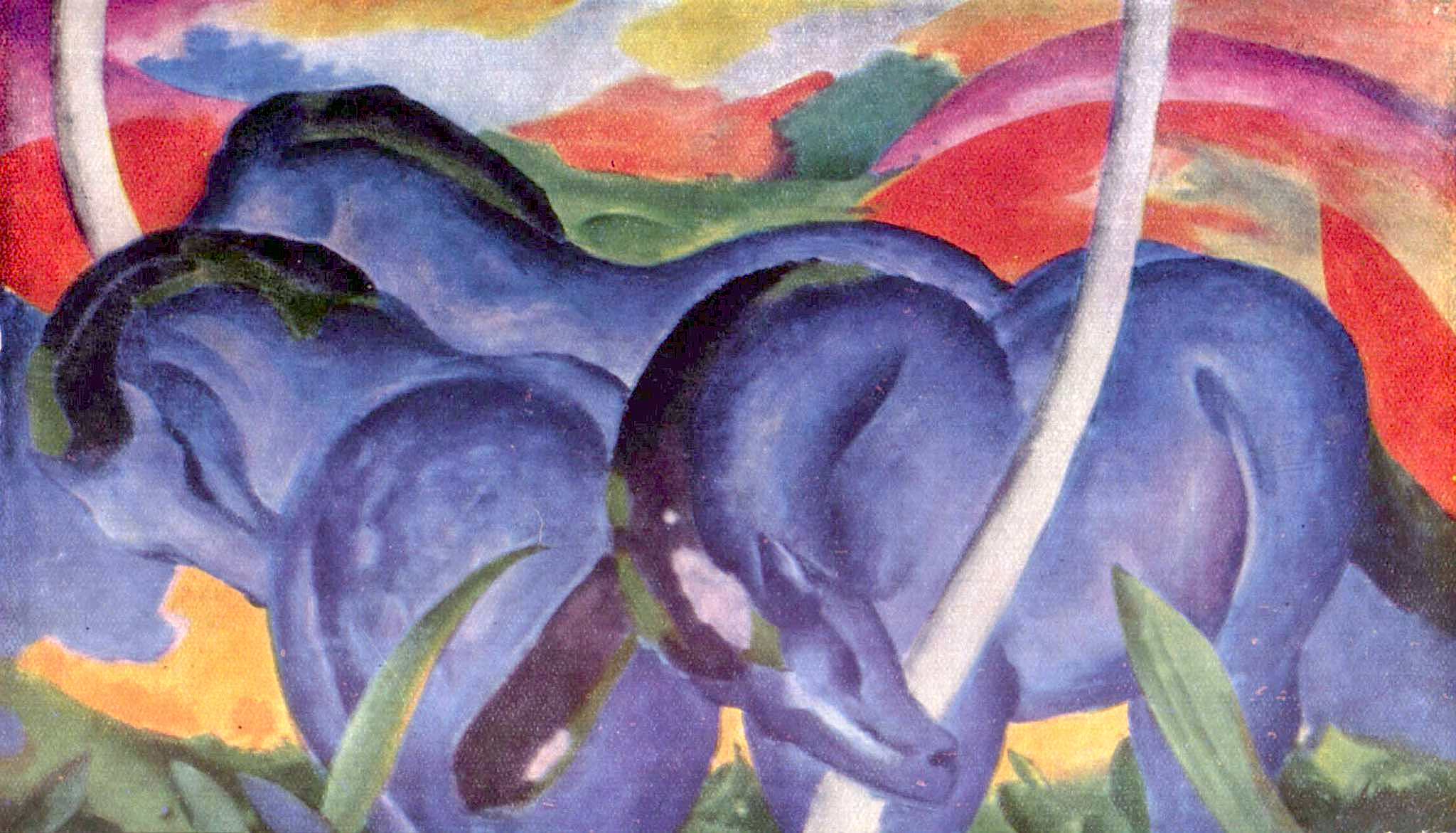
Los grandes caballos azules (1911), de Franz Marc, Walker Art Center, Mineápolis.

Los miembros del grupo mostraron su interés por el misticismo, el simbolismo y las formas del arte que consideraban más genuinas: el primitivo, el popular, el infantil y el de enfermos mentales. Der Blaue Reiter destacó por el uso de la acuarela, frente al grabado utilizado principalmente por Die Brücke. También cabe destacar la importancia otorgada a la música, que se suele asimilar al color, lo que facilitó la transición de un arte figurativo a uno más abstracto. De igual forma, en sus ensayos teóricos mostraron su predilección por la forma abstracta, en la que veían un gran contenido simbólico y psicológico, teoría que amplió Kandinski en su obra De lo espiritual en el arte (1912), donde busca una síntesis entre la inteligencia y la emotividad, defendiendo que el arte se comunica con nuestro espíritu interior, y que las obras artísticas pueden ser tan expresivas como la música. Kandinski expresa un concepto místico del arte, con influencia de la teosofía y la filosofía oriental: el arte es expresión del espíritu, siendo las formas artísticas reflejo del mismo. Como en el mundo de las ideas de Platón, las formas y sonidos conectan con el mundo espiritual a través de la sensibilidad, de la percepción. Para Kandinski, el arte es un lenguaje universal, accesible a cualquier ser humano. El camino de la pintura debía ser desde la pesada realidad material hasta la abstracción de la visión pura, con el color como medio, por ello desarrolló toda una compleja teoría del color: en La Pintura como arte puro (1913) sostiene que la pintura es ya un ente separado, un mundo en sí mismo, una nueva forma del ser, que actúa sobre el espectador a través de la vista y que provoca en él profundas experiencias espirituales.

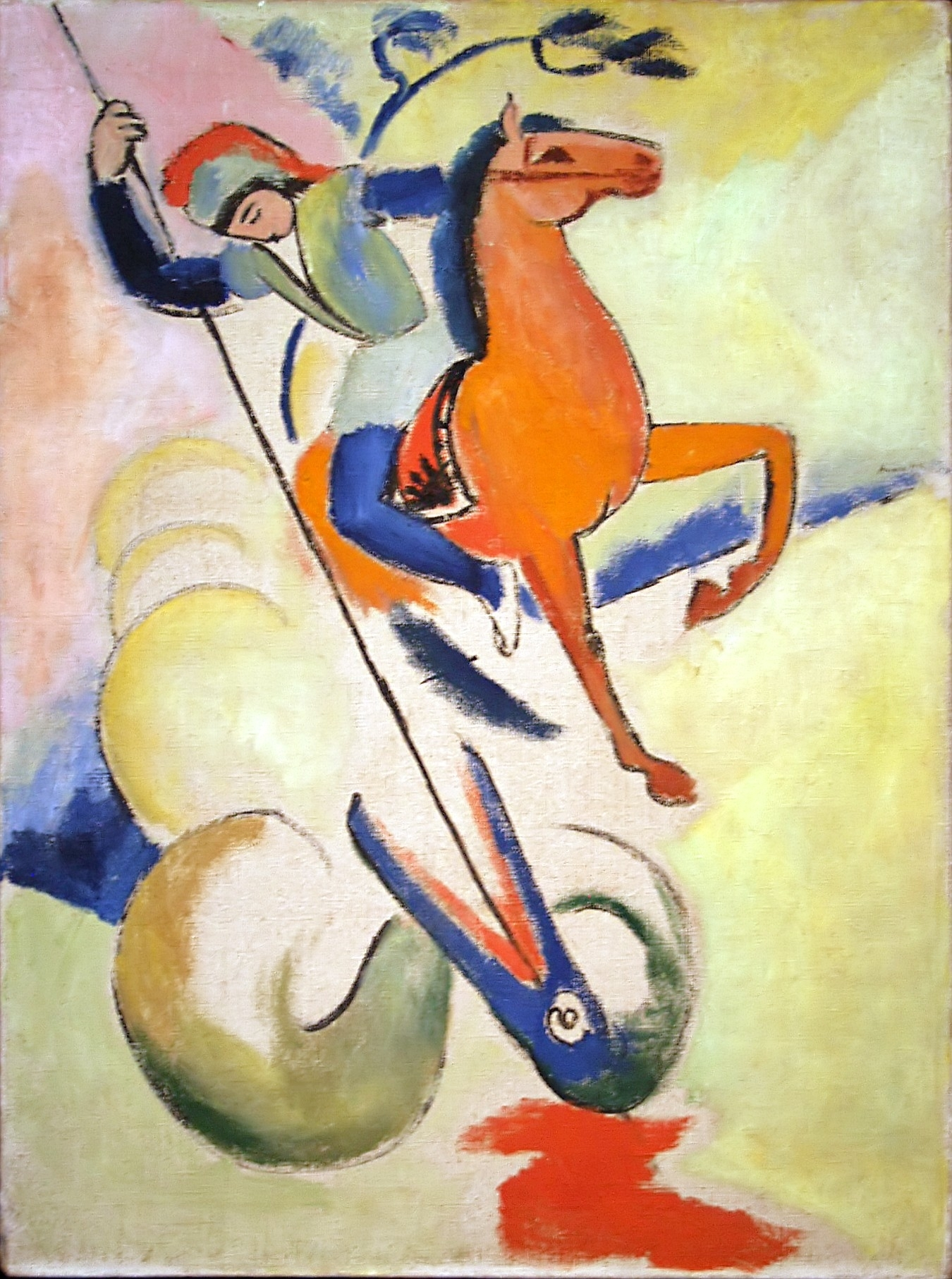
San Jorge (1912), de August Macke, Kolumba Museum, Colonia.

Der Blaue Reiter organizó diversas exposiciones: la primera fue en la Galería Thannhäuser de Múnich, inaugurada el 18 de diciembre de 1911 con el nombre I Ausstellung der Redaktion des Blauen Reiter (I Exposición de los Directores del Jinete Azul). Fue la más homogénea, pues se notaba una clara influencia mutua entre todos los componentes del grupo, disipada más adelante por una mayor individualidad de todos sus miembros. Expusieron obras Macke, Kandinski, Marc, Campendonk y Münter y, como invitados, Arnold Schönberg –compositor pero autor también de obras pictóricas–, Albert Bloch, David y Vladimir Burliuk, Robert Delaunay y el Aduanero Rousseau. La segunda exposición se efectuó en la Galería Hans Goltz en marzo de 1912, dedicada a acuarelas y obras gráficas, confrontando el expresionismo alemán con el cubismo francés y el suprematismo ruso. La última gran exposición se produjo en 1913 en la sede de Der Sturm en Berlín, en paralelo al primer Salón de Otoño celebrado en Alemania.
Uno de los mayores hitos del grupo fue la publicación del Almanaque (mayo de 1912), con motivo de la exposición organizada en Colonia por el Sonderbund. Lo realizaron en colaboración con el galerista Heinrich von Tannhäuser y con Hugo von Tschudi, director de los museos de Baviera. Junto a numerosas ilustraciones, recogía diversos textos de los miembros del grupo, dedicados al arte moderno y con numerosas referencias al arte primitivo y exótico. Se mostraba la teoría pictórica del grupo, centrada en la importancia del color y en la pérdida de la composición realista y el carácter imitativo del arte, frente a una mayor libertad creativa y una expresión más subjetiva de la realidad. Se hablaba igualmente de los pioneros del movimiento (Van Gogh, Gauguin, Cézanne, Rousseau), en el que se incluía tanto a los miembros de Die Brücke y Der Blaue Reiter como a Matisse, Picasso y Delaunay. También se incluyó la música, con referencias a Schönberg, Webern y Berg.
Der Blaue Reiter tuvo su final con la Primera Guerra Mundial, en la que murieron Marc y Macke, mientras que Kandinski tuvo que volver a Rusia. En 1924 Kandinski y Klee, junto a Lyonel Feininger y Alexej von Jawlensky, fundaron Die Blaue Vier (Los Cuatro Azules) en el seno de la Bauhaus, exponiendo conjuntamente su obra por el plazo de diez años.
Los principales representantes de Der Blaue Reiter fueron:

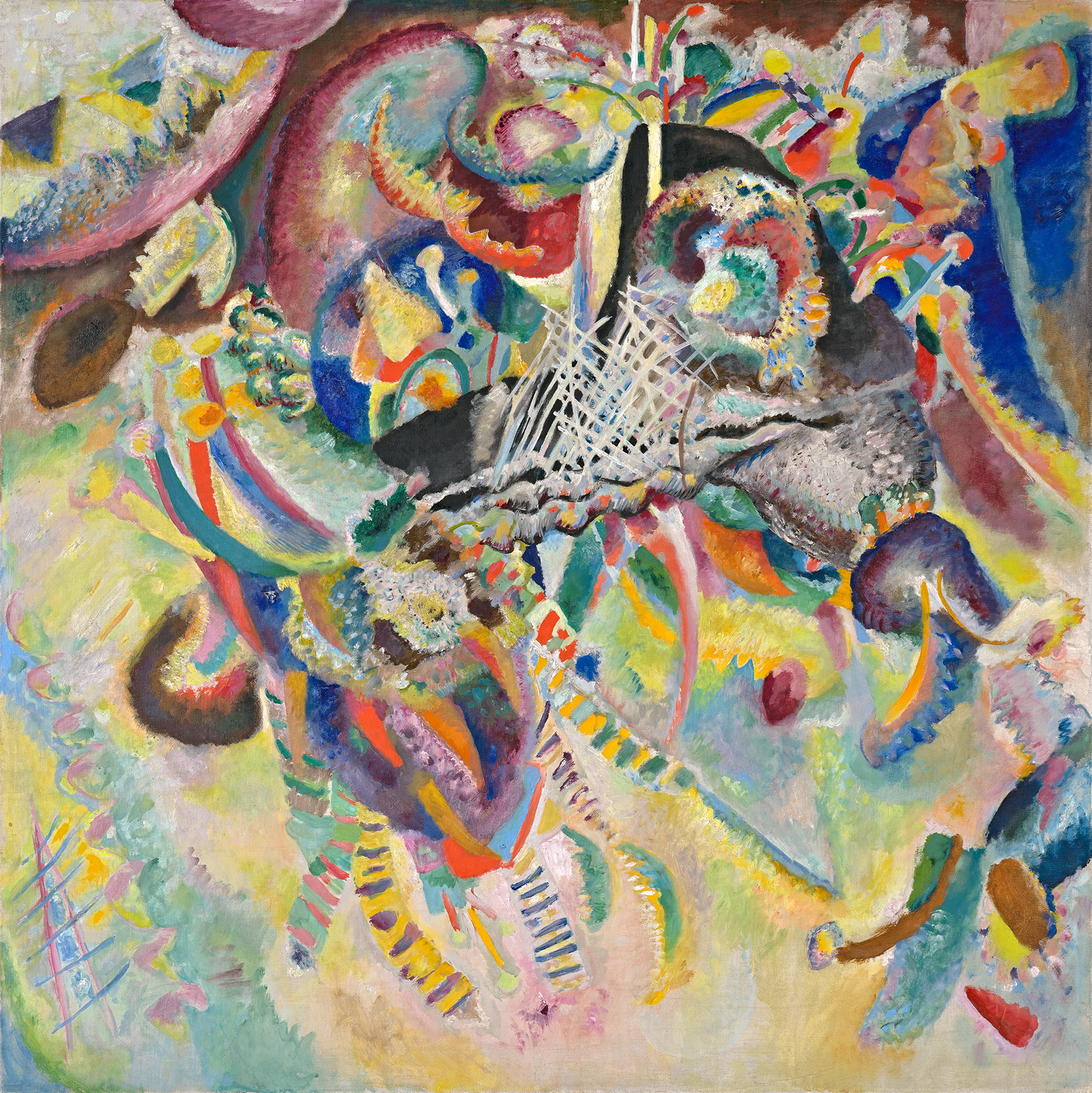
Fuga (1914), de Vasili Kandinski, Fundación Beyeler, Riehen (Suiza).

- Vasili Kandinski: de vocación tardía, estudió derecho, economía y política antes de pasarse a la pintura, tras visitar una exposición impresionista en 1895. Establecido en Múnich, se inició en el Jugendstil, conjugándolo con elementos de la tradición rusa. En 1901 fundó el grupo Phalanx, y abrió su propia escuela. Durante 1906-1909 tuvo un periodo fauvista, para pasar posteriormente al expresionismo. Desde 1908 su obra fue perdiendo el aspecto temático y figurativo para ganar en expresividad y colorido, iniciando progresivamente el camino hacia la abstracción, y desde 1910 creó cuadros en donde la importancia de la obra residía en la forma y el color, creando planos pictóricos por confrontación de colores.[68] Su abstracción era abierta, con un foco en el centro, empujando con una fuerza centrífuga, derivando las líneas y manchas hacia fuera, con gran riqueza formal y cromática. El propio Kandinski distinguía su obra entre “impresiones”, reflejo directo de la naturaleza exterior (que sería su obra hasta 1910); “improvisaciones”, expresión de signo interno, de carácter espontáneo y de naturaleza espiritual (abstracción expresionista, 1910-1921); y “composiciones”, expresión igualmente interna pero elaborada y formada lentamente (abstracción constructiva, desde 1921).[69]

- Franz Marc: estudiante de teología, durante un viaje por Europa entre 1902 y 1906 decidió hacerse pintor. Imbuido de un gran misticismo, se consideraba un pintor “expresivo”, intentando expresar su “yo interior”. Su obra fue bastante monotemática, dedicándose principalmente a los animales, especialmente los caballos. Pese a ello, sus tratamientos eran muy variados, con contrastes muy violentos de color, sin perspectiva lineal. Recibió la influencia de Degas –que también hizo una serie sobre caballos–, así como del cubismo órfico de Delaunay y de las atmósferas flotantes de Chagall. Para Marc, el arte era una forma de captar la esencia de las cosas, lo que tradujo en una visión mística y panteísta de la naturaleza, que plasmó sobre todo en los animales, que para él tenían un significado simbólico, representando conceptos como el amor o la muerte. En sus representaciones de animales el color era igualmente simbólico, destacando el azul, el color más espiritual. Las figuras eran simples, esquemáticas, tendiendo a la geometrización tras su contacto con el cubismo. Sin embargo, desengañado también de los animales, comenzó como Kandinski el camino hacia la abstracción, carrera que se vio truncada con su muerte en la contienda mundial.[70]

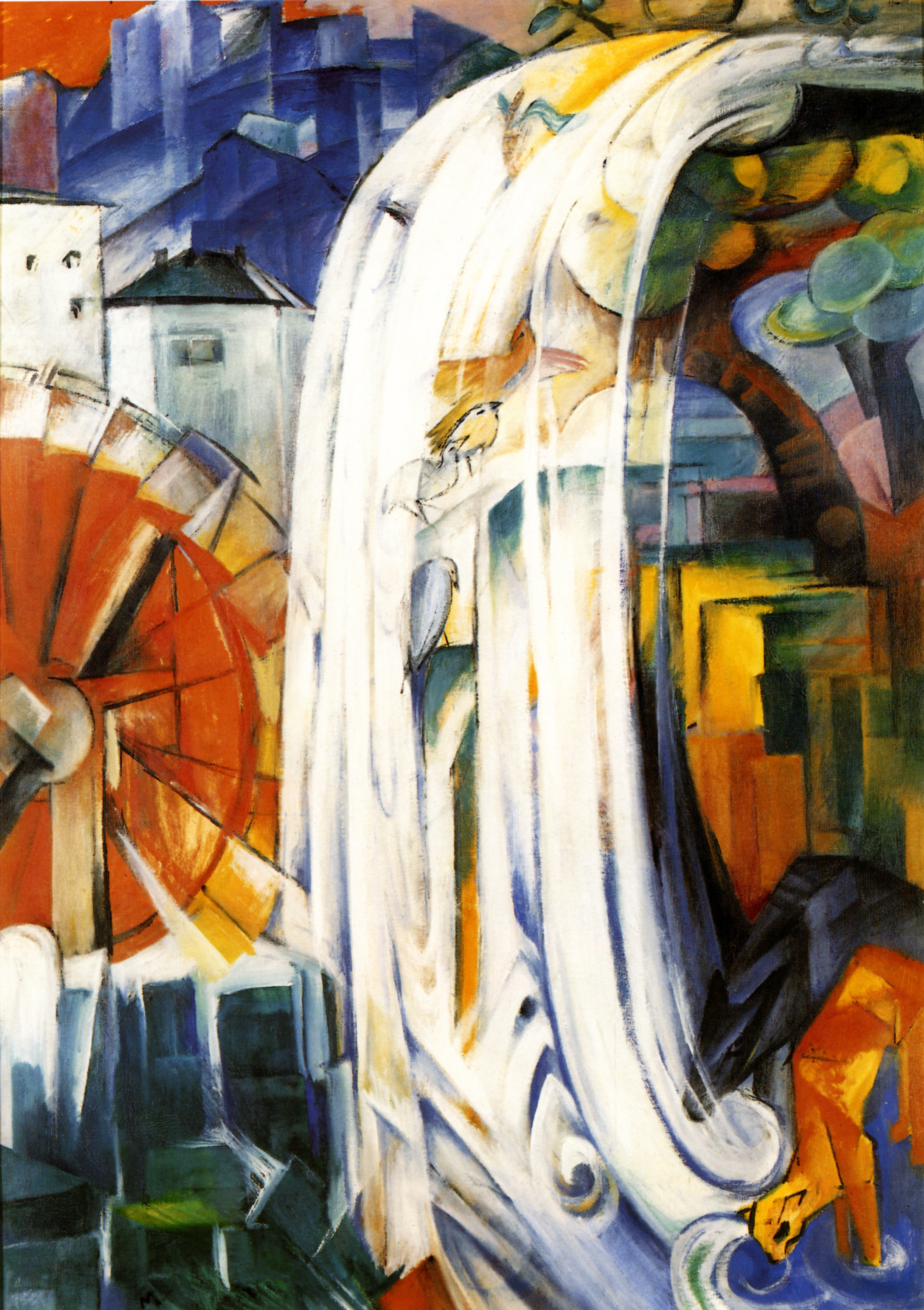
El molino encantado (1913), de Franz Marc, Art Institute of Chicago, Chicago.

- August Macke: en 1906 visitó Bélgica y Países Bajos, donde recibió la influencia de Rembrandt –empaste grueso, contrastes acusados–; en 1907, en Londres, le entusiasmaron los prerrafaelitas; igualmente, en 1908 en París contactó con el fauvismo. Desde entonces abandonó la tradición y renovó temáticas y coloridos, trabajando con colores claros y cálidos. Más tarde recibió la influencia del cubismo: restricción cromática, líneas geométricas, figuras esquematizadas, contrastes sombra-luz. Por último llegó al arte abstracto, influido por Kandinski y Delaunay: hacía una abstracción racional, geométrica, con manchas lineales de color y composiciones basadas en planos geométricos coloreados. En sus últimas obras –tras un viaje al norte de África– volvió al colorismo fuerte y los contrastes exagerados, con un cierto aire surrealista. Se inspiraba en temas cotidianos, en ambientes generalmente urbanos, con un aire lírico, alegre, sereno, con colores de expresión simbólica como en Marc.[71]

- Paul Klee: de formación musical, en 1898 se pasó a la pintura, denotando como Kandinski un sentido pictórico de evanescencia musical, tendente a la abstracción, y con un aire onírico que le llevaría al surrealismo.[72] Iniciado en el Jugendstil, y con influencia de Arnold Böcklin, Odilon Redon, Vincent van Gogh, James Ensor y Kubin, pretendía como este último alcanzar un estado intermedio entre la realidad y la ensoñación ideal. Más tarde, tras un viaje a París en 1912 donde conoció a Picasso y Delaunay, se interesó más por el color y sus posibilidades compositivas. En un viaje a África en 1914 con Macke se reafirmó su visión del color como elemento dinamizador del cuadro, que sería la base de sus composiciones, donde perdura la forma figurativa combinada con una cierta atmósfera abstracta, en curiosas combinaciones que serían uno de sus sellos estilísticos más reconocibles. Klee recreó en su obra un mundo fantástico e irónico, cercano al de los niños o los locos, que le acercará al universo de los surrealistas –se han señalado numerosos puntos de contacto entre su obra y la de Joan Miró–.[73]

- Alexej von Jawlensky: militar ruso, abandonó su carrera para dedicarse al arte, instalándose en Múnich en 1896 con Marianne von Werefkin. En 1902 viajó a París, trabando amistad con Matisse, con quien trabajó un tiempo y con quien se inició en el colorido fauve. Se dedicó principalmente al retrato, inspirado en los iconos del arte tradicional ruso, con figuras en actitud hierática, de gran tamaño y esquematización compositiva. Trabajaba con grandes superficies de color, con un colorido violento, delimitado por fuertes trazos negros.[74] Durante la guerra se refugió en Suiza, donde realizó retratos cercanos al cubismo, con rostros ovales, de nariz alargada y ojos asimétricos. Más tarde, por influencia de Kandinski, se aproximó a la abstracción, con retratos reducidos a formas geométricas, de colores intensos y cálidos.[75]

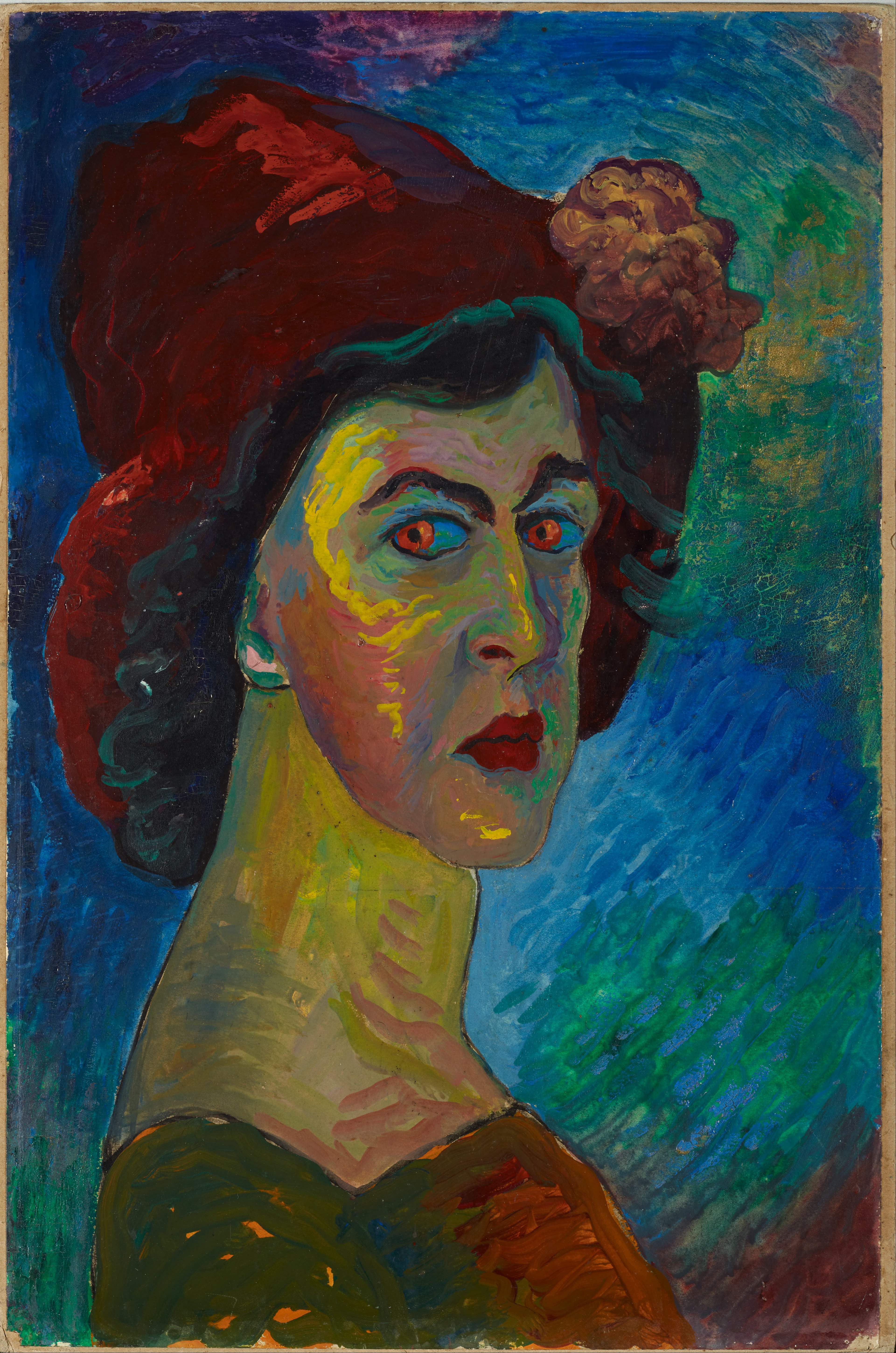
Autorretrato (1910), de Marianne von Werefkin, Städtische Galerie im Lenbachhaus, Múnich.

- Lyonel Feininger: estadounidense de origen alemán, en 1888 viajó a Alemania para estudiar música, pasándose posteriormente a la pintura. En sus inicios trabajó como caricaturista para varios periódicos. Recibió la influencia del cubismo órfico de Delaunay, patente en el geometrismo de sus paisajes urbanos, de formas angulosas e inquietantes, parecidas a las de El gabinete del doctor Caligari –en cuyos decoradores probablemente influyó–. Sus personajes son caricaturescos, de gran tamaño –a veces llegando a la misma altura de los edificios–, construidos por superposición de planos de color. Profesor de la Bauhaus de 1919 a 1933, en 1938, a causa del nazismo, retornó a su Nueva York natal.[76]

- Gabriele Münter: estudió en Düsseldorf y Múnich, ingresando en el grupo Phalanx, donde conoció a Kandinski, con el que inició una relación y pasó largas temporadas en la localidad de Murnau. Allí pintó numerosos paisajes en los que desvelaba una gran emotividad y un gran dominio del color, con influencia del arte popular bávaro, lo que se denota en las líneas sencillas, colores claros y luminosos y una cuidada distribución de las masas. Recibió de Jawlensky la yuxtaposición de manchas brillantes de color con nítidos contornos, que se convertirían en su principal sello artístico. Entre 1915 y 1927 dejó de pintar, tras su ruptura con Kandinski.[77]

- Heinrich Campendonk: influido por el cubismo órfico y el arte popular y primitivo, creó un tipo de obras de signo primitivista, con dibujo de gran rigidez, figuras hieráticas y composiciones desjerarquizadas. En sus obras tiene un papel determinante el contraste de colores, con una pincelada heredera del impresionismo. Más tarde, por influencia de Marc, el color ganó independencia respecto al objeto, cobrando un mayor valor expresivo, y descomponiendo el espacio a la manera cubista. Superponía los colores en capas transparentes, realizando composiciones libres donde los objetos parecen flotar sobre la superficie del cuadro. Al igual que en Marc, su temática se centró en un concepto idealizado de comunión entre el hombre y la naturaleza.[78]

- Alfred Kubin: escritor, dibujante e ilustrador, su obra se basó en un mundo fantasmagórico de monstruos, de aspecto morboso y alucinante, reflejando su obsesión por la muerte. Influido por Max Klinger, trabajó principalmente como ilustrador, en dibujos en blanco y negro de aire decadentista con reminiscencias de Goya, Blake y Félicien Rops. Sus escenas se enmarcaban en ambientes crepusculares, fantasmagóricos, que recuerdan igualmente a Odilon Redon, con un estilo caligráfico, a veces rozando la abstracción. Sus imágenes fantásticas, mórbidas, con referencias al sexo y la muerte, fueron precursoras del surrealismo. También fue escritor, cuya principal obra, El otro lado (1909), pudo haber influido sobre Kafka.[79]

- Marianne von Werefkin: perteneciente a una familia aristócrata rusa, recibió clases de Ilya Repin en San Petersburgo. En 1896 se trasladó a Múnich con Jawlensky, con el que había iniciado una relación, dedicándose más a la difusión de la obra de este que a la suya propia. En esta ciudad creó un salón de notable fama como tertulia artística, llegando a influir en Franz Marc a nivel teórico. En 1905, tras algunas divergencias con Jawlensky, volvió a pintar. Ese año viajó a Francia, recibiendo la influencia de los nabis y los futuristas. Sus obras son de un colorido brillante, lleno de contrastes, con preponderancia de la línea en la composición, a la que se subordina el color. La temática es fuertemente simbólica, destacando sus enigmáticos paisajes con procesiones de muertos.[80]

### Neue Sachlichkeit

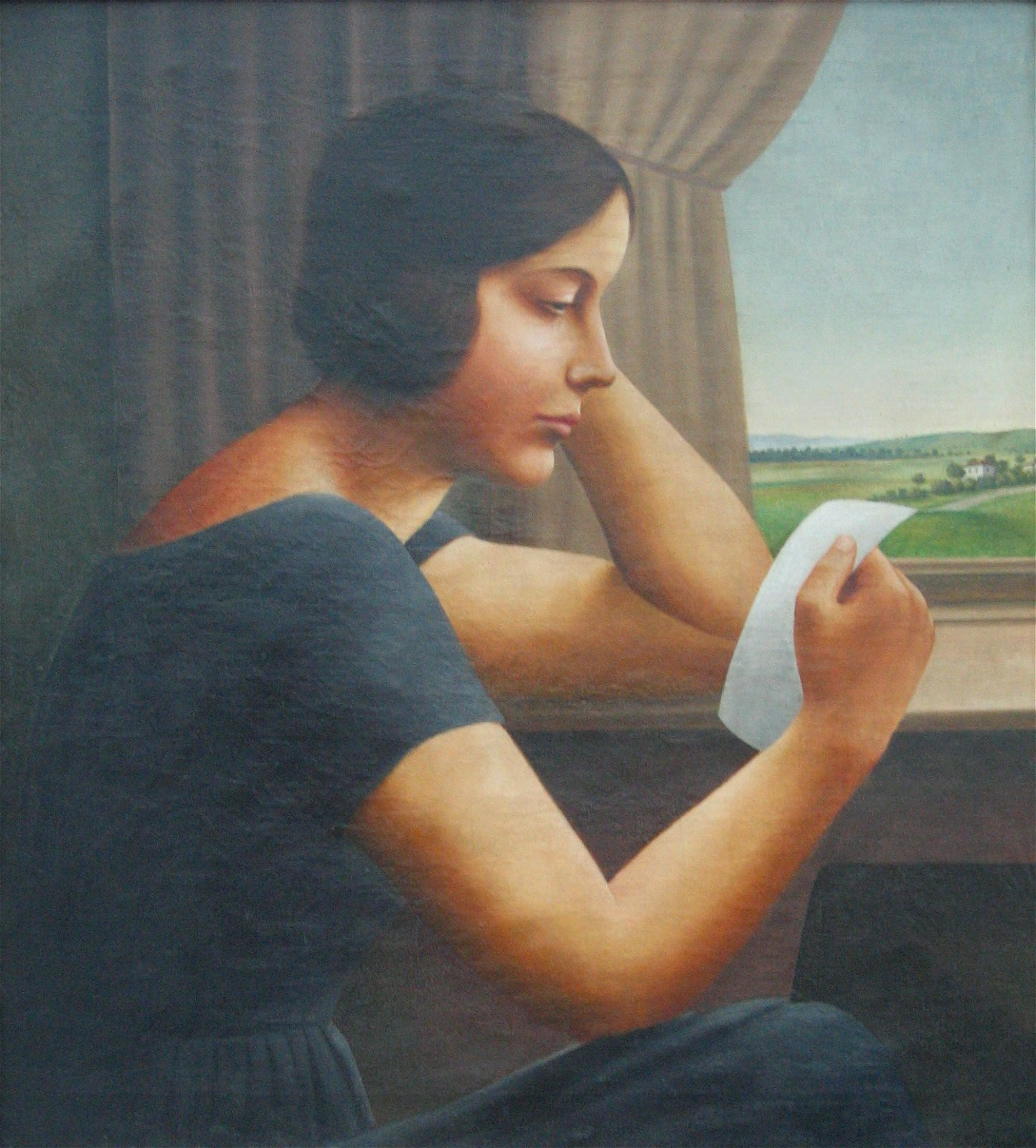
Martha (1925), de Georg Schrimpf, Pinakothek der Moderne, Múnich.

El grupo Neue Sachlichkeit (Nueva Objetividad) surgió tras la Primera Guerra Mundial como un movimiento de reacción frente al expresionismo, retornando a la figuración realista y a la plasmación objetiva de la realidad circundante, con un marcado componente social y reivindicativo. Desarrollado entre 1918 y 1933, desapareció con el advenimiento del nazismo. El ambiente de pesimismo que trajo la posguerra propició el abandono por parte de algunos artistas del expresionismo más espiritual y subjetivo, de búsqueda de nuevos lenguajes artísticos, por un arte más comprometido, más realista y objetivo, duro, directo, útil para el desarrollo de la sociedad, un arte revolucionario en su temática, si bien no en la forma. Los artistas se separaron de la abstracción, reflexionando sobre el arte figurativo y rechazando toda actividad que no atendiese a los problemas de la acuciante realidad de la posguerra. Encarnaron este grupo Otto Dix, George Grosz, Max Beckmann, Conrad Felixmüller, Christian Schad, Rudolf Schlichter, Ludwig Meidner, Karl Hofer y John Heartfield.
Frente a la introspección psicológica del expresionismo, el individualismo de Die Brücke o el espiritualismo de Der Blaue Reiter, la Nueva Objetividad propuso el retorno al realismo y a la plasmación objetiva del mundo circundante, con una temática más social y comprometida políticamente. Sin embargo, no renunciaron a los logros técnicos y estéticos del arte de vanguardia, como el colorido fauvista y expresionista, la “visión simultánea” futurista o la aplicación del fotomontaje a la pintura y el grabado del verismo. La recuperación de la figuración fue una consecuencia común en el espacio al final de la guerra: además de la Nueva Objetividad, surgió en Francia el purismo y en Italia la pintura metafísica, precursora del surrealismo. Pero en la Nueva Objetividad este realismo es más comprometido que en otros países, con obras de denuncia social que pretenden desenmascarar la sociedad burguesa de su tiempo, denunciar al estamento político y militar que los ha llevado al desastre de la guerra. Si bien la Nueva Objetividad se opuso al expresionismo por ser un estilo espiritual e individualista, mantuvo en cambio su esencia formal, ya que su carácter grotesco, de deformación de la realidad, de caricaturización de la vida, fue trasladado a la temática social abordada por los nuevos artistas de la posguerra.
La Nueva Objetividad surgió como rechazo al Novembergruppe, cuya falta de compromiso social rechazaban. Así, en 1921, un grupo de artistas dadaístas –entre los que se encontraban George Grosz, Otto Dix, Rudolf Schlichter, Hannah Höch, etc.– se presentaron como “Oposición al Grupo de Noviembre”, redactando una Carta abierta a este. El término Nueva Objetividad fue ideado por el crítico Gustav Friedrich Hartlaub para la exposición Nueva Objetividad. Pintura alemana desde el expresionismo, celebrada en 1925 en la Kunsthalle de Mannheim. Según palabras de Hartlaub: “el objetivo es superar las mezquindades estéticas de la forma a través de una nueva objetividad nacida del disgusto hacia la sociedad burguesa de la explotación”.
En paralelo a la Nueva Objetividad surgió el denominado “realismo mágico”, nombre propuesto igualmente por Hartlaub en 1922 pero difundido sobre todo por Franz Roh en su libro Postexpresionismo. Realismo mágico (1925). El realismo mágico se situó más a la derecha de la Nueva Objetividad –aunque fue igualmente eliminado por los nazis–, y representaba una línea más personal y subjetiva que el grupo de Grosz y Dix. Frente a la violencia y dramatismo de sus coetáneos objetivos, los realistas mágicos elaboraron una obra más calmada e intemporal, más serena y evocadora, transmisora de una quietud que pretendía apaciguar los ánimos tras la guerra. Su estilo era cercano al de la pintura metafísica italiana, intentando captar la trascendencia de los objetos más allá del mundo visible. Entre sus figuras destacaron Georg Schrimpf, Alexander Kanoldt, Anton Räderscheidt, Carl Grossberg y Georg Scholz.

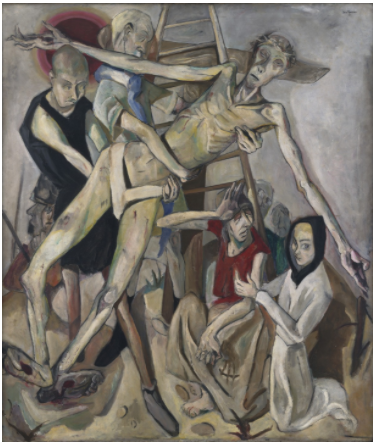
Descendimiento de la cruz (1917), de Max Beckmann, MoMA, Nueva York

Los principales exponentes de la Nueva Objetividad fueron:
- George Grosz: procedente del dadaísmo, estaba interesado por el arte popular. Mostró desde joven en su obra un intenso disgusto por la vida, que se convirtió tras la guerra en indignación. En su obra analizó fría y metódicamente la sociedad de su tiempo, desmitificando a las clases dirigentes para mostrar su lado más cruel y despótico. Cargó especialmente contra el ejército, la burguesía y el clero, en series como El rostro de la clase dominante (1921) o Ecce Homo (1927), en escenas donde predomina la violencia y el sexo. Sus personajes suelen ser mutilados de guerra, asesinos, suicidas, burgueses ricos y rechonchos, prostitutas, vagabundos, etc., en figuras escuetas, silueteadas en pocos trazos, como muñecos. Técnicamente, empleó recursos de otros estilos, como el espacio geometrizante del cubismo o la captación del movimiento del futurismo.[86]

- Otto Dix: iniciado en el realismo tradicional, con influencia de Hodler, Cranach y Durero, en Dix la temática social, patética, directa y macabra de la Nueva Objetividad quedaba enfatizada por la representación realista y minuciosa, casi diáfana, de sus escenas urbanas, pobladas por el mismo tipo de personajes que retrataba Grosz: asesinos, lisiados, prostitutas, burgueses y mendigos. Expuso de manera fría y metódica los horrores de la guerra, las carnicerías y matanzas que presenció como soldado: así, en la serie La Guerra (1924), se inspiró en la obra de Goya y de Callot.[87]

- Max Beckmann: de formación académica e inicios cercanos al impresionismo, el horror de la guerra le llevó como a sus compañeros a plasmar de forma cruda la realidad que lo envolvía. Acusó entonces la influencia de antiguos maestros como Grünewald, Brueghel y El Bosco, junto a nuevas aportaciones como el cubismo, del que tomó su concepto de espacio, que se vuelve en su obra un espacio agobiante, casi claustrofóbico, donde las figuras tienen un aspecto de solidez escultórica, con contornos muy delimitados. En su serie El infierno (1919) hizo un retrato dramático del Berlín de posguerra, con escenas de gran violencia, con personajes torturados, que gritan y se retuercen de dolor.[87]

- Conrad Felixmüller: ferviente opositor de la guerra, durante la contienda asumió el arte como forma de compromiso político. Ligado al círculo de Pfemfert, editor de la revista Die Aktion, se movió en el ambiente antimilitarista de Berlín, que rechazaba el esteticismo en arte, defendiendo un arte comprometido y de finalidad social. Influido por el colorido de Die Brücke y por la descomposición cubista, simplificó el espacio a formas angulares y cuadriláteras, que él denominaba “cubismo sintético”. Su temática se centró en obreros y en las clases sociales más desfavorecidas, con un fuerte componente de denuncia.[88]

- Christian Schad: miembro del grupo dadaísta de Zúrich (1915-1920), donde trabajó con papel fotográfico –sus “schadografías”–, se dedicó posteriormente al retrato, en retratos fríos y desapasionados, estrictamente objetivos, casi deshumanizados, estudiando con mirada sobria y científica a los personajes que retrata, que se ven reducidos a simples objetos, solos y aislados, sin capacidad de comunicarse.[85]

- Ludwig Meidner: miembro del grupo Die Pathetiker (Los Patéticos) junto a Jakob Steinhardt y Richard Janthur, su principal tema fue la ciudad, el paisaje urbano, que mostró en escenas abigarradas, sin espacio, con grandes multitudes de gente y edificios angulosos de precario equilibrio, en un ambiente opresivo, angustioso. En su serie Paisajes apocalípticos (1912-1920) retrató ciudades destruidas, que arden o estallan, en vistas panorámicas que muestran más fríamente el horror de la guerra.[89]

- Karl Hofer: iniciado en un cierto clasicismo cercano a Hans von Marées, estudió en Roma y París, donde le sorprendió la guerra y fue hecho prisionero durante tres años, hecho que marcó profundamente el desarrollo de su obra, con figuras atormentadas, de gestos vacilantes, en actitud estática, enmarcadas en diseños claros, de colores fríos y pincelada pulcra e impersonal. Sus figuras son solitarias, de aspecto pensativo, melancólico, denunciando la hipocresía y la locura de la vida moderna (La pareja, 1925; Hombres con antorchas, 1925; El cuarto negro, 1930).[90]

### Otros artistas

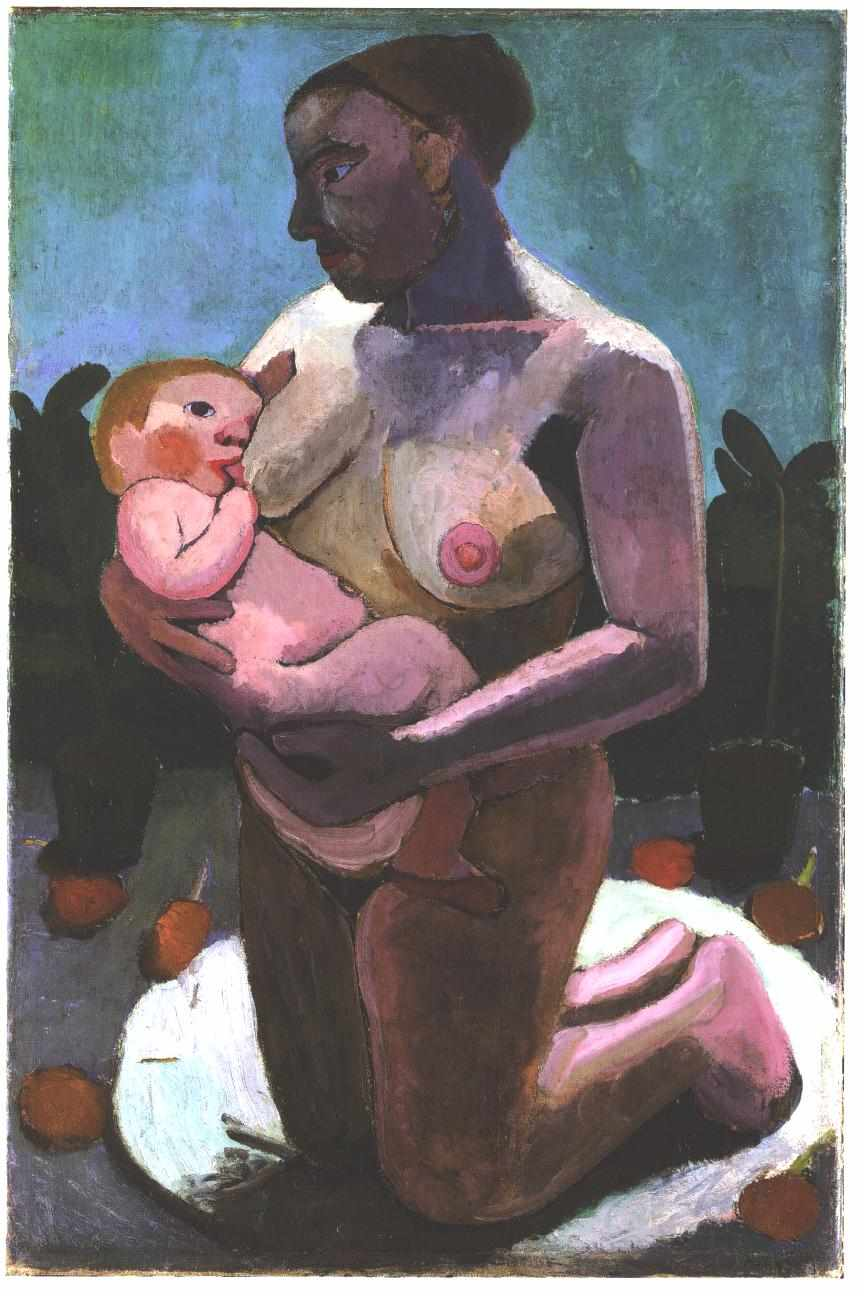
Madre arrodillada con niño (1907), de Paula Modersohn-Becker, Alte Nationalgalerie, Staatliche Museen zu Berlin, Berlín.

Algunos artistas no se adscribieron a ningún grupo, desarrollando de forma personal un expresionismo fuertemente intuitivo, de diversas tendencias y estilos:
- Paula Modersohn-Becker: estudió en Bremen y Hamburgo, instalándose posteriormente en la colonia de artistas de Worpswede (1897), enmarcada en aquel entonces en un paisajismo cercano a la Escuela de Barbizon. Sin embargo, su interés por Rembrandt y los pintores alemanes medievales le llevaron hacia la búsqueda de un arte más expresivo. Influida por el postimpresionismo, así como por Nietzsche y Rilke, comenzó a emplear en sus obras colores y formas aplicados simbólicamente. En unas visitas a París entre 1900 y 1906 recibió la influencia de Cézanne, Gauguin y Maillol, combinando de forma personal las formas tridimensionales de Cézanne y los diseños lineales de Gauguin, principalmente en retratos y escenas maternas, así como desnudos, evocadores de una nueva concepción en la relación del cuerpo con la naturaleza.[91]

- Lovis Corinth: formado en el impresionismo –del que fue una de las principales figuras en Alemania junto a Max Liebermann y Max Slevogt–, derivó en su madurez hacia el expresionismo con una serie de obras de introspección psicológica, con una temática centrada en lo erótico y macabro. Después de un ataque cerebral que padeció en 1911 y que le paralizó la mano derecha, aprendió a pintar con la izquierda. Si bien siguió anclado en la impresión óptica como método de creación de sus obras, cobró un creciente protagonismo la expresividad, culminando en El Cristo rojo (1922), escena religiosa de notable angustia cercana a las visiones de Nolde.[92]

- Christian Rohlfs: de formación académica, se dedicó principalmente al paisaje de estilo realista, hasta que desembocó en el expresionismo casi a los cincuenta años de edad. El hecho determinante para el cambio pudo ser su contratación en 1901 como profesor de la escuela-museo Folkwang de Hagen, donde pudo contactar con las mejores obras del arte moderno internacional. Así, a partir de 1902 empezó a aplicar el color de forma más sistemática, a la manera puntillista, con un colorido muy luminoso. Recibió más tarde la influencia de Van Gogh, con paisajes de pincelada rítmica y pastosa, en franjas onduladas, sin profundidad. Por último, tras una exposición de Die Brücke en el Folkwang en 1907, probó nuevas técnicas, como la xilografía y el linóleo, con acentuados contornos negros. Su temática era variada, aunque centrada en temas bíblicos y de la mitología nórdica.[93]

- Wilhelm Morgner: alumno de Georg Tappert, pintor vinculado a la colonia de Worpswede, cuyo paisajismo lírico le influyó en primer lugar, evolucionó más tarde a un estilo más personal y expresivo, influido por el cubismo órfico, donde cobran importancia las líneas de color, con pinceladas puntillistas que se yuxtaponen formando algo parecido a un tapiz. Al acentuar el color y la línea abandonó la profundidad, en composiciones planas donde los objetos se sitúan en paralelo, y las figuras suelen representarse de perfil. Desde 1912 cobró importancia en su obra la temática religiosa, en composiciones casi abstractas, con líneas simples trazadas con el color.[94]

### El grupo de Viena

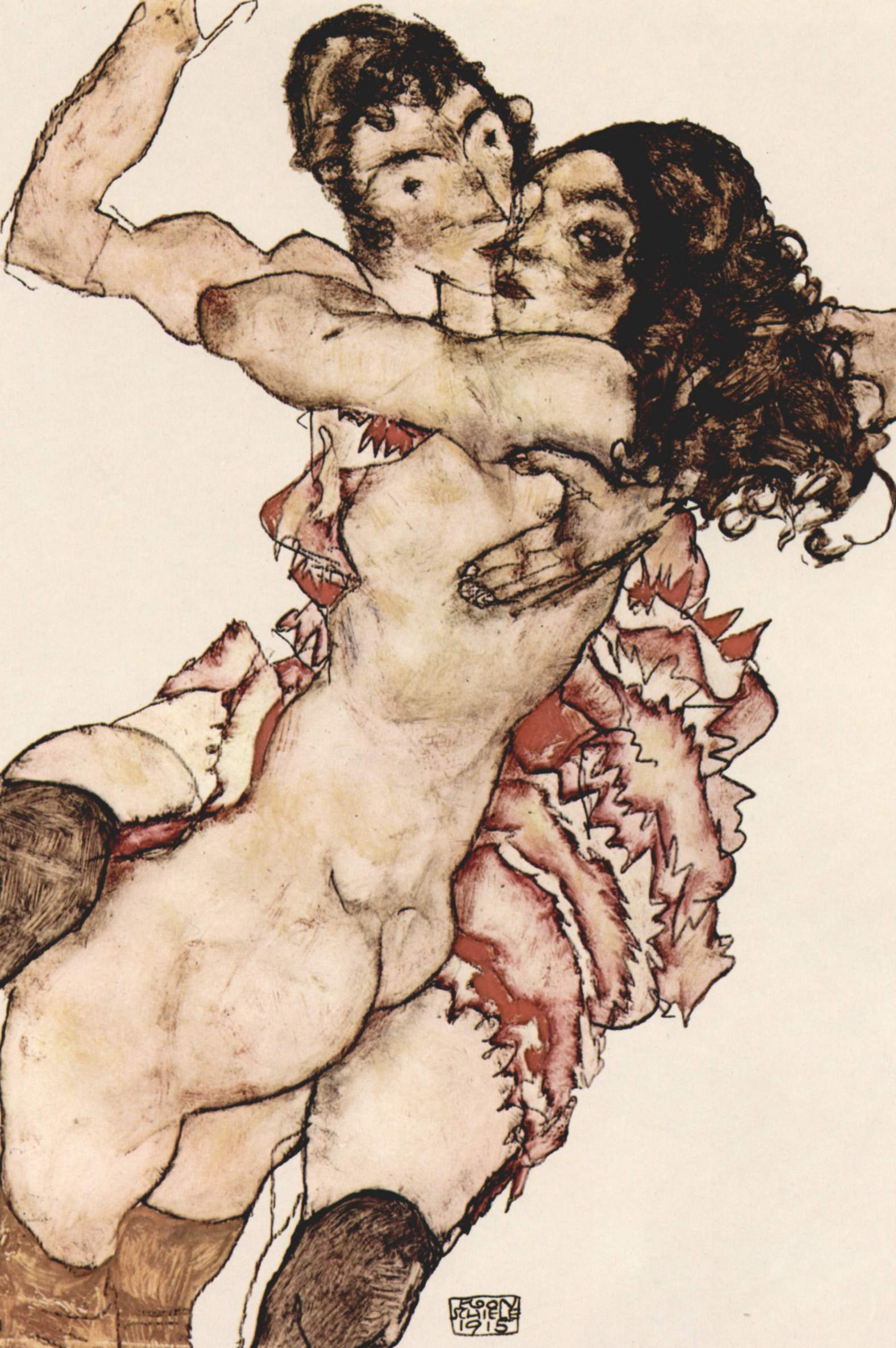
Pareja de mujeres (1915), de Egon Schiele, Magyar Szépmüvészeti Múzeum, Budapest.

En Austria, los expresionistas recibieron la influencia del modernismo alemán (Jugendstil) y austríaco (Sezession), así como de los simbolistas Gustav Klimt y Ferdinand Hodler. El expresionismo austríaco destacó por la tensión de la composición gráfica, deformando la realidad de forma subjetiva, con una temática principalmente erótica –representada por Schiele– o psicológica –representada por Kokoschka–. En contraposición al impresionismo y el arte académico decimonónico preponderante en la Austria del cambio de siglo, los jóvenes artistas austríacos siguieron la estela de Klimt en busca de una mayor expresividad, reflejando en sus obras una temática existencial de gran trasfondo filosófico y psicológico, centrado en la vida y la muerte, la enfermedad y el dolor, el sexo y el amor.
Sus principales representantes fueron Egon Schiele, Oskar Kokoschka, Richard Gerstl, Max Oppenheimer, Albert Paris von Gütersloh y Herbert Boeckl, además de Alfred Kubin, miembro como se ha visto de Der Blaue Reiter. Cabría destacar principalmente la obra de dos artistas:
- Egon Schiele: discípulo de Klimt, su obra giró en torno a una temática basada en la sexualidad, la soledad y la incomunicación, con cierto aire de voyeurismo, con obras muy explícitas por las que incluso estuvo preso, acusado de pornografía. Dedicado principalmente al dibujo, otorgó un papel esencial a la línea, con la que basó sus composiciones, con figuras estilizadas inmersas en un espacio opresivo, tenso. Recreó una tipología humana reiterativa, con un canon alargado, esquemático, alejado del naturalismo, con colores vivos, exaltados, destacando el carácter lineal, el contorno.[97]

- Oskar Kokoschka: recibió la influencia de Van Gogh y del pasado clásico, principalmente el barroco (Rembrandt) y la escuela veneciana (Tintoretto, Veronese). También estuvo ligado a la figura de Klimt, así como del arquitecto Adolf Loos. Sin embargo, creó su propio estilo personal, visionario y atormentado, en composiciones donde el espacio cobra gran protagonismo, un espacio denso, sinuoso, donde se ven sumergidas las figuras, que flotan en él inmersas en una corriente centrífuga que produce un movimiento espiral. Su temática solía ser el amor, la sexualidad y la muerte, dedicándose también a veces al retrato y el paisaje.[98] Sus primeras obras tenían un estilo medieval y simbolista cercano a los Nabis o la época azul de Picasso. Desde 1906, en que conoció la obra de Van Gogh, se inició en un tipo de retrato de corte psicológico, que pretendía reflejar el desequilibrio emocional del retratado, con supremacía de la línea sobre el color. Sus obras más puramente expresionistas destacan por las figuras retorcidas, de expresión torturada y apasionamiento romántico, como La esposa del viento (1914). Desde los años 1920 se dedicó más al paisaje, con un cierto aspecto barroco, de pincelada más ligera y colores más brillantes.[99]

### Escuela de París

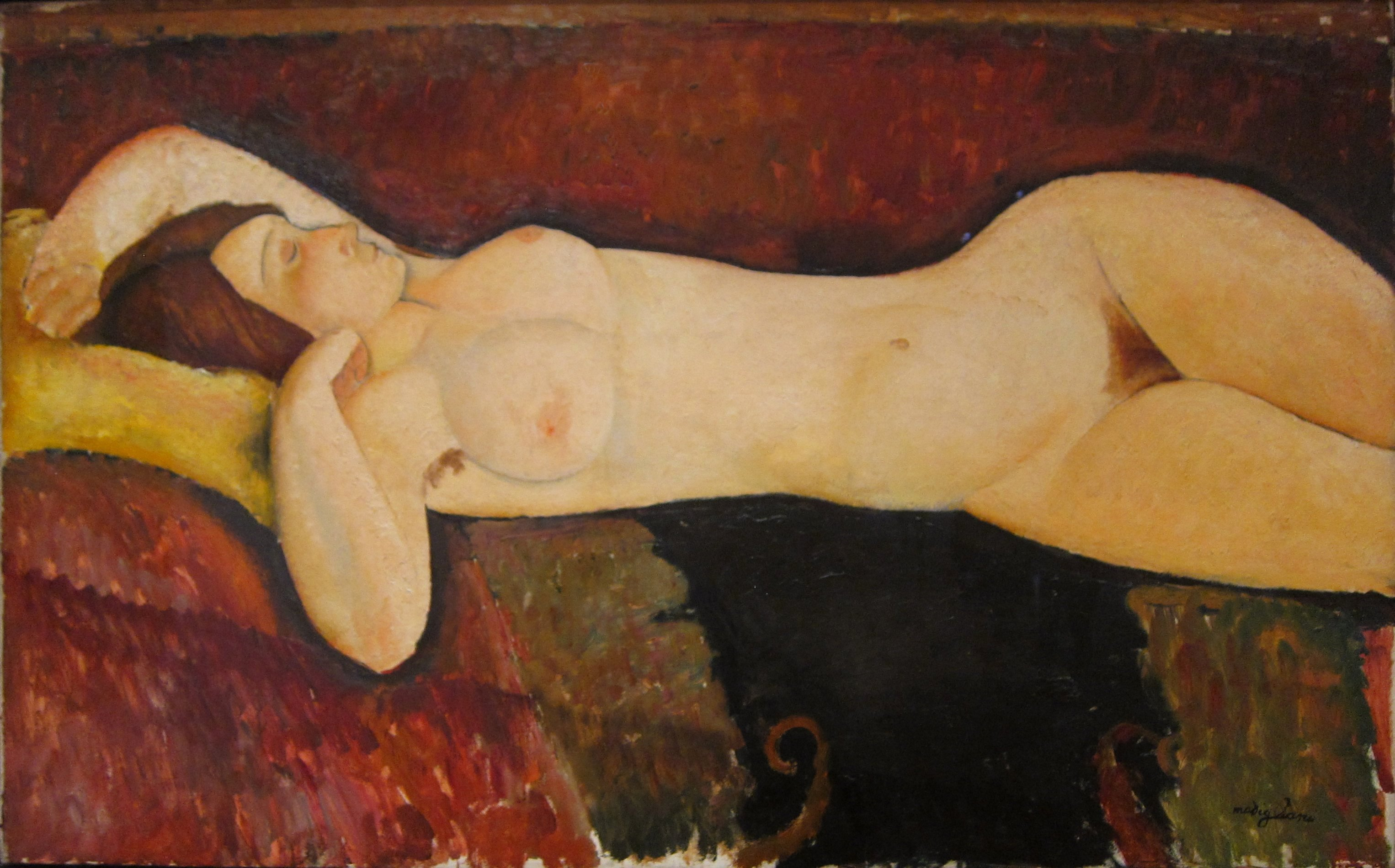
Desnudo recostado (1919), de Amedeo Modigliani, Museum of Modern Art, Nueva York.

Se denomina Escuela de París a un grupo heterodoxo de artistas que trabajaron en París en el período de entreguerras (1905-1940), vinculados a diversos estilos artísticos como el postimpresionismo, el expresionismo, el cubismo y el surrealismo. El término engloba a una gran variedad de artistas, tanto franceses como extranjeros que residían en la capital francesa en el intervalo entre las dos guerras mundiales. En aquella época la ciudad del Sena era un fértil centro de creación y difusión artística, tanto por su ambiente político, cultural y económico, como por ser el origen de diversos movimientos de vanguardia como el fauvismo y el cubismo, y lugar de residencia de grandes maestros como Picasso, Braque, Matisse, Léger, etc. También era un remarcable centro de coleccionismo y de galerías de arte. La mayoría de artistas residía en los barrios de Montmartre y Montparnasse, y se caracterizaba por su vida mísera y bohemia.
En la Escuela de París se dio una gran diversidad estilística, si bien la mayoría estuvieron vinculados en mayor o menor medida al expresionismo, aunque interpretado de forma personal y heterodoxa: artistas como Amedeo Modigliani, Chaïm Soutine, Jules Pascin y Maurice Utrillo fueron conocidos como “les maudits” (los malditos), por su arte bohemio y torturado, reflejo de un ambiente noctámbulo, miserable y desesperado. En cambio, Marc Chagall representa un expresionismo más vitalista, más dinámico y colorista, sintetizando su iconografía rusa natal con el colorido fauvista y el espacio cubista.
Los miembros más destacados de la escuela fueron:
- Amedeo Modigliani: se instaló en Montmartre en 1906, donde se reunía en “El conejo ágil” con Picasso, Max Jacob, Apollinaire, Soutine, etc. Influido por el simbolismo y el manierismo (Pontormo, Parmigianino), se dedicó principalmente al paisaje, el retrato y el desnudo, con figuras alargadas inspiradas en los maestros italianos del Cinquecento. Hedonista, buscaba la felicidad, lo agradable, por lo que no le interesaba la corriente destructiva nietzscheana del expresionismo alemán. En sus obras remarcaba con fuerza el contorno, de líneas fluidas, herederas del arabesco modernista, mientras que el espacio se formaba por yuxtaposición de planos de color. Sus retratos eran de gran introspección psicológica, a lo que contribuía una cierta deformación y la transmisión de ese aire melancólico y desolado propio de su visión bohemia y angustiada de la vida. Se dedicó también a la escultura, con influencia de Brâncuşi, así como manierista y africana, con obras simétricas, alargadas, frontales, cercanas a la escultura arcaica griega.[102]

- Marc Chagall: instalado en París en 1909, realizó obras de carácter onírico, cercanas a un cierto surrealismo, distorsionando la realidad a su capricho. Empleaba una gama de color exaltada, principal nexo de unión con el expresionismo alemán –aunque él no se consideraba expresionista–, en temas populares y religiosos, con desproporción y falta de interés por la jerarquización en la narración de los hechos. Influido por el fauvismo, el cubismo y el futurismo, sus escenas se encuentran en un espacio irreal, ajeno a reglas de perspectiva o escala, en un mundo donde evoca sus recuerdos infantiles y los temas populares rusos y judíos, mezclados con el mundo de los sueños, la música y la poesía. Tomó de Delaunay la transparencia de planos y colores, así como la creación de espacio a través del color y la simultaneidad temporal mediante la yuxtaposición de imágenes. Entre 1914 y 1922 volvió a Rusia, donde fue comisario cultural en la Escuela de Bellas Artes de Vítebsk. De vuelta a París, evolucionó hacia el surrealismo.[103]

- Georges Rouault: vinculado en principio al simbolismo –fue discípulo de Gustave Moreau– y al fauvismo, su temática de índole moral –centrada en lo religioso– y su colorido oscuro lo acercaron al expresionismo. Sus obras más emblemáticas son las de desnudos femeninos, que tienen un aire amargo y desagradable, con figuras lánguidas y blanquecinas (Odaliscas, 1907); escenas circenses, principalmente de payasos, con aire caricaturesco, remarcando notablemente los contornos (Cabeza de un clown trágico, 1904); y escenas religiosas, con dibujo más abstracto y colorido más intenso (La Pasión, 1943). La obra de Rouault –especialmente las obras religiosas– tenía una fuerte carga de denuncia social, de increpación hacia los vicios y defectos de la sociedad burguesa; incluso en una temática como la circense enfatizaba su lado más negativo y deprimente, sin concesiones cómicas o sentimentales, con un aspecto sórdido y cruel. Sentía predilección por el gouache y la acuarela, con tonos oscuros y superficies salpicadas, en capas superpuestas de pigmentos translúcidos, con un grafismo de líneas rotas que enfatizaba la expresividad de la composición.[104]

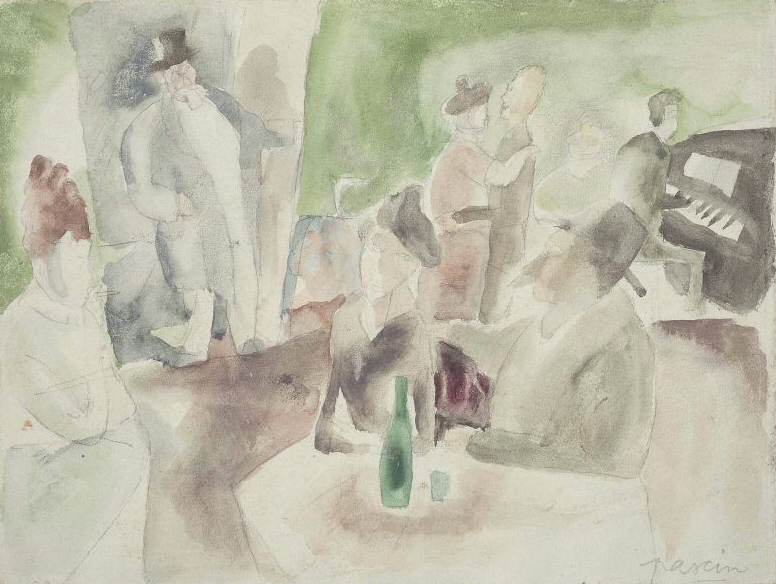
Escena de café, de Jules Pascin, Museum of Fine Arts, Boston.

- Jules Pascin: de origen búlgaro y ascendencia judía, se instaló en París después de breves estancias en Berlín, Viena y Praga; en 1914 se trasladó a Estados Unidos, volviendo a París en 1928 hasta su suicidio dos años más tarde. Su obra expresaba el desarraigo y la alienación del desterrado, así como las obsesiones sexuales que le marcaron desde su adolescencia. En sus inicios mostró la influencia del fauvismo y el cubismo, así como de Toulouse-Lautrec y Degas en los desnudos. Tenía una delicada técnica, con una línea finamente sugerida y un color de tonos iridiscentes, mostrando en sus desnudos un aire lánguido y evanescente.[105]

- Chaïm Soutine: ruso de familia judía, se instaló en París en 1911. Su personalidad violenta y autodestructiva le provocaba una relación apasionada con su obra, llevándole muchas veces a romper sus cuadros, y reflejándose en una pincelada fuerte e incontrolada y una temática angustiosa y desolada, como en su Buey en canal (1925), inspirado en el Buey desollado de Rembrandt. Pintor impulsivo y espontáneo, tenía una necesidad irrefrenable de plasmar inmediatamente en el lienzo su emotividad interior, motivo por el que sus obras carecen de cualquier preparación previa. Influido por Rembrandt, El Greco y Tintoretto, su colorido es intenso, expresando con la dirección de las pinceladas los sentimientos del artista. Asimismo, es evidente la huella de Van Gogh en la impulsividad del gesto pictórico, sobre todo en sus paisajes.[106]

- Maurice Utrillo: artista bohemio y torturado, su actividad artística fue paralela a su adicción al alcohol. De obra autodidacta y con cierto aspecto naïf, se dedicó principalmente al paisaje urbano, retratando de forma magistral el ambiente popular del barrio de Montmartre, enfatizando su aspecto de soledad y opresión, reflejado con una técnica depurada y lineal, de cierta herencia impresionista.[107]

Otros artistas que desarrollaron su obra en el seno de la Escuela de París fueron Isaac Frenkel Frenel, Lasar Segall, Emmanuel Mané-Katz, Pinchus Krémègne, Moïse Kisling, Michel Kikoïne y el japonés Tsuguharu Foujita.

### Otros países

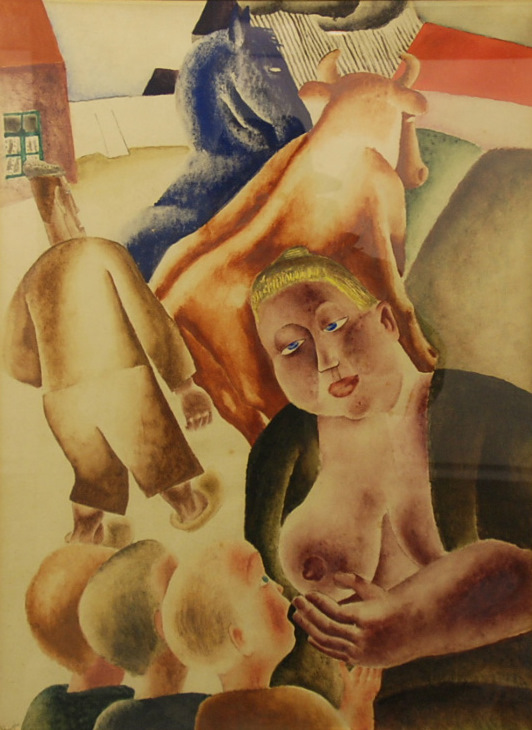
Fertilidad, de Frits Van den Berghe, Kunstmuseum aan Zee, Oostende.

- Argentina: uno de los más importantes representantes del expresionismo argentino fue Enrique Sobisch, excepcional pintor de relieve internacional. Su pintura fue influida por Marc Chagall, a quien dedicó una muestra-homenaje de más de 100 cuadros en 1978 en Buenos Aires, que el eximio pintor ruso agradeció personalmente. En 1979 Sobisch se radicó en Madrid, donde murió en 1989.
- Bélgica: el expresionismo belga fue heredero del simbolismo primitivista, acusando igualmente una fuerte influencia del pintor renacentista flamenco Pieter Brueghel el Viejo, así como la de James Ensor, maestro de los expresionistas belgas. El primer grupo surgió en 1914 en la colonia de artistas de Sint-Martens-Latem, integrado por Albert Servaes, Gustave Van de Woestijne, Gustave De Smet, Frits Van den Berghe y Constant Permeke. Sin embargo, la guerra dispersó el grupo: Permeke se refugió en Gran Bretaña, y De Smet y Van den Berghe en Países Bajos. Fuera de su ambiente recibieron numerosas influencias, principalmente del cubismo y el arte africano. Pasada la guerra el expresionismo belga revivió con notable fuerza, sobre todo en torno a la revista Selection y a la galería del mismo nombre, en Bruselas. Las influencias del momento fueron la del cubismo y de la Escuela de París, plasmadas en un cierto aire monumental y un enfoque social tendente al ruralismo, con escenas costumbristas inspiradas en los clásicos flamencos. El movimiento perduró prácticamente hasta el inicio de la Segunda Guerra Mundial, si bien con un continuo declive desde 1930.[108]

- Brasil: en este país tenemos la presencia de Cândido Portinari, pintor de renombre universal. De familia pobre, estudió en la Escuela Nacional de Bellas Artes de Río de Janeiro. En 1929 viajó a Europa, estableciéndose en París después de recorrer España, Italia e Inglaterra, para volver en 1931. Con influencia de Picasso, en su obra expresó el mundo de los pobres y desfavorecidos, de los obreros y los agricultores. Otro nombre a destacar sería el de Anita Malfatti, considerada la introductora de las vanguardias europeas y norteamericanas en Brasil. En 1910 viajó a Berlín, donde estudió con Lovis Corinth. Su obra se caracterizó por los colores violentos, en retratos, desnudos, paisajes y escenas populares. Desde 1925 abandonó el expresionismo y comenzó una carrera más convencional.[109]

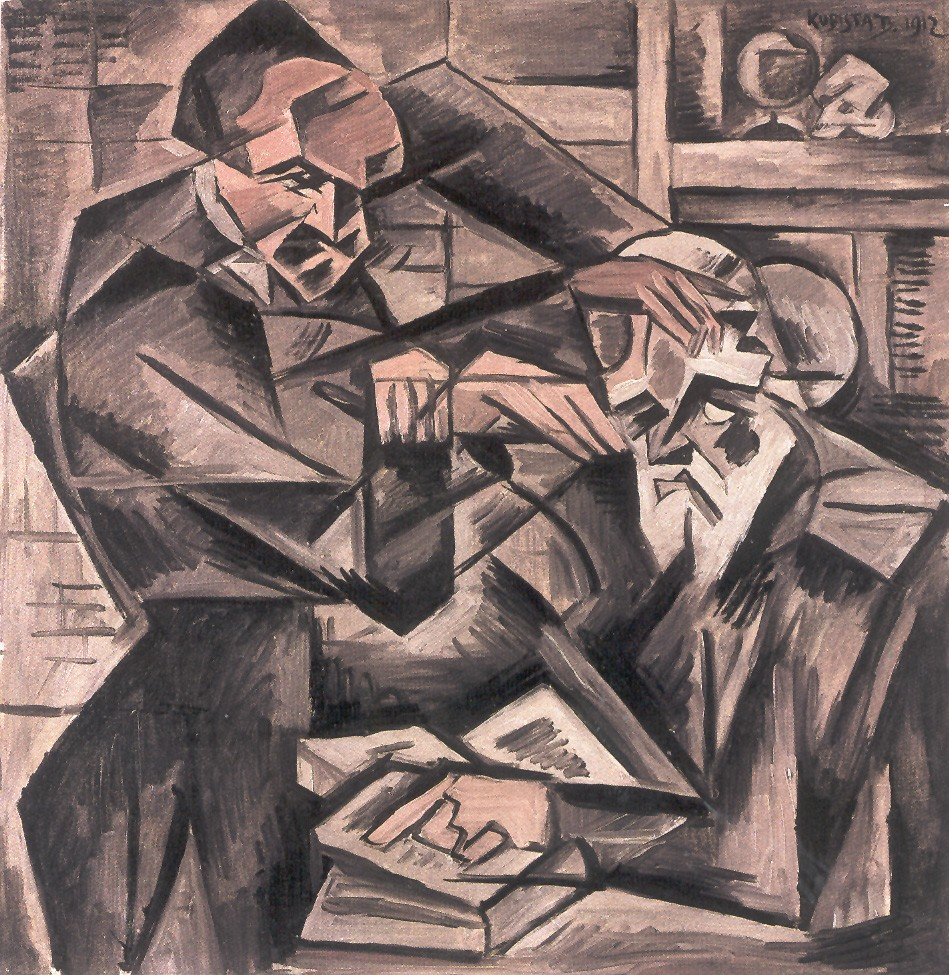
Hipnotizador (1912), de Bohumil Kubišta, Galerie výtvarných umění, Ostrava.

- Checoslovaquia: país surgido tras la Primera Guerra Mundial con la desmembración del Imperio austrohúngaro, las vanguardias llegaron con algo de retraso, lo que se tradujo en una cierta mixtificación de estilos, produciéndose un expresionismo fuertemente mezclado con el cubismo. Sus principales representantes fueron Bohumil Kubišta, Emil Filla y Antonín Procházka. La obra de Filla es una profunda reflexión sobre la guerra –quedó fuertemente marcado por su experiencia en el campo de concentración de Buchenwald–, con una gran influencia de la pintura neerlandesa del siglo XVII. Procházka expresó la belleza y la poesía de los objetos mundanos, que trataba de trascender extrayendo de ellos una visión idealizada pero muy descriptiva, empleando a menudo la técnica de la encáustica. Kubišta, influido por Van Gogh y Cézanne, fue miembro temporalmente de Die Brücke. De formación autodidacta e interesado por la filosofía y la óptica, estudió los colores y la construcción geométrica de la pintura. Su obra evolucionó desde 1911 a un estilo más influido por el cubismo.[110]

- Colombia: en este país destacó Alejandro Obregón, gracias a cuya obra el expresionismo figurativo adquirió gran auge en el país a partir de los años 1950. Muchos de sus trabajos se caracterizaron por contener una fuerte crítica social y política. En sus pinturas también destaca su fascinación por la naturaleza colombiana, siendo el cóndor uno de sus símbolos más recurrentes.

- Ecuador: cabe remarcar la obra de Oswaldo Guayasamín. Estudió en la Escuela de Bellas Artes de Quito. Entre 1942 y 1943 viajó por Estados Unidos y México, donde fue ayudante de Orozco. Un año después viajó por diversos países de América Latina, entre ellos Perú, Brasil, Chile, Argentina y Uruguay, encontrando en todos ellos una sociedad indígena oprimida, temática que, desde entonces, apareció siempre en sus obras. En sus pinturas posteriores figurativas trató temas sociales, simplificando las formas. Su obra reflejó el dolor y la miseria que soporta la mayor parte de la humanidad, denunciando la violencia que le ha tocado vivir al ser humano en el siglo XX, marcado por las guerras mundiales, los genocidios, los campos de concentración, las dictaduras, las torturas, etc. Tiene murales en Quito, Madrid (Aeropuerto de Madrid-Barajas), París (Sede de la Unesco), etc.

- España: en este país, como en la mayoría de países mediterráneos, el expresionismo tuvo relativo éxito, ya que su visión intimista, espiritual y existencialista del ser humano tiene un componente más marcadamente nórdico. Sin embargo, fue practicado por diversos artistas aislados, destacando la figura de José Gutiérrez Solana: su pintura reflejó una visión subjetiva, pesimista y degradada de España, más en concreto de lo que él llamó España negra, también en su literatura, similar a la de la Generación del 98. Aparte de la influencia que en él ejercieron los pintores del tenebrismo barroco, en especial Juan de Valdés Leal, tanto por su temática lúgubre y desengañada como por las composiciones de acusado claroscuro es patente la influencia de las Pinturas negras de Francisco de Goya o del romántico Eugenio Lucas. Su pintura destacó la miseria de una España sórdida y grotesca, mediante el uso de una pincelada densa y de trazo grueso en la conformación de sus figuras. Otros artistas enmarcados en mayor o menor medida en el expresionismo fueron Ignacio Zuloaga, Rafael Zabaleta, Eugenio Hermoso, Benjamín Palencia, Ricardo Baroja y José María López Mezquita, así como la obra tardía del pintor modernista catalán Isidre Nonell. Algunos expertos también observan cierto expresionismo en el Guernica de Picasso.[111]

- Estados Unidos: destacó Edward Hopper, miembro de la Escuela Ashcan, caracterizada por sus representaciones de temática social en las grandes ciudades, especialmente Nueva York. Su pintura se caracterizó por un peculiar y rebuscado juego entre luces y sombras, por la descripción de los interiores y por la representación de la soledad, que conlleva un aspecto de incomunicación. Otro nombre a remarcar sería el de Max Weber, pintor de origen ruso, que estudió en el Pratt Institute de Brooklyn y en París (1905-1908), donde recibió la influencia de Cézanne. Sus primeras obras fueron de signo cubista y expresionista (Restaurante chino, 1915, Museo Whitney de Arte Americano, Nueva York), evolucionando desde 1917 hacia la abstracción, destacando por el colorido brillante, las distorsiones violentas y un fuerte tono emocional. Es de destacar que Estados Unidos acogió numerosos artistas expresionistas que emigraron a causa del nazismo, por lo que este movimiento cobró aquí un gran auge, ejerciendo una poderosa influencia entre los jóvenes artistas, lo que se vio reflejado en el surgimiento del expresionismo abstracto estadounidense.

- Finlandia: destaca la obra de Akseli Gallen-Kallela, pintor adscrito por un tiempo al grupo Die Brücke. Sus primeras pinturas habían estado impregnadas de romanticismo, pero tras la muerte de su hija realizó trabajos más agresivos, tales como la Defensa del Sampo, La venganza de Joujahainen o La madre de Lemminkainen. Su obra se centró en el folclore finlandés, con un sentido reivindicativo de su cultura frente a la injerencia rusa. Otro importante exponente fue Tyko Sallinen: estudió arte en Helsinki, residiendo en París entre 1909 y 1914, donde recibió la influencia del fauvismo. Su temática se centró en el paisaje carelio y la vida rural, con colores brillantes de trazo fuerte. Fue miembro del Novembergruppe.[112]

- Francia: posteriormente a la Escuela de París, se desarrolló en Francia entre 1920 y 1930 un “expresionismo francés” centrado en la obra de tres artistas: Marcel Gromaire, Édouard Goerg y Amédée de La Patellière. Este grupo se vio influido por el cubismo, desarrollando un estilo más sobrio y contenido que el expresionismo alemán, con múltiples puntos de contacto con la escuela flamenca. También cabe destacar la figura individual de Gen Paul, pintor autodidacta influido por Van Gogh y Cézanne, así como por Velázquez, Goya y El Greco. Sus obras se caracterizaron por las pinceladas gestuales, composiciones atrevidas, perspectivas forzadas, uso de diagonales y zigzags, y áreas planas de color. A diferencia de otros expresionistas de la época como Soutine y Rouault, sus obras están llenas de optimismo, impulsado por su pasión por la vida y su deseo de superar su discapacidad –fue herido durante la guerra–. Debido al dinamismo y el movimiento inherente en sus pinturas, algunos críticos consideran a Gen Paul un precursor del expresionismo abstracto.[113]

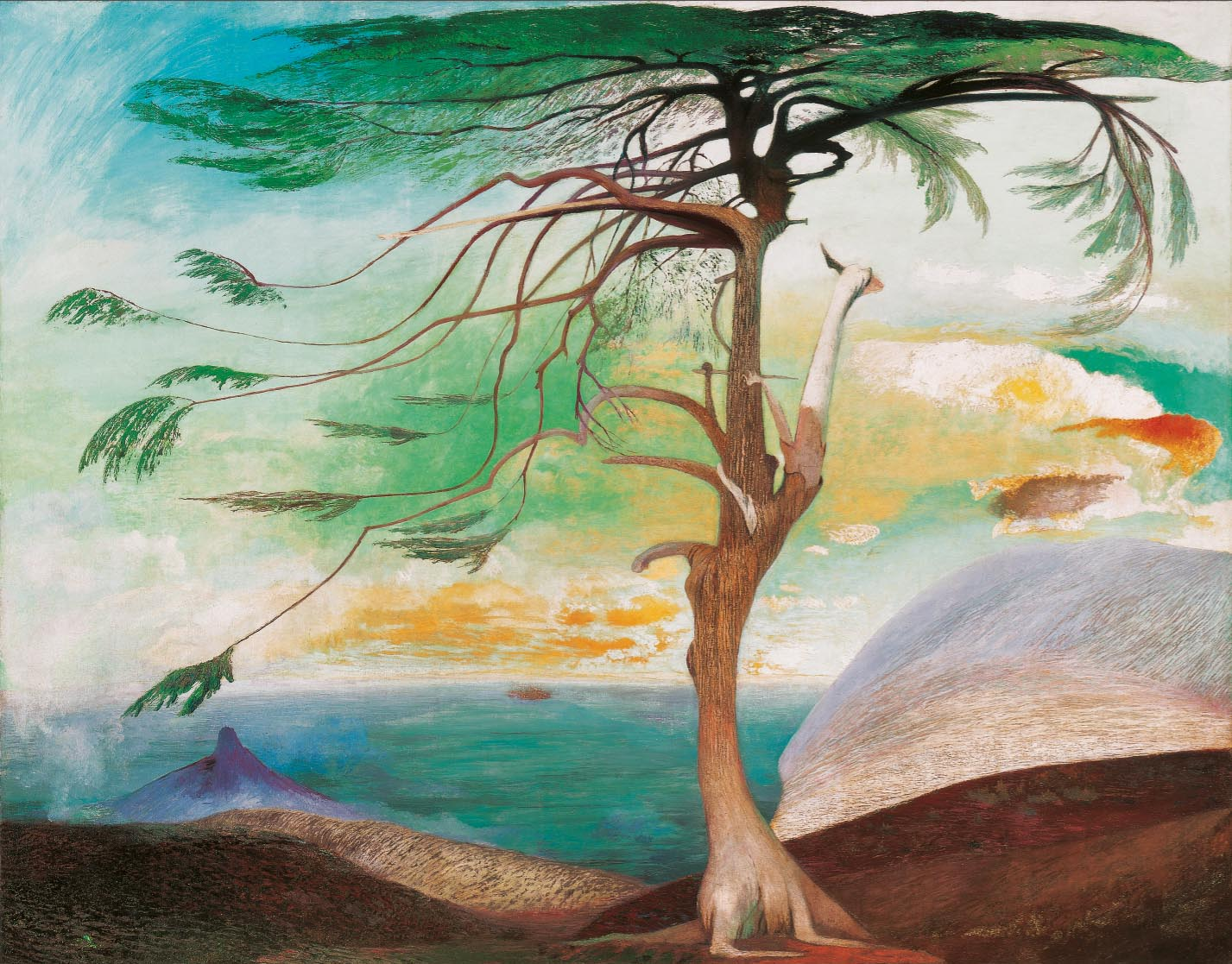
Cedro solitario (1907), de Tivadar Kosztka Csontváry, Csontváry Museum, Pécs.

- Hungría: país igualmente surgido tras la Primera Guerra Mundial, destaca la figura de Tivadar Kosztka Csontváry. Farmacéutico de profesión, a los veintisiete años se inició en la pintura tras una visión mística que le reveló que sería un gran pintor. Desde 1890 realizó un largo viaje por el Mediterráneo (Dalmacia, Italia y Grecia), el norte de África y el Oriente Medio (Líbano, Palestina, Egipto y Siria). Aunque su arte empezó a ser reconocido, su carácter solitario, su progresiva esquizofrenia y sus delirios religiosos le llevaron a alejarse de la sociedad. Pintó más de un centenar de imágenes, destacando su emblemático Cedro solitario (1907). Su arte conectó con el postimpresionismo y el expresionismo, aunque fue un autodidacta y su estilo es difícilmente clasificable. Aun así ha pasado a la Historia como uno de los más importantes pintores húngaros.

- Italia: país igualmente mediterráneo, el expresionismo no tuvo excesiva implantación, si bien se dio en la obra de determinados artistas individuales, generalmente influido por el futurismo, estilo predominante en la Italia de principios de siglo. Lorenzo Viani, de filiación anarquista, retrató en su obra la vida de la gente humilde, los pobres, los desheredados, con un lenguaje antiacadémico, tosco, violento, reflejando un mundo de rebelión y sufrimiento. Ottone Rosai pasó por una etapa futurista para desembocar en el expresionismo, reflejando en su obra motivos populares florentinos, con personajes tristes, melancólicos, encerrados en sí mismos. Mario Sironi también evolucionó desde el futurismo para reflejar desde 1920 un expresionismo centrado en el paisaje urbano, en escenas de ciudades industriales que absorben al individuo, reflejado por figuras solitarias de obreros inmersos en los escenarios de grandes fábricas y barrios industriales cruzados por trenes, camiones y tranvías. Scipione (seudónimo de Gino Bonichi) creó escenas fantásticas, de corte romántico, con influencia de Van Gogh y El Greco, con una pincelada nerviosa, fluidos arabescos y perspectivas abruptas.[114]

- México: en este país el expresionismo estuvo estrechamente ligado a la revolución, destacando el aspecto social de la obra, generalmente en formatos de gran tamaño como el mural. Asimismo, tuvo gran importancia la temática folklórica e indigenista. El muralismo fue un estilo de vocación sociopolítica que enfatizaba el contenido reivindicativo de su temática, centrada en las clases pobres y desfavorecidas, con formatos monumentales de gran expresividad, trabajando sobre una superficie de hormigón o sobre la fachada de un edificio. Sus máximos exponentes fueron: José Clemente Orozco, Diego Rivera, David Alfaro Siqueiros y Rufino Tamayo. El expresionismo también influyó en la obra personal e inclasificable de Frida Kahlo.[109]

- Países Bajos: en este país la pintura expresionista no se desarrolló tanto como la arquitectura, representada por la notable Escuela de Ámsterdam, y fue un movimiento heterogéneo que acusó diversas influencias, si bien la principal fue la de Van Gogh. En Bergen surgió una escuela formada por Jan Sluyters, Leo Gestel y Charley Toorop, que enseguida se orientó hacia la Nueva Objetividad alemana. En 1918 se creó en Groninga el grupo De Ploeg (La Carreta), formado por Jan Wiegers y Hendrik Nicolaas Werkman, cercanos a Die Brücke pero con tendencia a la abstracción. Otros artistas a destacar fueron Herman Kruyder, cercano a Der Blaue Reiter y los artistas flamencos, y Hendrik Chabot, con un estilo similar a Permeke. Por último, cabe destacar a Kees Van Dongen, miembro ocasional de Die Brücke, pintor proveniente del fauvismo especializado en desnudos y retratos femeninos.[115]

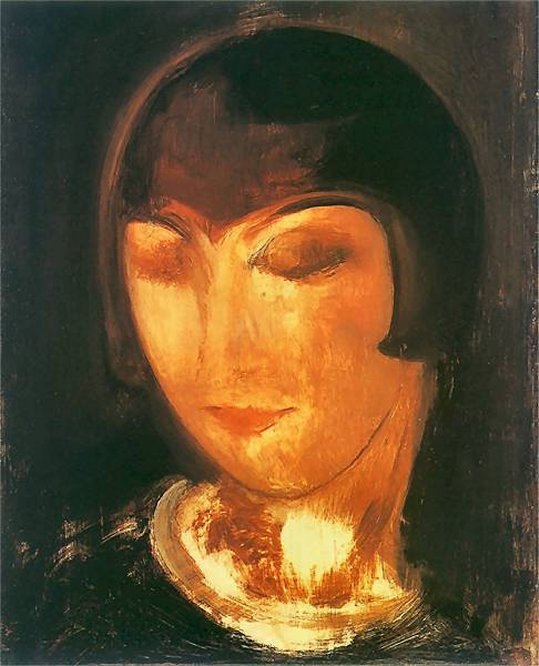
Kiki de Montparnasse (1920), de Gustaw Gwozdecki.

- Polonia: destaca la figura de Henryk Gotlib, pintor profundamente influido por Rembrandt. Vivió en París de 1923 a 1929, participando en las exposiciones del Salón de Otoño y el Salón de los Independientes. Entre 1933 y 1938 realizó estancias en Italia, Grecia y España, estableciéndose definitivamente en Londres al inicio de la Segunda Guerra Mundial. Perteneció al grupo vanguardista polaco Formiści, que se oponía al arte académico y naturalista, con un estilo donde destacaba la deformación de la naturaleza, la subordinación de las formas, la abolición de un único punto de vista y un colorido crudo. Otro miembro de Formiści fue Gustaw Gwozdecki, que también vivió en París (1903-1916) y Nueva York, excelente retratista que practicó la pintura al óleo, el dibujo, el gouache y el grabado.[116]

- Suecia: su principal representante fue la pintora Sigrid Hjertén. Estudió artesanía y diseño en Estocolmo, graduándose como profesora de dibujo. Pasó un tiempo en París, recibiendo la influencia de Matisse y Cézanne, lo que se demuestra en la utilización del color en contraste con unos contornos muy simplificados, esforzándose por encontrar las formas y los colores que puedan transmitir sus emociones. En 1912 realizó su primera exposición en Estocolmo, participando desde entonces en numerosas exposiciones tanto en Suecia como en el extranjero. En su obra describió el papel que desempeñaba como artista, mujer y madre, diferentes identidades en mundos diferentes. Entre 1920 y 1932 residió en París, comenzando a manifestarse su dolencia esquizofrénica, lo que se denotó en su obra, con colores más oscuros y composiciones tensas, reflejando su sentimiento de angustia y abandono. De vuelta a su país, desde 1938 vivió hospitalizada.

- Suiza: en este país el expresionismo acusó la influencia de Hodler y Böcklin, dos destacados artistas de la generación anterior. El expresionismo llegó a Suiza con algo de retraso frente a su vecina Alemania: en 1912 se realizó una exposición en Zúrich con obras de Paul Klee, Der Blaue Reiter, Matisse y el grupo Der Moderne Bund, fundado en 1910 en Lucerna por Hans Arp, Walter Helbig y Oskar Lüthy. Durante la Primera Guerra Mundial muchos artistas se establecieron en Suiza, ayudando a la difusión del expresionismo. Se crearon así diversos grupos de artistas, como Röt-Blau (Rojo-Azul), fundado en 1925 por Hermann Scherer, Albert Müller, Paul Camenisch y Werner Neuhaus; Der Schritt Weiter (El paso falso), fundado en Berna en 1931; Gruppe 33, surgido en Basilea en 1933; y Dreigestirn (Tríada), formado por Fritz Eduard Pauli, Ignaz Epper y Johann Robert Schürch.[117] El principal representante del expresionismo suizo fue Paul Klee, miembro destacado de Der Blaue Reiter, junto a Cuno Amiet, que fue miembro de Die Brücke. Amiet provenía del simbolismo –cuyo espíritu mantuvo incluso durante su etapa expresionista–; en su obra es palpable un sentimiento vitalista de aire bucólico, con un cromatismo reducido propenso a veces a la monocromía.[118]
- Uruguay: el mayor exponente del expresionismo fue José Cuneo Perinetti, plástico influido por Chaïm Soutine, especialmente en su época posterior a 1930, ya de regreso de Europa.[119]

## Literatura

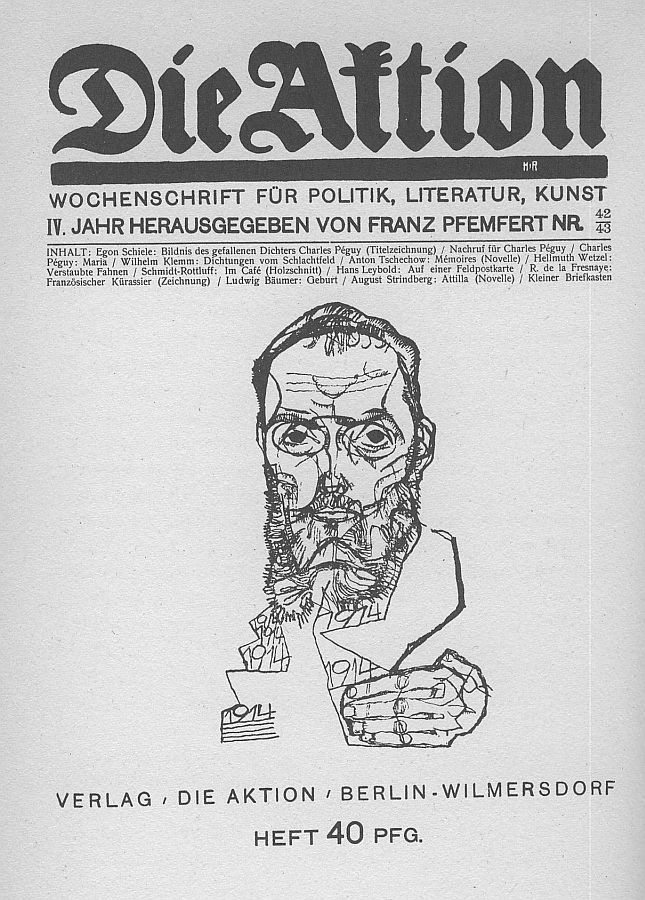
Número de Die Aktion de 1914 con un retrato de Charles Péguy por Egon Schiele.

La literatura expresionista se desarrolló en tres fases principales:
- De 1910 a 1914
- De 1914 a 1918 –coincidiendo con la I Guerra Mundial–
- De 1918 a 1925.

Aparecen como temas destacados –al igual que en la pintura– la guerra, la urbe, el miedo, la locura, el amor, el delirio, la naturaleza, la pérdida de la identidad individual y, como señala Guillermo de Torre, el conflicto generacional, entre otros. Ningún otro movimiento hasta la fecha había apostado de igual manera por la deformidad, la enfermedad y la locura como el motivo de sus obras. Los escritores expresionistas criticaron la sociedad burguesa de su época, el militarismo del gobierno del káiser, la alienación del individuo en la era industrial y la represión familiar, moral y religiosa, por lo que se sentían vacíos, solos, hastiados, en una profunda crisis existencial. El escritor presenta la realidad deformada por su punto de vista interior, expresando sentimientos y emociones subjetivas y humanas más que impresiones sensitivas y objetivas deshumanizadas.
Ya no se imita la realidad, no se analizan causas ni hechos, sino que el autor busca la esencia de las cosas, mostrando su particular visión. Así, no les importa deformar la realidad mostrando su aspecto más terrible y descarnado, adentrándose en temáticas hasta entonces prohibidas, como la sexualidad, la enfermedad y la muerte, o enfatizando aspectos como lo siniestro, lo macabro, lo grotesco. Formalmente, recurren a un tono épico, exaltado, patético, renunciando a la gramática y a las relaciones sintácticas lógicas, con un lenguaje preciso, crudo, concentrado.
Buscan la significación interna del mundo, abstrayéndolo en una especie de romanticismo trágico que va desde el misticismo socializante de Franz Werfel hasta el absurdo existencial de Franz Kafka. El mundo visible es una prisión que impide alcanzar la esencia de las cosas; hay que superar las barreras del tiempo y del espacio, en busca de la realidad más "expresiva".
Los principales precursores de la literatura expresionista fueron los dramaturgos Georg Büchner, Frank Wedekind y el sueco August Strindberg. Büchner fue uno de los principales renovadores del drama moderno, con obras como La muerte de Danton (Dantons Tod, 1835) y Woyzeck (1836), que destacan por la introspección psicológica de los personajes, la reivindicación social de las clases desfavorecidas y un lenguaje entre culto y coloquial, mezclando aspectos cómicos, trágicos y satíricos. Wedekind evolucionó desde el naturalismo hacia un tipo de obra de tono expresionista, por su crítica a la burguesía, la rapidez de la acción, los reducidos diálogos y los efectos escénicos, en obras como El despertar de la primavera (Frühlings Erwachen, 1891), El espíritu de la tierra (Erdgeist, 1895) y La caja de Pandora (Die Büchse der Pandora, 1902). Strindberg inauguró con Camino de Damasco (Till Damaskus, 1898) la técnica estacional seguida por el drama expresionista, consistente en mostrar la acción por estaciones, periodos que determinan la vida de los personajes, en un sentido circular, ya que sus personajes intentan resolver sus problemas sin lograrlo.
El expresionismo fue difundido por revistas como Der Sturm y Die Aktion, así como por el círculo literario Der Neue Club, fundado en 1909 por Kurt Hiller y Erwin Loewenson, reuniéndose en el Neopathetisches Cabaret de Berlín, donde se realizaban lecturas de poesía y se impartían conferencias. Más tarde Hiller, por desavenencias con Loewenson, fundó el cabaret literario GNU (1911), que desempeñó el papel de plataforma para difundir la obra de jóvenes escritores. Der Sturm apareció en Berlín en 1910, editada por Herwarth Walden, siendo centro difusor del arte, la literatura y la música expresionistas, contando también con una editorial, una librería y una galería artística. Die Aktion fue fundada en 1911 en Berlín por Franz Pfemfert, con una línea más comprometida políticamente, siendo un órgano de la izquierda alemana. Otras revistas expresionistas fueron Der Brenner (1910-1954), Die weißen Blätter (1913-1920) y Das junge Deutschland (1918-1920).
La Primera Guerra Mundial supuso una fuerte conmoción para la literatura expresionista: mientras algunos autores consideraron la guerra como una fuerza arrasadora y renovadora que acabaría con la sociedad burguesa, para otros el conflicto cobró tintes negativos, plasmando en su obra los horrores de la guerra. En la posguerra, y en paralelo al movimiento de la Nueva Objetividad, la literatura adquirió mayor compromiso social y de denuncia de la sociedad burguesa y militarista que llevó a Alemania al desastre de la guerra. Las obras literarias de esta época adquirieron un aire documental, de reportaje social, perceptible en obras como La montaña mágica (1924) de Thomas Mann y Berlín Alexanderplatz (1929) de Alfred Döblin.

### Narrativa

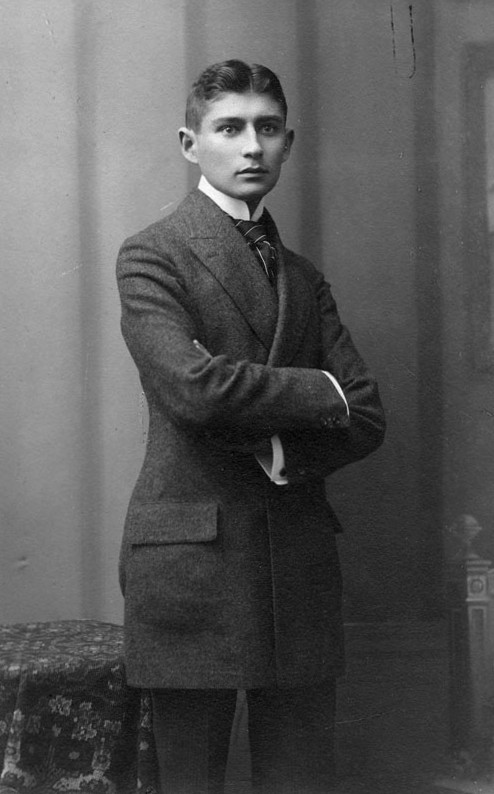
Franz Kafka.

La narrativa expresionista supuso una profunda renovación respecto a la prosa tradicional, tanto temática como estilísticamente, suponiendo una aportación imprescindible al desarrollo de la novela moderna tanto alemana como europea. Los autores expresionistas buscaban una nueva forma de captar la realidad, la evolución social y cultural de la era industrial. Por ello, se opusieron al encadenamiento argumental, a la sucesión espacio-tiempo y la relación causa-efecto propios de la literatura realista de raíz positivista. En cambio, introdujeron la simultaneidad, rompiendo la sucesión cronológica y rechazado la lógica discursiva, con un estilo que muestra pero no explica, donde el propio autor es solo un observador de la acción, donde los personajes evolucionan de forma autónoma. En la prosa expresionista destacó la realidad interior sobre la exterior, la visión del protagonista, su análisis psicológico y existencial, donde los personajes se plantean su situación en el mundo, su identidad, con un sentimiento de alienación que les provoca conductas desordenadas, psicóticas, violentas, irreflexivas, sin lógica ni coherencia. Esta visión se plasmó en un lenguaje dinámico, conciso, elíptico, simultáneo, concentrado, sintácticamente deformado.
Existieron dos corrientes fundamentales en la prosa expresionista: una reflexiva y experimental, abstracta y subjetivizadora, representada por Carl Einstein, Gottfried Benn y Albert Ehrenstein; y otra naturalista y objetivizadora, desarrollada por Alfred Döblin, Georg Heym y Kasimir Edschmid. Figura aparte la obra personal y difícilmente clasificable de Franz Kafka, que expresó en su obra lo absurdo de la existencia, en novelas como La metamorfosis (Die Verwandlung, 1915), El proceso (Der Prozeß, 1925), El castillo (Das Schloß, 1926) y El desaparecido (Der Verschollene, 1927). Kafka mostró mediante parábolas la soledad y alienación del hombre moderno, su desorientación en la sociedad urbana e industrial, su inseguridad y desesperación, su impotencia frente a poderes desconocidos que rigen su destino. Su estilo es ilógico, discontinuo, laberíntico, con vacíos que el lector debe rellenar.
En España el expresionismo tuvo brotes individuales muy importantes, aunque no se constituyera en forma de grupos concretos o manifiestos. Son dos autores sobre todo, José Gutiérrez Solana (La España negra), también pintor, y Ramón María del Valle-Inclán (por su novela de dictadores Tirano Banderas o la trilogía El ruedo ibérico). Derivaciones ulteriores de este expresionismo, mezcladas con un cierto naturalismo, se encuentran luego en la posguerra en el movimiento denominado tremendismo, a partir de una de las obras maestras de Camilo José Cela, La familia de Pascual Duarte (1942).

### Poesía

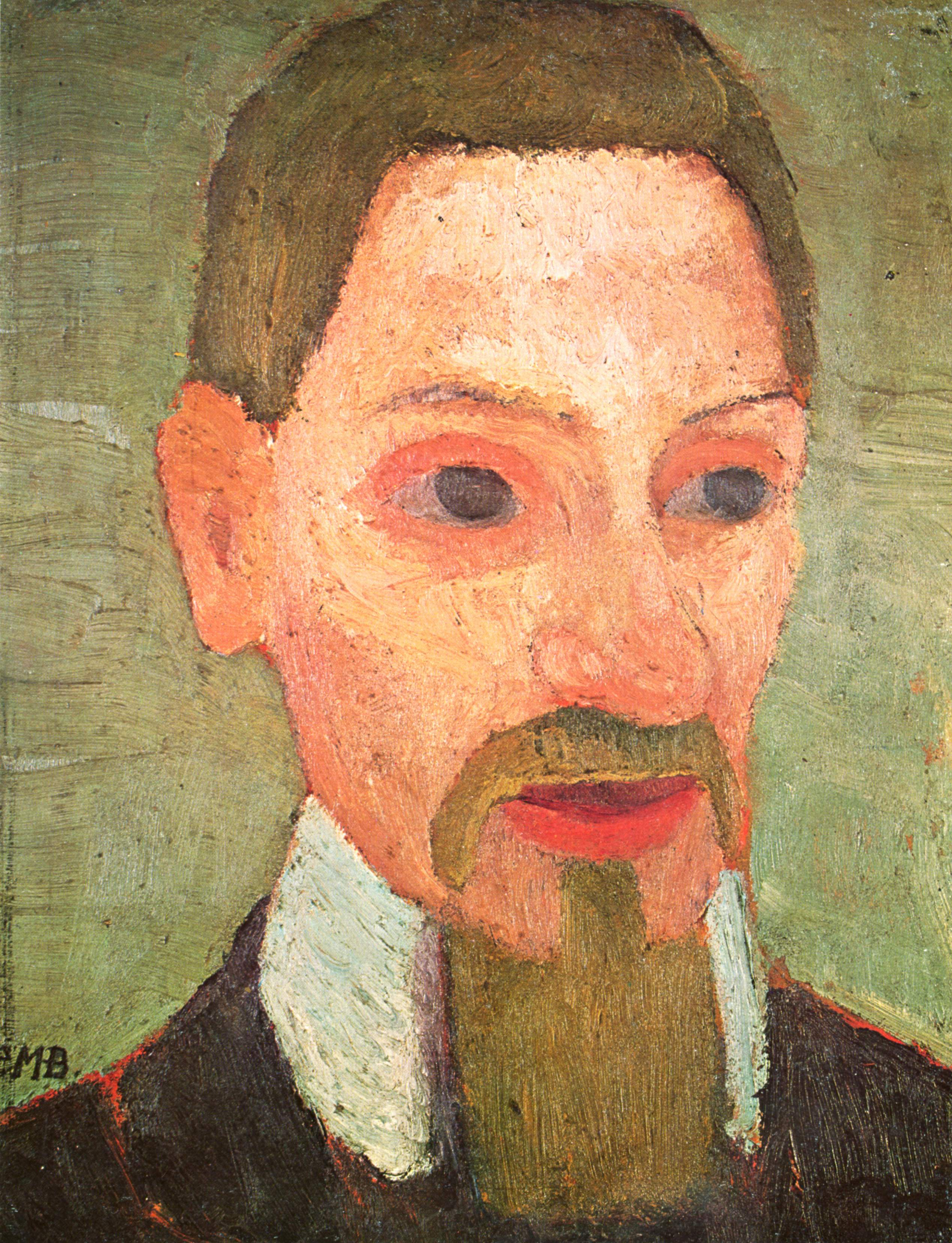
Retrato de Rilke (1906), de Paula Modersohn-Becker, Sammlung Ludwig Roselius, Bremen.

La lírica expresionista se desarrolló notablemente en los años previos a la contienda mundial, con una temática amplia y variada, centrada sobre todo en la realidad urbana, pero renovadora respecto a la poesía tradicional, asumiendo una estética de lo feo, lo perverso, lo deforme, lo grotesco, lo apocalíptico, lo desolado, como nueva forma de expresión del lenguaje expresionista. Los nuevos temas tratados por los poetas alemanes son la vida en la gran ciudad, la soledad y la incomunicación, la locura, la alienación, la angustia, el vacío existencial, la enfermedad y la muerte, el sexo y la premonición de la guerra. Varios de estos autores, conscientes de la decadencia de la sociedad y su necesidad de renovación, utilizaron un lenguaje profético, idealista, utópico, un cierto mesianismo que propugnaba otorgar un nuevo sentido a la vida, una regeneración del ser humano, una mayor fraternidad universal.
Estilísticamente, el lenguaje expresionista es conciso, penetrante, desnudo, con un tono patético y desolado, anteponiendo la expresividad a la comunicación, sin reglas lingüísticas ni sintácticas. Buscan lo esencial del lenguaje, liberar la palabra, acentuando la fuerza rítmica del lenguaje mediante la deformación lingüística, la sustantivación de verbos y adjetivos y la introducción de neologismos. Sin embargo, mantienen la métrica y la rima tradicionales, siendo el soneto uno de sus principales medios de composición, aunque también recurren al ritmo libre y la estrofa polimétrica. Otro efecto del dinámico lenguaje expresionista fue el simultaneísmo, la percepción del espacio y el tiempo como algo subjetivo, heterogéneo, atomizado, inconexo, una presentación simultánea de imágenes y acontecimientos. Los principales poetas expresionistas fueron Franz Werfel, Georg Trakl, Gottfried Benn, Johannes R. Becher, Else Lasker-Schüler. En el frente cayeron, además, Georg Heym, Ernst Stadler y August Stramm. Guillermo de Torre cita además a Alfred Wolfenstein y Wilhelm Klemm. Con poca obra, porque murieron en batalla frisando la veintena, están también Kurd Adler, Walter Ferl, Georg Hecht, Hugo Hinz, Hans Leybold y Alfred Lichtenstein. Asimismo, el expresionismo ejerció una gran influencia en la obra de Rainer Maria Rilke.

### Teatro

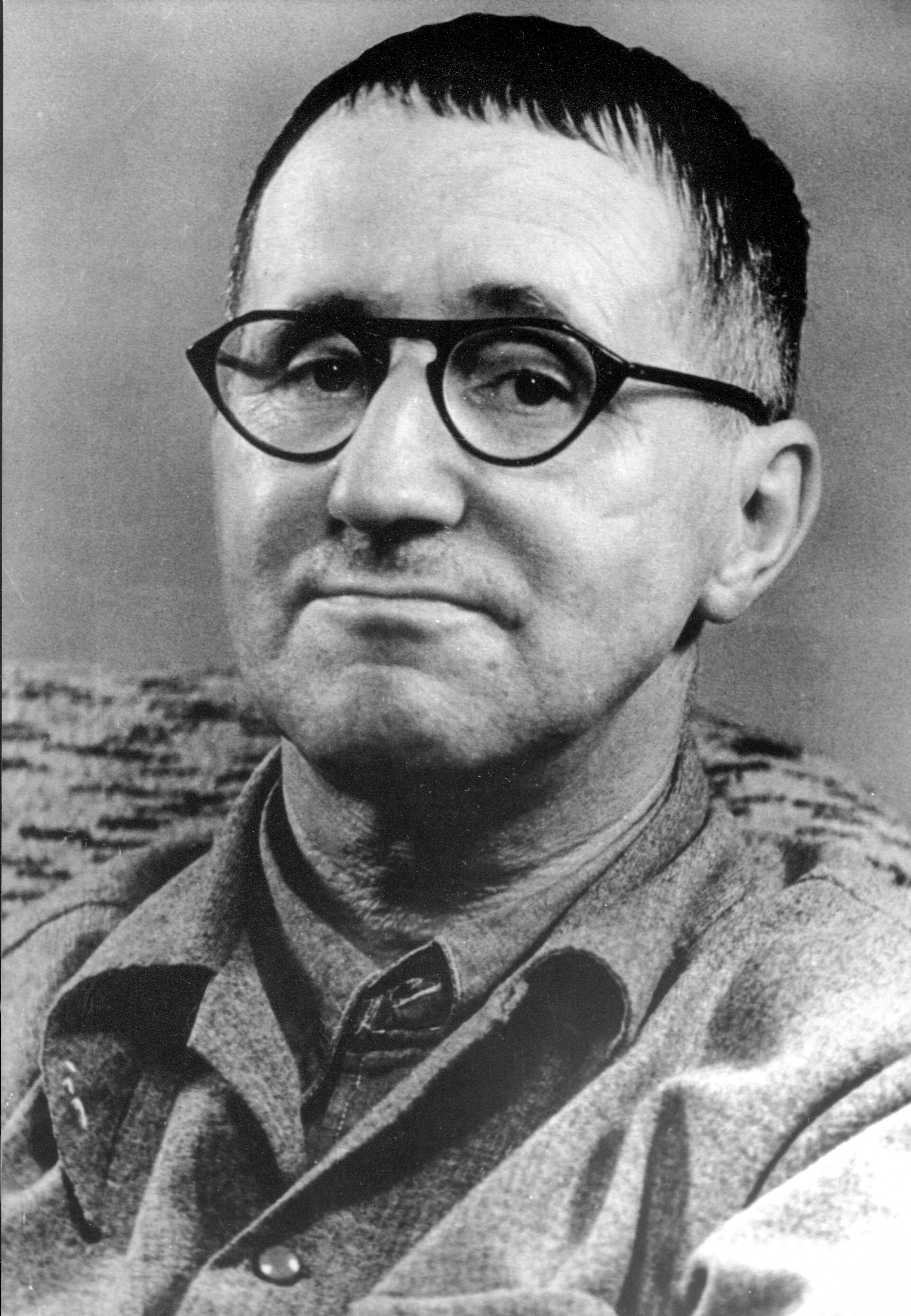
Bertolt Brecht

El drama expresionista se opuso a la representación fidedigna de la realidad propia del naturalismo, renunciando a la imitación del mundo exterior y pretendiendo reflejar la esencia de las cosas, a través de una visión subjetiva e idealizada del ser humano.
Los dramaturgos expresionistas pretendían hacer del teatro un mediador entre la filosofía y la vida, transmitir nuevos ideales, renovar la sociedad moral e ideológicamente. Para ello realizaron una profunda renovación de los recursos dramáticos y escénicos, siguiendo el modelo estacional de Strindberg y perdiendo el concepto de espacio y tiempo, enfatizando en cambio la evolución psicológica del personaje, que más que individuo es un símbolo, la encarnación de los ideales de liberación y superación del nuevo hombre que transformará la sociedad. Son personajes tipificados, sin personalidad propia, que encarnan determinados roles sociales, nombrados por su función: padres, madres, obreros, soldados, mendigos, jardineros, comerciantes, etc. 
El teatro expresionista puso énfasis en la libertad individual, en la expresión subjetiva, el irracionalismo y la temática prohibida. Su puesta en escena buscaba una atmósfera de introspección, de investigación psicológica de la realidad. Utilizaban un lenguaje conciso, sobrio, exaltado, patético, dinámico, con tendencia al monólogo, forma idónea de mostrar el interior del personaje. También cobró importancia la gesticulación, la mímica, los silencios, los balbuceos, las exclamaciones, que cumplían igualmente una función simbólica. Igual simbolismo adquirió la escenografía, otorgando especial relevancia a la luz y el color, y recurriendo a la música e incluso a proyecciones cinematográficas para potenciar la obra.
El teatro fue un medio idóneo para la plasmación emocional del expresionismo, pues su carácter multiartístico, que combinaba la palabra con la imagen y la acción, era ideal para los artistas expresionistas, fuese cual fuese su especialidad. Así, además del teatro, en aquella época proliferaron los cabarets, que unían representación teatral y música, como en Die Fledermaus (El Murciélago), en Viena; Die Brille (Las Gafas), en Berlín; y Die elf Scharfrichter (Los Once Verdugos), en Múnich. En el teatro expresionista predominó la temática sexual y psicoanalítica, quizá por influencia de Freud, cuya obra La interpretación de los sueños apareció en 1900.
Asimismo, los protagonistas solían ser seres angustiados, solitarios, torturados, aislados del mundo y despojados de todo tipo de convencionalismo y apariencia social. El sexo representaba violencia y frustración, la vida sufrimiento y angustia.
Para Guillermo de Torre, los principales dramaturgos expresionistas fueron, en Alemania, Georg Kaiser, Carl Sternheim y Ernst Toller, a los que cabría añadir a Fritz von Unruh, Reinhard Sorge, Walter Hasenclever, Ernst Barlach, Hugo von Hofmannsthal y la primera parte de la trilogía Jugend Zweier Kriege ("Juventud de dos guerras") de Ferdinand Bruckner. Cabe remarcar también la figura del productor y director teatral Max Reinhardt, director del Deutsches Theater, que destacó por las innovaciones técnicas y estéticas que aplicó a la escenografía expresionista: experimentó con la iluminación, creando juegos de luces y sombras, concentrando la iluminación en un sitio o personaje para captar la atención del espectador, o haciendo variar la intensidad de las luces, que se entrecruzan o se oponen. Su estética teatral fue adaptada posteriormente al cine, siendo uno de los rasgos distintivos del cine expresionista alemán. Por último, cabría señalar que en el expresionismo se formaron dos figuras de gran relevancia en el teatro moderno internacional: el director Erwin Piscator, creador de una nueva forma de hacer teatro que denominó "teatro político", experimentando una forma de espectáculo didáctico que aplicó más tarde el postexpresionista Bertolt Brecht en el Berliner Ensemble. En 1927 creó su propio teatro (Piscatorbühne), en el que aplicó los principios ideológicos y escénicos de este teatro político. Bertolt Brecht, por el contrario, tras una primera efímera etapa de expresionismo puro con su Ópera de cuatro ochavos, evolucionó rápidamente a su propia fórmula teatral postexpresionista, que llamó "teatro épico" por contraposición al teatro dramático. Con él rompía con la tradición del naturalismo y el neorromanticismo transformando radicalmente tanto el sentido del texto literario como la forma de ser presentado el espectáculo, e intentando que el público dejase de ser un simple espectador-receptor para desarrollar un papel activo distanciándose críticamente de la obra para romper su alienación burguesa. Entre sus obras más famosas están El círculo de tiza caucasiano (1938), Vida de Galileo (1938), El alma buena de Szechwan (1940), Los fusiles de la señora Carrar (1940), El resistible ascenso de Arturo Ui (1941), El señor Puntila y su criado Matti (1941), Terror y miseria del Tercer Reich (1945) y Madre Coraje y sus hijos (1949)
En España, pueden considerarse expresionista una parte del teatro, el correspondiente a la fórmula teatral del esperpento, de Ramón María del Valle Inclán, en especial Luces de Bohemia, y la trilogía Martes de Carnaval. No menos expresionista es la obra teatral, poco conocida, de otro miembro de la Generación del 98, José Martínez Ruiz, "Azorín", en concreto su trilogía Lo invisible, formada por La arañita en el espejo, El segador y Doctor Death, de 3 a 5.

## Música

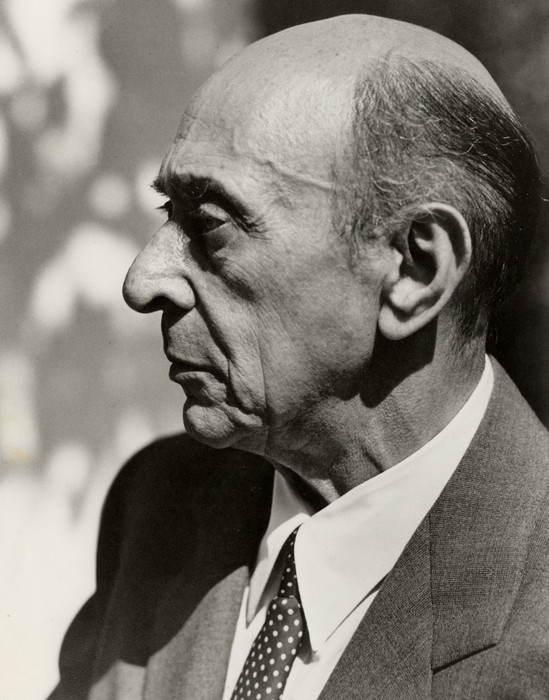
Arnold Schönberg.

El expresionismo otorgó mucha importancia a la música, ligada estrechamente al arte sobre todo en el grupo Der Blaue Reiter: para estos artistas, el arte es comunicación entre individuos, por medio del alma, sin necesidad de un elemento externo. El artista ha de ser creador de signos, sin la mediación de un lenguaje. La música expresionista, siguiendo el espíritu de las vanguardias, pretendía desligar la música de los fenómenos objetivos externos, siendo instrumento únicamente de la actividad creadora del compositor y reflejando principalmente su estado anímico, fuera de toda regla y toda convención, tendiendo a la esquematización y a las construcciones lineales, en paralelo a la geometrización de las vanguardias pictóricas del momento.
La música expresionista buscó la creación de un nuevo lenguaje musical, liberando la música, sin tonalidad, dejando que las notas fluyan libremente, sin intervención del compositor. En la música clásica, la armonía estaba basada en la cadencia tónica-subdominante-dominante-tónica, sin que dentro de una tonalidad se diesen notas extrañas a la escala. Sin embargo, desde Wagner, la sonoridad cobró mayor relevancia respecto a la armonía, ganando importancia las doce notas de la escala. Así, Arnold Schönberg creó el dodecafonismo, sistema basado en los doce tonos de la escala cromática –las siete notas de la escala tradicional más los cinco semitonos–, que se utilizan en cualquier orden, pero en series, sin repetir una nota antes de haber sonado las otras. Así se evita la polarización, la atracción a centros tonales. La serie dodecafónica es una estructura imaginaria, sin tema ni ritmo. Cada serie tiene 48 combinaciones, por inversión, retrogradación o inversión de la retrogradación, y comenzando por cada nota, lo que produce una serie casi infinita de combinaciones. Se podría decir que la destrucción de la jerarquía en la escala musical es equivalente, en pintura, a la eliminación de la perspectiva espacial renacentista efectuada igualmente por las vanguardias pictóricas. Al dodecafonismo siguió el ultracromatismo, que amplió la escala musical a grados inferiores al semitono –cuartos o sextos de tono–, como en la obra de Alois Hába y Ferruccio Busoni.
Entre los músicos expresionistas destacaron especialmente Arnold Schönberg, Alban Berg y Anton von Webern, trío que formó la llamada Segunda Escuela de Viena:
- Arnold Schönberg: se formó cuando en Viena había un caluroso debate entre wagnerianos y brahmsianos, decantándose rápidamente por nuevas formas de expresión renovadoras del lenguaje musical. Sus primeras obras fueron un fracaso de público, como el poema sinfónico Pelleas und Melisande (1903), sobre el texto de Maeterlinck, si bien acrecentaron su fama entre los jóvenes músicos, más afines a la vanguardia. Con la Kammersymphonie (1906) y los Lieder (1909), sobre textos de Stefan George, empezó a acercarse al que sería su lenguaje definitivo, marcado por la atonalidad, la asimetría rítmica y la disolución tímbrica, que desembocarán en el dodecafonismo. Consiguió sus primeros éxitos con los Gurrelieder (1911) y Pierrot Lunaire (1912), a los que siguió una pausa debida a la guerra. Más adelante su obra resurgió con una composición ya totalmente dodecafónica: Quinteto para instrumentos de viento (1924), Tercer cuarteto para cuerda (1927), Variaciones (1926-1928), etc.[131]

- Anton von Webern: circunscrito a obras de pequeño calibre, no tuvo mucho reconocimiento en vida, si bien su obra fue profundamente vanguardista e innovadora. Más místico y delicuescente que Schönberg, Webern fue un músico dodecafónico profundo: así como Schönberg no serializaba los ritmos, solo la altura de los sonidos, en cambio Webern sí, destacando las áreas estructurales, con una música desnuda, etérea, atemporal; así como Schönberg tenía una estructura clásica bajo el sistema dodecafónico, Webern creó una música totalmente nueva, sin referencias al pasado. Webern rompió la melodía, cada nota la hacía un instrumento diferente, en una especie de puntillismo musical, en un intento de serialización tímbrica, destacando el espacio antes que el tiempo. Entre sus obras destacan Bagatelas (1913), Trío para cuerdas (1927), La luz de los ojos (1935) y Variaciones para piano (1936).[132]

- Alban Berg: alumno de Schönberg entre 1904 y 1910, tenía sin embargo un concepto más amplio, complejo y articulado de la forma y el timbre musical que su maestro. En sus inicios estuvo influido por Schumann, Wagner y Brahms, conservando siempre su obra un marcado tono romántico y dramático. Berg usó el dodecafonismo de forma libre, alterando las ortodoxas reglas que puso inicialmente Schönberg, dándole un particular color tonal. Entre sus obras destacan las óperas Wozzeck (1925) y Lulú (1935), además de Suite lírica para cuarteto de cuerda (1926) y Concierto para violín y orquesta (A la memoria de un ángel) (1935).[133]

Con la Nueva Objetividad y su visión más realista y social del arte surgió el concepto de Gebrauchsmusik (música utilitaria), basada en el concepto de consumo de masas para elaborar obras de sencilla construcción y accesibles a todo el mundo. Eran obras de marcado carácter popular, influidas por el cabaret y el jazz, como el Ballet triádico (Triadisches Ballet, 1922) de Oskar Schlemmer, que conjugaba teatro, música, escenografía y coreografía. Uno de sus máximos exponentes fue Paul Hindemith, uno de los primeros compositores en crear bandas sonoras para cine, así como pequeñas piezas para aficionados y colegiales y obras cómicas como Novedades del día (Neues vom Tage, 1929). Otro exponente fue Kurt Weill, colaborador de Brecht en diversas obras como La ópera de tres centavos (Die Dreigroschenoper, 1928), donde la música popular, de aire cabaretero y ritmos bailables, contribuye a distanciar la música del drama y romper la ilusión escénica, acentuando su carácter de ficción.

## Ópera

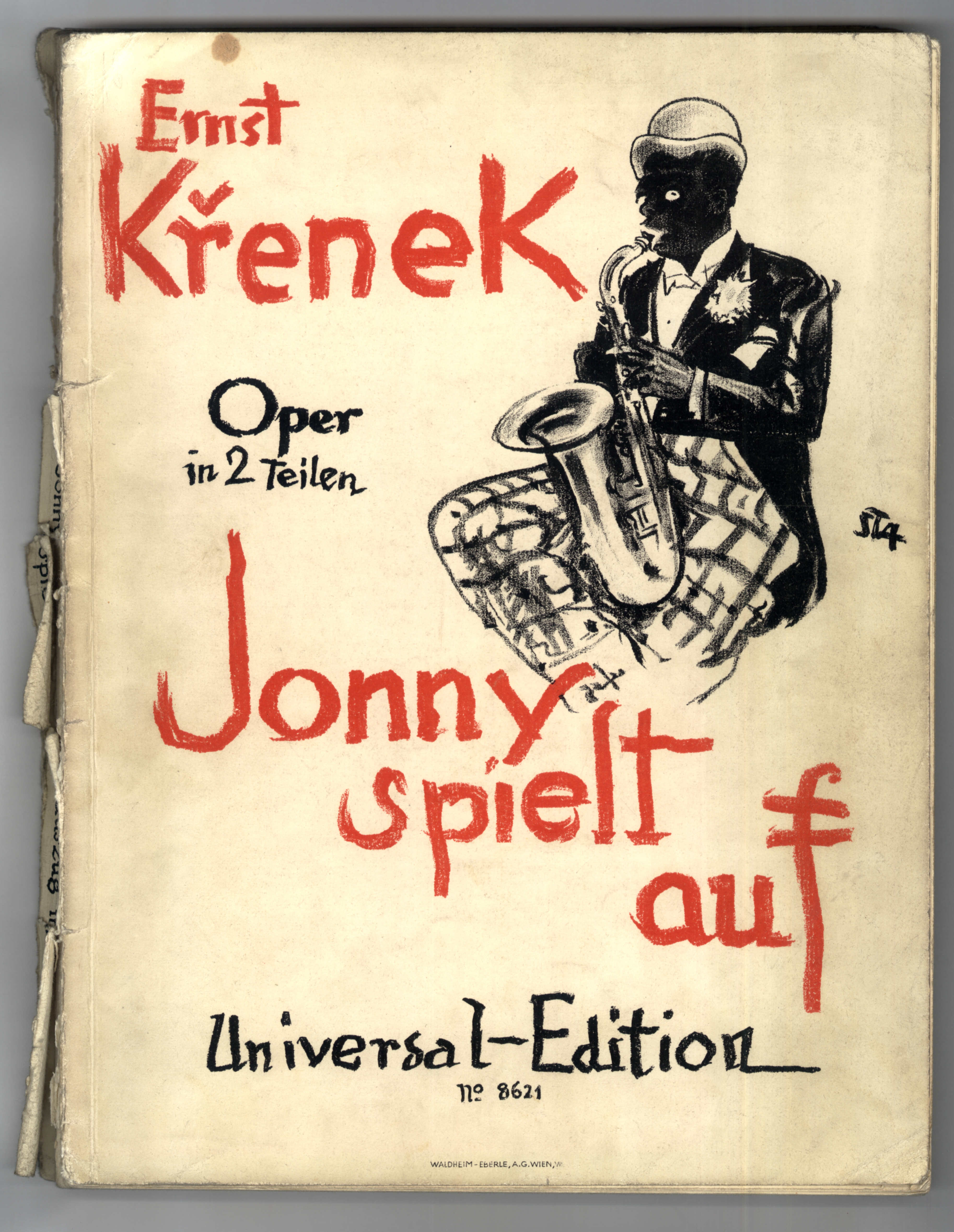
Programa de mano de la ópera Jonny spielt auf, de Ernst Krenek.

La ópera expresionista se desarrolló en paralelo a las nuevas vías de investigación llevadas a cabo por la música atonal ideada por Schönberg. El espíritu renovador del cambio de siglo, que llevó a todas las artes a una ruptura con el pasado y a buscar un nuevo impulso creador, condujo a este compositor austríaco a crear un sistema donde todas las notas tienen el mismo valor y la armonía es sustituida por la progresión de tonos. Schönberg compuso dos óperas en ese contexto: Moses und Aron (compuesta desde 1926 e inacabada) y De hoy a mañana (Von Heute auf Morgen, 1930). Pero sin duda la gran ópera del atonalismo fue Wozzeck (1925), de Alban Berg, basada en la obra teatral de Georg Büchner, ópera romántica en cuanto a temática pero de compleja estructura musical, experimentando con todos los recursos musicales disponibles desde el clasicismo hasta la vanguardia, de lo tonal a lo atonal, del recitativo a la música, de la música popular a la música sofisticada de contrapunto disonante. Obra de fuerte expresión psicológica, al tratar de un demente que se ve angustiado por imágenes paranoicas la música se vuelve también demencial, expresando de forma simbólica el interior de una persona desquiciada, los más profundos resquicios del inconsciente. En su segunda ópera, Lulú, basada en dos dramas de Wedekind, Berg abandonó el expresionismo atonal y se pasó al dodecafonismo.
Uno de los principales antecedentes de la ópera expresionista fue Los Marcados (Die Gezeichneten, 1918), de Franz Schreker, ópera de gran complejidad que requería una orquesta de 120 músicos. Basada en un drama renacentista italiano, era una obra de temática sombría y torturada, plenamente inmersa en el espíritu deprimente de la posguerra. La música era innovadora, radical, de sonoridad enigmática, con una coloratura instrumental audaz y brillante. En 1927 Ernst Krenek estrenó su ópera Jonny ataca (Jonny spielt auf), que consiguió un notable éxito y fue la ópera más representada del momento. Con gran influencia del jazz, Krenek experimentó con las principales tendencias musicales de la época: neorromanticismo, neoclasicismo, atonalidad, dodecafonismo, etc. Considerado como “músico degenerado”, en 1938 se refugió en Estados Unidos, al tiempo que los nazis inauguraban la exposición Entartete Musik (Música degenerada) en Düsseldorf –en paralelo a la muestra de arte degenerado, Entartete Kunst–, donde atacaban la música atonal, el jazz y las obras de músicos judíos. Otro gran éxito fue la ópera El milagro de Heliane (Das Wunder der Heliane, 1927), de Erich Wolfgang Korngold, obra de cierto erotismo con una exquisita partitura concebida en escala épica que crea una gran dificultad para los intérpretes. Otras óperas de este autor fueron Die Tote Stadt, Der Ring des Polykrates y Violanta. Con la instauración del Anschluss en 1938, Korngold emigró a Estados Unidos.
Erwin Schulhoff compuso en 1928 su ópera Flammen, versión del clásico Don Juan, con escenografía de Zdeněk Pesánek, pionero del arte cinético. Obra de corte fantástico, se percibe cierta influencia del teatro chino, en el que cabe todo lo inimaginable, produciéndose todo tipo de situaciones paradójicas y absurdas. Schulhoff abandonó así las reglas teatrales aristotélicas vigentes hasta entonces en el teatro y la ópera en aras de un nuevo concepto de puesta en escena, que entiende el teatro como un juego, un espectáculo, una fantasía que desborda la realidad y lleva a un mundo de sueños. Combinando diferentes estilos, Schulhoff se apartó de la tradicional ópera alemana iniciada con Wagner y culminada con el Wozzeck de Berg, acercándose en cambio a la ópera francesa, en obras como el Pelléas et Mélisande de Debussy o el Cristóbal Colón de Milhaud. 
Berthold Goldschmidt, profesor de dirección de orquesta de la Berlin Hochschule für Musik, adaptó en 1930 El magnífico cornudo (Der gewaltige Hanrei) de Crommelynck, estrenada en 1932, si bien su condición de judío provocó que fuese inmediatamente retirada, emigrando entonces a Gran Bretaña. Por último, Viktor Ullmann desarrolló su obra en el campo de concentración de Theresienstadt (Terezín), donde los nazis probaron un sistema de “ghetto modelo” para desviar la atención del exterminio de judíos que estaban realizando. Con una gran dosis de autogobierno, los reclusos podían ejercer actividades artísticas, pudiendo así componer su ópera Der Kaiser Von Atlantis (1944). Admirador de Schönberg y de la “atonalidad romántica” de Berg, Ullmann creó una obra de gran riqueza musical inspirada tanto en la tradición como en las principales innovaciones de la música de vanguardia, con una temática relativa a la muerte de gran tradición en la literatura musical alemana. Sin embargo, antes de su estreno fue prohibida por la SS, que encontró cierta similitud entre el protagonista y la figura de Hitler, y el autor fue enviado al campo de Auschwitz para su exterminio.

## Danza

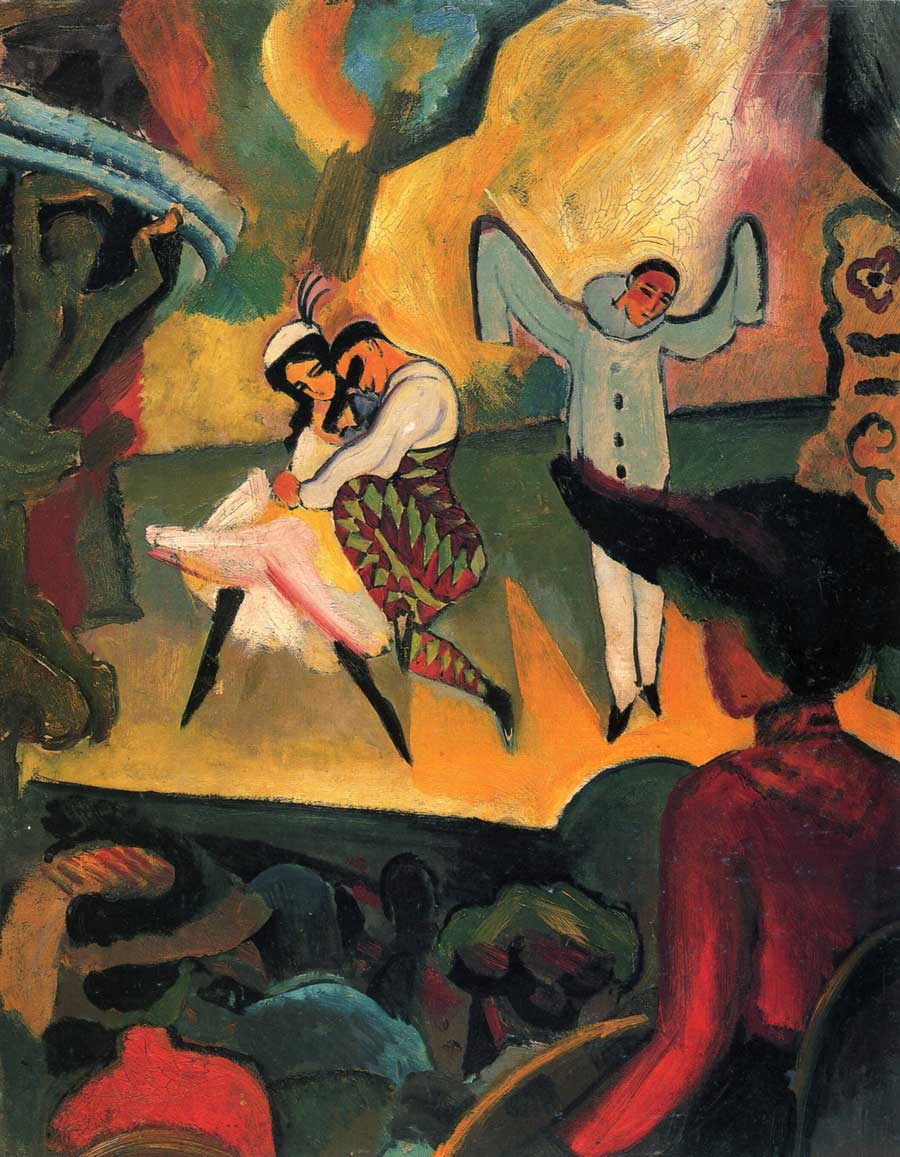
Ballet ruso (1912), de August Macke, Kunsthalle, Bremen.

La danza expresionista surgió en el contexto de innovación que el nuevo espíritu vanguardista aportó al arte, siendo reflejo como el resto de manifestaciones artísticas de una nueva forma de entender la expresión artística. Como en el resto de disciplinas artísticas, la danza expresionista supuso una ruptura con el pasado –en este caso el ballet clásico–, buscando nuevas formas de expresión basadas en la libertad del gesto corporal, liberado de las ataduras de la métrica y el ritmo, donde cobra mayor relevancia la autoexpresión corporal y la relación con el espacio. En paralelo a la reivindicación naturista que se produjo en el arte expresionista –sobre todo en Die Brücke–, la danza expresionista reivindicó la libertad corporal, a la vez que las nuevas teorías psicológicas de Freud influyeron en una mayor introspección en la mente del artista, lo que se tradujo en un intento de la danza de expresar el interior, de liberar al ser humano de sus represiones.
La danza expresionista coincidió con Der Blaue Reiter en su concepto espiritualista del mundo, intentando captar la esencia de la realidad y trascenderla. Rechazaban el concepto clásico de belleza, lo que se expresa en un dinamismo más abrupto y áspero que el de la danza clásica. A la vez, aceptaban el aspecto más negativo del ser humano, lo que subyace en su inconsciente pero que es parte indisoluble del mismo. La danza expresionista no rehuyó mostrar el lado más oscuro del individuo, su fragilidad, su sufrimiento, su desamparo. Esto se traduce en una corporalidad más contraída, en una expresividad que incluye todo el cuerpo, o incluso en la preferencia por bailar descalzos, lo que supone un mayor contacto con la realidad, con la naturaleza.
A la danza expresionista se la denominó también “danza abstracta”, ya que supuso una liberación del movimiento, alejado de la métrica y el ritmo, paralelo al abandono de la figuración por parte de la pintura, a la vez que su pretensión de expresar mediante el movimiento ideas o estados de ánimo coincidió con la expresión espiritual de la obra abstracta de Kandinski. Sin embargo, la presencia ineludible del cuerpo humano provocó una cierta contradicción en la denominación de una corriente “abstracta” dentro de la danza.
Uno de los máximos teóricos de la danza expresionista fue el coreógrafo Rudolf von Laban, quien creó un sistema que pretendía integrar cuerpo y alma, poniendo énfasis en la energía que emanan los cuerpos, y analizando el movimiento y su relación con el espacio. Los aportes de Laban permitieron a los bailarines una nueva multidireccionalidad en relación con el espacio circundante, a la vez que el movimiento se liberó del ritmo, otorgando igual relevancia al silencio que a la música. Laban pretendía igualmente escapar de la gravedad buscando de forma deliberada la pérdida de equilibrio. Asimismo, intentó alejarse del aspecto rígido del ballet clásico promoviendo el movimiento natural y dinámico del bailarín.
La principal musa de la danza expresionista fue la bailarina Mary Wigman, quien estudió con Laban y tuvo estrechos contactos con el grupo Die Brücke, mientras que, durante la Primera Guerra Mundial, se relacionó con el grupo dadaísta de Zúrich. Para ella, la danza era una expresión del interior del individuo, haciendo especial hincapié en la expresividad frente a la forma. Así otorgaba especial importancia a la gestualidad, ligada a menudo a la improvisación, así como al uso de máscaras para acentuar la expresividad del rostro. Sus movimientos eran libres, espontáneos, probando nuevas formas de moverse por el escenario, arrastrándose o deslizándose, o moviendo partes del cuerpo en actitud estática, como en la danza oriental. Se basaba en un principio de tensión-relajación, lo que procuraba mayor dinamismo al movimiento. Creó coreografías realizadas enteramente sin música, a la vez que se liberaba de las ataduras del espacio, que en vez de envolver y atrapar al bailarín se convirtió en una proyección de su movimiento, persiguiendo aquel viejo anhelo romántico de fundirse con el universo.
Después de la guerra, la danza tuvo una época de gran auge, ya que el aumento de un público que buscaba olvidar los desastres de la guerra comportó una gran proliferación de teatros y cabarets. Coreógrafos y bailarines expresionistas comenzaron a viajar por todo el mundo, difundiendo sus logros e ideales y ayudando al crecimiento y consolidación de la danza moderna. Pero la crisis económica y el advenimiento del nazismo llevaron al declive de la danza expresionista. Sin embargo, sus aportaciones siguieron vigentes en la obra de coreógrafos como Kurt Jooss y bailarinas como Pina Bausch, llegando su influencia hasta hoy en día y evidenciando el aporte esencial de la danza expresionista a la danza contemporánea.

## Cine

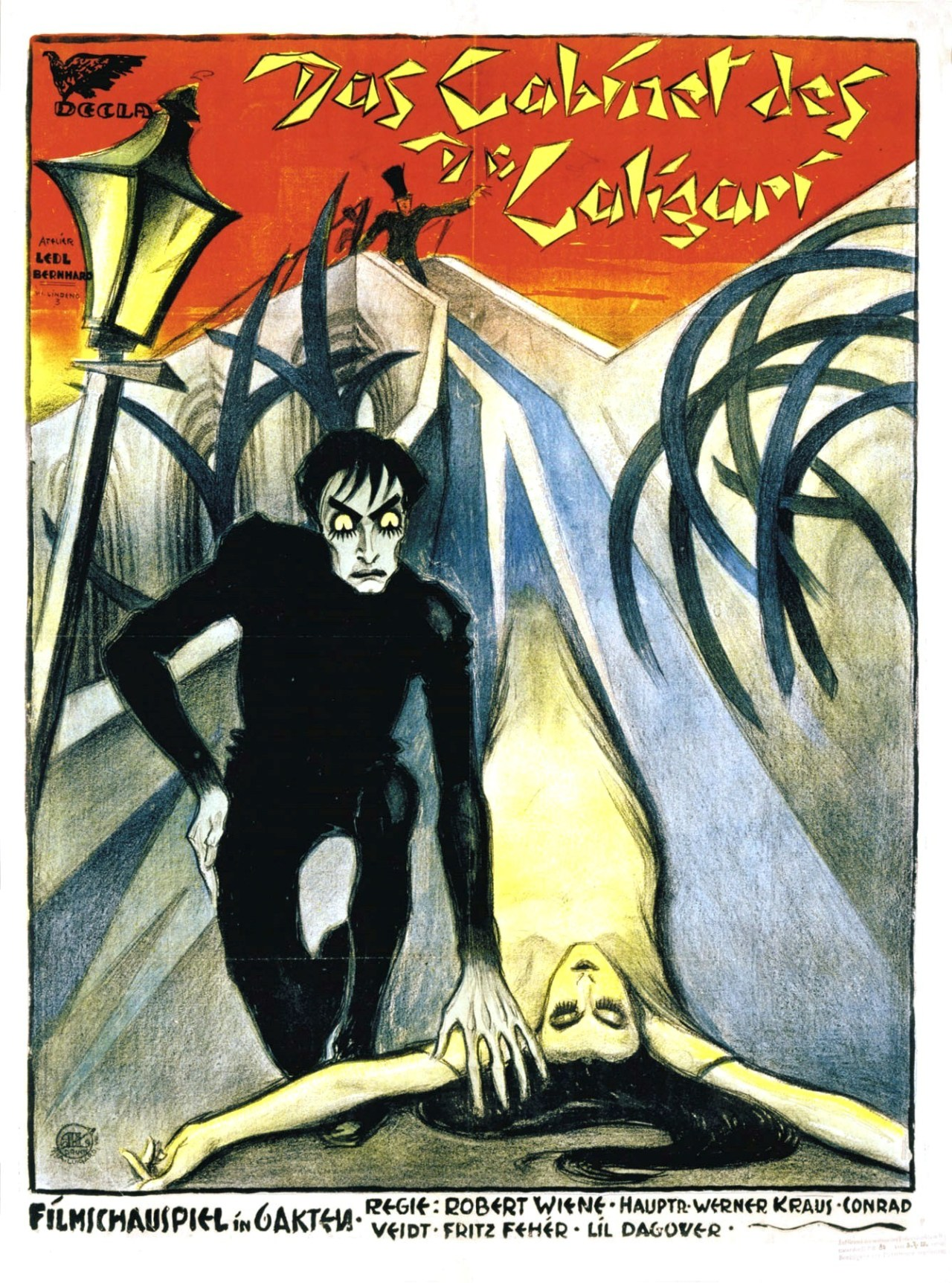
El gabinete del doctor Caligari (1919), de Robert Wiene.

El expresionismo no llegó al cine hasta pasada la Primera Guerra Mundial, cuando ya prácticamente había desaparecido como corriente artística, siendo sustituida por la Nueva Objetividad. Sin embargo, la expresividad emocional y la distorsión formal del expresionismo tuvieron una perfecta traducción al lenguaje cinematográfico, sobre todo gracias al aporte realizado por el teatro expresionista, cuyas innovaciones escénicas fueron adaptadas con gran éxito al cine. El cine expresionista pasó por diversas etapas: del expresionismo puro –llamado a veces “caligarismo”– se pasó a un cierto neorromanticismo (Murnau), y de este al realismo crítico (Pabst, Siodmak, Lupu Pick), para desembocar en el sincretismo de Lang y en el naturalismo idealista del Kammerspielfilm. Entre los principales cineastas expresionistas cabría destacar a Robert Wiene, Paul Wegener, Friedrich Wilhelm Murnau, Fritz Lang, Georg Wilhelm Pabst, Paul Leni, Josef von Sternberg, Ernst Lubitsch, Karl Grüne, Lupu Pick, Robert Siodmak, Arthur Robison y Ewald André Dupont.
El cine expresionista alemán impuso en la pantalla un estilo subjetivista que ofrecía en imágenes una deformación expresiva de la realidad, traducida en términos dramáticos mediante la distorsión de decorados, maquillajes, etc., y la consiguiente recreación de atmósferas terroríficas o, cuando menos, inquietantes. El cine expresionista se caracterizó por su recurrencia al simbolismo de las formas, deliberadamente distorsionadas con el apoyo de los distintos elementos plásticos. La estética expresionista tomó sus temas de géneros como la fantasía y el terror, reflejo moral del angustioso desequilibrio social y político que agitó la República de Weimar aquellos años. Con fuerte influencia del romanticismo, el cine expresionista reflejó una visión del hombre característica del alma “fáustica” alemana: muestra la naturaleza dual del hombre, su fascinación por el mal, la fatalidad de la vida sujeta a la fuerza del destino. Podemos señalar como finalidad del cine expresionista el traducir simbólicamente, mediante líneas, formas o volúmenes, la mentalidad de los personajes, su estado de ánimo, sus intenciones, de tal manera que la decoración aparezca como la traducción plástica de su drama. Este simbolismo suscitaba reacciones psíquicas más o menos conscientes que orientaban el espíritu del espectador.
El cine alemán contaba con una importante industria desde finales del siglo XIX, siendo Hamburgo la sede de la primera Exposición Internacional de la Industria Cinematográfica en 1908. Sin embargo, antes de la guerra el nivel artístico de sus producciones era más bien bajo, con producciones de signo genérico orientadas al consumo familiar, adscritas al ambiente burgués y conservador de la sociedad guillermina. Tan solo a partir de 1913 empezaron a realizarse producciones de mayor relieve artístico, con mayor uso de exteriores y mejores decorados, desarrollándose la iluminación y el montaje. Durante la guerra se potenció la producción nacional, con obras tanto de género como de autor, destacando la obra de Paul Wegener, iniciador del cine fantástico, género habitualmente considerado el más típicamente expresionista. En 1917 se creó por orden de Hindenburg –siguiendo una idea del general Ludendorff – la UFA (Universum Film Aktien Gesellschaft), apoyada por el Deutsche Bank y la industria alemana, para promocionar el cine alemán fuera de sus fronteras. El sello UFA se caracterizó por una serie de innovaciones técnicas, como la iluminación focal, los efectos especiales –como la sobreimpresión–, los movimientos de cámara –como la “cámara desencadenada”–, el diseño de decorados, etc. Era un cine de estudio, con un marcado componente de preproducción, que aseguraba un claro control del director sobre todo los elementos que incurrían en la película. Por otro lado, su montaje lento y pausado, sus elipsis temporales, creaban una sensación de subjetividad, de introspección psicológica y emocional.
Las primeras obras del cine expresionista se nutrieron de leyendas y antiguas narraciones de corte fantástico y misterioso, cuando no terrorífico y alucinante: El estudiante de Praga (Paul Wegener y Stellan Rye, 1913), sobre un joven que vende su imagen reflejada en los espejos, basada en el Peter Schlemihl de Chamisso; El Golem (Paul Wegener y Henrik Galeen, 1914), sobre un hombre de barro creado por un rabino judío; Homunculus (Otto Rippert, 1916), precursora en los contrastes en blanco y negro, los choques de luz y sombra. El gabinete del doctor Caligari (Robert Wiene, 1919), sobre una serie de asesinatos cometidos por un sonámbulo, se convirtió en la obra maestra del cine expresionista, por la recreación de un ambiente opresivo y angustioso, con decorados de aspecto extrañamente anguloso y geométrico –paredes inclinadas, ventanas en forma de flecha, puertas cuneiformes, chimeneas oblicuas–, iluminación de efectos dramáticos –inspirada en el teatro de Max Reinhardt–, y maquillaje y vestuario que enfatizan el aire misterioso que envuelve toda la película.
Paradójicamente, Caligari fue más el final de un proceso que el inicio de un cine expresionista, pues su carácter experimental era difícilmente asimilable por una industria que buscaba productos más comerciales. Las producciones posteriores continuaron en mayor o menor medida la base argumental de Caligari, con historias generalmente basadas en conflictos familiares y una narración efectuada con flashbacks, y un montaje oblicuo y anacrónico, especulativo, haciendo que el espectador interprete la historia; en cambio, perdieron el espíritu artístico de Caligari, su revolucionaria escenografía, su expresividad visual, a favor de un mayor naturalismo y plasmación más objetiva de la realidad.
Al primer expresionismo, de carácter teatral –el llamado “caligarismo”–, sucedió un nuevo cine –el de Lang, Murnau, Wegener, etc– que se inspiraba más en el romanticismo fantástico, dejando el expresionismo literario o pictórico. Estos autores buscaban una aplicación directa del expresionismo al filme, dejando los decorados artificiales e inspirándose más en la naturaleza. Así surgió el Kammerspielfilm, orientado hacia un estudio naturalista y psicológico de la realidad cotidiana, con personajes normales, pero tomando del expresionismo la simbología de los objetos y la estilización dramática. El Kammerspielfim se basaba en un realismo poético, aplicando a una realidad imaginaria un simbolismo que permite alcanzar el sentido de esa realidad. Su estética se basaba en un respeto, aunque no total, de las unidades de tiempo, lugar y acción, en una gran linealidad y simplicidad argumental, que hacía innecesaria la inserción de rótulos explicativos, y en la sobriedad interpretativa. La simplicidad dramática y el respeto a las unidades permitían crear unas atmósferas cerradas y opresivas, en las que se moverían los protagonistas. 
En los años 1920 se produjeron los principales éxitos del cine expresionista alemán: Ana Bolena (Lubitsch, 1920), Las tres luces (Lang, 1921), Nosferatu, el vampiro (Murnau, 1922), Dr. Mabuse, der Spieler-Ein Bild der Zeit (Lang, 1922), Sombras (Robison, 1923), Die Strasse (Grüne, 1923), Sylvester (Pick, 1923), Los Nibelungos (Lang, 1923-1924), El hombre de las figuras de cera (Leni, 1924), Las manos de Orlac (Wiene, 1924), Der Letzte Mann (Murnau, 1924), Bajo la máscara del placer (Pabst, 1925), Tartufo (Murnau, 1925), Varieté (Dupont, 1925), Fausto (Murnau, 1926), El amor de Jeanne Ney (Pabst, 1927), Metrópolis (Lang, 1927), La caja de Pandora (Pabst, 1929), El ángel azul (Sternberg, 1930), M, el vampiro de Düsseldorf (Lang, 1931), etc.
Desde 1927, coincidiendo con la introducción del cine sonoro, un cambio de dirección en la UFA comportó un nuevo rumbo para el cine alemán, de corte más comercial, intentando imitar el éxito conseguido por el cine americano producido en Hollywood. Para entonces la mayoría de directores se habían establecido en Hollywood o Londres, lo que comportó el fin del cine expresionista como tal, sustituido por un cine cada vez más germanista que pronto fue instrumento de propaganda del régimen nazi. Sin embargo, la estética expresionista se incorporó al cine moderno a través de la obra de directores como Carl Theodor Dreyer, John Ford, Carol Reed, Orson Welles o Andrzej Wajda.

## Fotografía

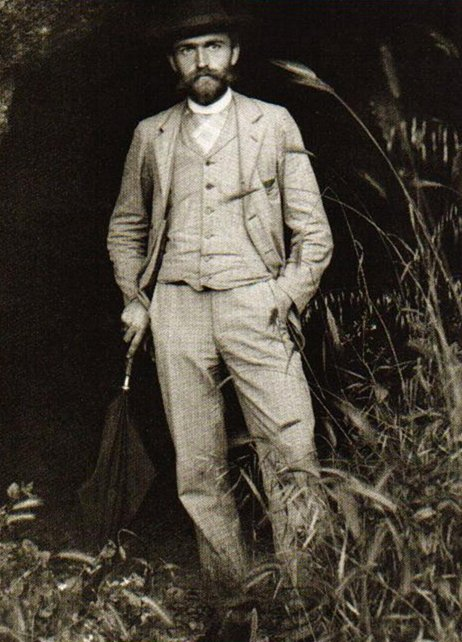
Karl Blossfeldt.

La fotografía expresionista se desarrolló principalmente durante la República de Weimar, constituyendo uno de los principales focos de la fotografía europea de vanguardia. La nueva sociedad alemana de posguerra, en su afán casi utópico de regenerar el país tras los desastres de la guerra, recurrió a una técnica relativamente nueva como la fotografía para romper con la tradición burguesa y construir un nuevo modelo social basado en la colaboración entre clases sociales. La fotografía de los años 1920 sería heredera de los fotomontajes antibelicistas creados por los dadaístas durante la contienda, así como aprovecharía la experiencia de fotógrafos procedentes del este que recalaron en Alemania tras la guerra, lo que llevaría a la elaboración de un tipo de fotografía de gran calidad tanto técnica como artística. 
Asimismo, en paralelo a la Nueva Objetividad surgida tras la guerra, la fotografía se convirtió en un medio privilegiado de captar la realidad sin ambages, sin manipulación, conjugando la estética con la precisión documental. Los fotógrafos alemanes crearon un tipo de fotografía basada en la nitidez de la imagen y la utilización de la luz como medio expresivo, modelando las formas y destacando las texturas. Este tipo de fotografía tuvo una importante resonancia internacional, generando movimientos paralelos como la photographie pure francesa y la straight photography estadounidense. Cabe remarcar el gran auge durante esta época de la prensa gráfica y las publicaciones, tanto de revistas como de libros ilustrados. La conjunción de fotografía y tipografía llevó a la creación del llamado “foto-tipo”, con un diseño racionalista inspirado en la Bauhaus. También cobró importancia la publicación de libros y revistas especializados en fotografía y diseño gráfico, como Der Querschnitt, Gebrauchsgraphik y Das Deutsche Lichtbild, así como las exposiciones, como la gran muestra Film und Foto, celebrada en 1929 en Stuttgart por iniciativa del Deutscher Werkbund, de la que surgió el ensayo de Franz Roh Foto-Ojo (Foto-Auge).
El más destacado fotógrafo expresionista fue sin duda August Sander: estudiante de pintura, se pasó a la fotografía, abriendo un estudio de retrato en Colonia. Se dedicó principalmente al retrato, creando un proyecto casi enciclopédico que pretendía catalogar de forma objetiva al alemán de la República de Weimar, retratando personajes de cualquier estamento social, partiendo de la premisa de que el individuo es fruto de las circunstancias históricas. En 1929 apareció el primer tomo de El rostro de nuestro tiempo (Antlitz der Zeit), del que no surgieron más al ser vetado por los nazis, a los que no les gustaba la imagen de Alemania captada por Sander, al que destruyeron 40.000 negativos. Los retratos de Sander eran fríos, objetivos, científicos, desapasionados, pero por ese motivo resultaban de una gran elocuencia personal, remarcando su individualidad.
Otros destacados fotógrafos fueron: Karl Blossfeldt, profesor de forja en una escuela de artes aplicadas, en 1890 se inició en la fotografía principalmente para obtener modelos para sus trabajos en metal, especializándose en fotografía de vegetales, recopilando su trabajo en 1928 con el título Formas originales del arte (Urformen der Kunst). Albert Renger-Patzsch estudió química en Dresde, iniciándose en la fotografía, de la que dio clases en la Folkwangschule de Essen. Se especializó en fotografía publicitaria, publicando varios libros sobre el mundo técnico e industrial: en 1927 publicó Die Halligen, sobre paisajes y gentes de la isla de Frisia oriental, y en 1928 El mundo es hermoso (Die Welt ist schön). Hans Finsler, especializado en bodegones, estudió arquitectura e historia del arte, siendo profesor en Halle de 1922 a 1932. Creó en Zúrich el departamento fotográfico de la Kunst Gewerbeschule, donde se formaron numerosos fotógrafos, como Werner Bischof y René Burri. Werner Mantz estudió en la Bayerische Staatslehranstalt für Photographie de Múnich, especializándose en fotografía de arquitectura, ilustrando las principales construcciones del racionalismo. Entre 1937 y 1938 retrató de forma magistral el mundo de los mineros en Maastricht. Willy Zielke, de origen polaco, estudió fotografía en Múnich. Se dedicó principalmente a la evolución social e industrial de Alemania, rodando un documental sobre el paro obrero (Arbeitlos, 1932), que fue prohibido por los nazis.